# Liste der Kulturdenkmale in Olbernhau

Wappen der Stadt Olbernhau

Die Liste der Kulturdenkmale in Olbernhau enthält die Kulturdenkmale in Olbernhau. Die Anmerkungen sind zu beachten. 

Diese Liste ist eine Teilliste der Liste der Kulturdenkmale im Erzgebirgskreis. 
 Diese Liste ist eine Teilliste der Liste der Kulturdenkmale in Sachsen.

## Legende
- Bild: Bild des Kulturdenkmals, ggf. zusätzlich mit einem Link zu weiteren Fotos des Kulturdenkmals im Medienarchiv Wikimedia Commons. Wenn man auf das Kamerasymbol klickt, können Fotos zu Kulturdenkmalen aus dieser Liste hochgeladen werden:
- Bezeichnung: Denkmalgeschützte Objekte und ggf. Bauwerksname des Kulturdenkmals
- Lage: Straßenname und Hausnummer oder Flurstücknummer des Kulturdenkmals. Die Grundsortierung der Liste erfolgt nach dieser Adresse. Der Link (Karte) führt zu verschiedenen Kartendiensten mit der Position des Kulturdenkmals. Fehlt dieser Link, wurden die Koordinaten noch nicht eingetragen. Sind diese bekannt, können sie über ein Tool mit einer Kartenansicht einfach nachgetragen werden. In dieser Kartenansicht sind Kulturdenkmale ohne Koordinaten mit einem roten bzw. orangen Marker dargestellt und können durch Verschieben auf die richtige Position in der Karte mit Koordinaten versehen werden. Kulturdenkmale ohne Bild sind an einem blauen bzw. roten Marker erkennbar.
- Datierung: Baubeginn, Fertigstellung, Datum der Erstnennung oder grobe zeitliche Einordnung entsprechend des Eintrags in der sächsischen Denkmaldatenbank
- Beschreibung: Kurzcharakteristik des Kulturdenkmals entsprechend des Eintrags in der sächsischen Denkmaldatenbank, ggf. ergänzt durch die dort nur selten veröffentlichten Erfassungstexte oder zusätzliche Informationen
- ID: Vom Landesamt für Denkmalpflege Sachsen vergebene, das Kulturdenkmal eindeutig identifizierende Objekt-Nummer. Der Link führt zum PDF-Denkmaldokument des Landesamtes für Denkmalpflege Sachsen. Bei ehemaligen Kulturdenkmalen können die Objektnummern unbekannt sein und deshalb fehlen bzw. die Links von aus der Datenbank entfernten Objektnummern ins Leere führen. Ein ggf. vorhandenes Icon  führt zu den Angaben des Kulturdenkmals bei Wikidata.

## Olbernhau
| Bild                                    | Bezeichnung | Lage                                                                                 | Datierung                          | Beschreibung | ID       |
| --------------------------------------- | --- | ------------------------------------------------------------------------------------ | ---------------------------------- | --- | -------- |
| Direkt Bild zu diesem Denkmal hochladen | Meilenstein | (Karte)                                                                              | 19. Jh. (Meilenstein)              | später zum Kilometerstein umgearbeitet, verkehrsgeschichtlich von Bedeutung. Sockel, Breitseite mit Aufschrift Zöblitz 2,2 km, Schmalseite zur Straße, Breitseite aus Richtung Ansprung mit Aufschrift Rübenau 2,0 km, Krone noch erkennbar, kleiner Kilometerstein mit abgerundetem Kopfteil mit der Aufschrift: Zöblitz 2,2 km und Rübenau 2,0 km | 09205421 |
| Direkt Bild zu diesem Denkmal hochladen | Brücke | (Karte)                                                                              | bez. 1846                          | Brücke; Steinbrücke im Bogen errichtet mit hohen Wangen, baugeschichtlich und verkehrsgeschichtlich von Bedeutung. | 09205427 |
| Direkt Bild zu diesem Denkmal hochladen | Brücke | (Karte)                                                                              | 19. Jh., evtl. älter               | einbogige Steinbrücke, baugeschichtlich und verkehrsgeschichtlich von Bedeutung, Brücke überspannt das Teichbächel im Zuge einer bis in das hohe Mittelalter zurückgehenden Wegeführung. Der „Kühnhaidener Flügel“, in dessen Zuge die Brücke das Teichbächel überspannt, ist als begradigter Weg nach der kurfürstlichen Holzordnung im 16. Jh entstanden. Er folgt aber weitgehend einer älteren, bis ins Mittelalter zurückgehenden Wegeführung, deren Spuren sich noch deutlich nordnordwestlich und südsüdöstlich der Brücke in Gestalt von Hohlen abzeichnen. Der Bereich der Brücke war immer der Übergang über den Bach, der den Dorfbach von Ullersdorf, einem im 14. Jh. wüstgefallenen Dorf, bildete. | 09205424 |
| Direkt Bild zu diesem Denkmal hochladen | Brücke am Stößerfelsenweg |                                                                                      | 19. Jh.                            | Brücke am Stößerfelsenweg; einbogige Steinbrücke, baugeschichtlich und verkehrsgeschichtlich von Bedeutung. | 09205425 |
| Direkt Bild zu diesem Denkmal hochladen | Kohlstraßenbrücke |                                                                                      | 1831 (Straßenbrücke)               | Brücke (Forstreviergrenzen 96, 43, 42, 83); historische Kohlstraßenbrücke, einbogige Steinbrücke von verkehrsgeschichtlicher Bedeutung an der ehemaligen Kohlstraße zwischen Ansprung und Olbernhau. | 09205423 |
| Weitere Bilder                          | Kupferhütte | (Karte)                                                                              |                                    | bedeutendes technisches Denkmal, seit 1493 bestehende Kupferhütte, die noch heute eine Vorstellung einer mittelalterlichen Produktionsstätte vermittelt, bemerkenswert ist das geschlossen erhaltene Gebäude-Ensemble mit Umfassungsmauer, Dokument einer über die Jahrhunderte gewachsenen Produktionsstätte, von Interesse und schützenswert ist auch das historische Grabensystem, welches sich bis in die Gemarkung Rothenthal erstreckt. | 09305875 |
| Direkt Bild zu diesem Denkmal hochladen | Wohn- und Geschäftshaus in geschlossener Bebauung | Albertstraße 1a (Karte)                                                              | um 1903                            | außergewöhnlich gestaltete Jugendstilfassade in gutem Originalzustand, baugeschichtlich von Bedeutung. Zweigeschossig, originale Reliefs, Fachwerkgiebel, Erdgeschoss mit Laden. | 09205372 |
| Weitere Bilder                          | Postamt in offener Bebauung und Ecklage, mit Einfriedung | Albertstraße 2 (Karte)                                                               | 1896                               | kaiserzeitliches Postgebäude, Fassade gegliedert durch Schweifgiebel, baugeschichtlich und ortsgeschichtlich von Bedeutung, städtebaulich bedeutsame Ecklage. Zweigeschossig, roter Klinker, oberer Teil Putz. | 09205377 |
| Direkt Bild zu diesem Denkmal hochladen | Mietshaus in halboffener Bebauung | Albertstraße 4 (Karte)                                                               | um 1905                            | Fassade in Klinker-Mischbauweise mit reicher Gliederung, baugeschichtlich von Bedeutung. Dreigeschossig, Erdgeschoss verputzt mit Nutung, Obergeschoss roter Klinker mit Putzornamentik und Fensterverzierungen, Satteldach mit stehenden Gaupen. | 09205376 |
| Direkt Bild zu diesem Denkmal hochladen | Mietshaus in geschlossener Bebauung und in Ecklage | Albertstraße 6 (Karte)                                                               | um 1905                            | weitgehend originaler dreigeschossiger Klinkerbau mit Eckerker, baugeschichtlich und städtebaulich von Bedeutung. | 09205375 |
| Direkt Bild zu diesem Denkmal hochladen | Mietshaus in offener Bebauung und in Ecklage | Albertstraße 8 (Karte)                                                               | um 1905                            | historisierender Putzbau in städtebaulich wichtiger Position, Ecke mit markantem Türmchen betont, baugeschichtlich von Bedeutung. Dreigeschossig, Eckbetonung mit Türmchen und Erker, Reliefs mit Jugendstil-Ornamentik. | 09205341 |
| Direkt Bild zu diesem Denkmal hochladen | Wohnhaus in offener Bebauung und in Ecklage | Albertstraße 11 (Karte)                                                              | um 1890                            | Ladeneinbau, historisierende Putzfassade mit Gliederung, baugeschichtlich und städtebaulich von Bedeutung. Zweigeschossig, Dreiecksgiebel als Fensterverdachung. | 09205386 |
|                                         | Mietshaus in halboffener Bebauung | Albertstraße 12 (Karte)                                                              | um 1905                            | mit reicher Ornamentik gestaltete Fassade, Erker und verzierter Dacherker straßenbildprägend, baugeschichtlich von Bedeutung. Dreigeschossig, Erdgeschoss verputzt, Obergeschoss verklinkert, schöner Erker mit Reliefs. | 09205339 |
| Direkt Bild zu diesem Denkmal hochladen | Mietshaus in geschlossener Bebauung | Albertstraße 14 (Karte)                                                              | um 1910                            | interessant gegliederte Putz- und Klinkerfassade mit zahlreichen originalen Details, baugeschichtlich von Bedeutung. Dreigeschossig, zwei schöne Putzgiebel mit Jugendstilanklängen. | 09205344 |
|                                         | Villa mit Einfriedung, Fabrikgebäude im Hof und Brunnen | Albertstraße 15 (Karte)                                                              | 1900–1901                          | Villa mit qualitätvoller Putz-Klinker-Struktur, Funktionszusammenhang von Villa und dahinter liegendem Gewerbebetrieb noch nachvollziehbar, ortsgeschichtlich und baugeschichtlich von Bedeutung. Villa: zweigeschossig, Eckbetonung durch gelbe Klinkerlisenen, Gesimsstreifen gliedern Fassade, alte Haustür. Rückgebäude: aufwändig gestaltetes dreigeschossiges Fabrikgebäude mit grün-gelbem Klinkerornament. | 09205340 |
| Direkt Bild zu diesem Denkmal hochladen | Mietshaus in halboffener Bebauung und in Ecklage | Albertstraße 16 (Karte)                                                              | um 1915                            | mit Laden, qualitätvoller Putzbau in städtebaulich bedeutsamer Ecklage, Reformstil-Architektur, baugeschichtlich von Bedeutung. Zweigeschossig, florale Putzornamentik. | 09205343 |
|                                         | Villa | Albertstraße 19 (Karte)                                                              | um 1900                            | repräsentativer Putzbau mit straßenbildprägendem Zierfachwerk, baugeschichtlich und ortsgeschichtlich von Bedeutung. Zweigeschossig, Ecktürmchen, Remisengebäude 2007 abgebrochen. | 09205342 |
| Weitere Bilder                          | Schule und Einfriedung (zur Rudolf-Breitscheid-Straße) | Albertstraße 23 (Karte)                                                              | 1899                               | repräsentatives Schulgebäude mit zahlreichen originalen Baudetails, baugeschichtlich und ortshistorisch von Bedeutung. Dreigeschossiger, symmetrisch angelegter Putzbau mit vorspringendem Mittelrisalit, Seitenrisalite mit Rundgiebeln, Erdgeschoss rustiziert, Lisenengliederung, Mittelgiebel mit vollplastischen Figuren und Relief, Eingangsbereich: Stuck, geschliffenes Glas in Schwingtüren. | 09205330 |
| Direkt Bild zu diesem Denkmal hochladen | Wohnhaus in offener Bebauung | Albertstraße 25 (Karte)                                                              | um 1920                            | mit expressionistischen Formanklängen, neobarock wirkendes Eingangsportal aus Sandstein, baugeschichtlich von Bedeutung. Zweigeschossiges Mietshaus, symmetrische Gliederung mit zwei geschweiften Dacherkern zur Albertstraße, je ein geschweifter Seitengiebel, schöne Putzdetails mit expressionistischen Formanklängen. | 09205331 |
| Direkt Bild zu diesem Denkmal hochladen | Mietshaus in geschlossener Bebauung | Albertstraße 26 (Karte)                                                              | bez. 1909                          | qualitätvoller, wenig veränderter Putzbau, typische Fassadengestaltung der Zeit um 1910, baugeschichtlich von Bedeutung. Dreigeschossig, Portal gestalterisch hervorgehoben, Lisenengliederung, stereometrische Putzgestaltung, eingelassene blaue Kacheln. | 09205333 |
| Direkt Bild zu diesem Denkmal hochladen | Mietshaus in geschlossener Bebauung | Albertstraße 28 (Karte)                                                              | um 1910                            | streng gegliederter Putzbau mit originaler Putzhaut, mit Anklängen an den Reformstil, baugeschichtlich von Bedeutung. | 09205334 |
| Direkt Bild zu diesem Denkmal hochladen | Wohnhaus in offener Bebauung | Albertstraße 29 (Karte)                                                              | um 1920                            | typischer Putzbau der Zeit nach dem Ersten Weltkrieg, baugeschichtlich von Bedeutung. Zweigeschossig, Dacherker, Walmdach, Innen: Treppenhausbereich original (Fußboden, Wohnungstüren). | 09205332 |
| Direkt Bild zu diesem Denkmal hochladen | Mietshaus in geschlossener Bebauung | Albertstraße 30 (Karte)                                                              | um 1920                            | qualitätvoller Mietshausbau mit original erhaltener Putzstruktur, baugeschichtlich von Bedeutung. Dreigeschossig, Fassade gerahmt von zwei Erkern, Putzgliederung schlicht, graphische Motive. | 09205335 |
| Direkt Bild zu diesem Denkmal hochladen | Mietvilla und Einfriedung | Albertstraße 31 (Karte)                                                              | um 1900                            | repräsentative Villa mit interessanten Baudetails, straßenbildprägender Fachwerkgiebel, baugeschichtlich von Bedeutung. Zweigeschossig, große Giebel mit Zierfachwerk, profilierte Fenstergewände, Putzstruktur mit Wellen, repräsentative Ecklage, von der Einfriedung sind die ursprünglichen Steinpfeiler erhalten. | 09205327 |
| Direkt Bild zu diesem Denkmal hochladen | Mietshaus in halboffener Bebauung und in Ecklage | Albertstraße 32 (Karte)                                                              | um 1920                            | repräsentativ, mit original erhaltener Putzstruktur, von städtebaulichem Wert und baugeschichtlich von Bedeutung. Dreigeschossig, geschossübergreifende Putzpilaster, graphische Putzmotive, zum Teil originale Fenster, Treppenhaus weitgehend unverändert. | 09205326 |
| Direkt Bild zu diesem Denkmal hochladen | Wohnhaus in offener Bebauung | Alte Straße 19 (Karte)                                                               | um 1930                            | Wohnhaus in offener Bebauung; traditionell gestaltetes Wohnhaus mit Holzschindel verkleidetem Obergeschoss, baugeschichtlich von Bedeutung. | 09205125 |
| Direkt Bild zu diesem Denkmal hochladen | Wohnhaus in halboffener Bebauung | Alte Straße 42 (Karte)                                                               | Anfang 19. Jh.                     | Fachwerkobergeschoss verkleidet, baugeschichtlich und ortsgeschichtlich von Bedeutung. Zweigeschossig, Krüppelwalmdach, traufständig, Dachhecht. | 09205126 |
| Direkt Bild zu diesem Denkmal hochladen | Wohnhaus in offener Bebauung und Heiste | Alte Straße 57 (Karte)                                                               | 1. Hälfte 19. Jh.                  | Putzbau mit Segmentbogenportal, bildprägend und baugeschichtlich von Bedeutung. Zweigeschossig, Satteldach | 09205445 |
| Direkt Bild zu diesem Denkmal hochladen | Häuslerhaus | Alte Straße 62 (Karte)                                                               | um 1800                            | ländliches Wohnhaus mit Fachwerkobergeschoss, bildprägend und baugeschichtlich von Bedeutung. Zweigeschossig, Krüppelwalmdach, Überformungen an den Giebelseiten. | 09205442 |
| Direkt Bild zu diesem Denkmal hochladen | Ölmühle mit technischer Ausstattung sowie Mühlgraben | Am Graben 3 (Karte)                                                                  | 1661                               | technisches Denkmal mit alter Ausstattung sowie oberschlächtigem Wasserrad, von orts- und technikgeschichtlicher Bedeutung. Schlichter Steinbau mit Satteldach, bis 1968 wurde hier Öl geschlagen. Der lange Zulauf des Wassers kommt von der Biela, wo ein Teiler das Wasser auch der oberen Ölmühle von Bruno Butter zuführte. Der Antrieb geht über Stirnräder auf die Daumenwelle mit einem Stampfwerk. Die alte Keilpresse wurde durch eine hydraulische Seiherpresse ersetzt. 1960 wurde noch eine Schneckenpresse montiert, die aber nicht mehr zum Einsatz kam. In einem Walzenstuhl kann noch Getreide geschrotet werden. | 09205187 |
| Direkt Bild zu diesem Denkmal hochladen | Wohnhaus in offener Bebauung | Am Graben 7 (Karte)                                                                  | 1. Hälfte 19. Jh.                  | mit Fachwerkobergeschoss, baugeschichtlicher Wert. Zweigeschossig, Satteldach, Erdgeschoss massiv. | 09205193 |
| Direkt Bild zu diesem Denkmal hochladen | Fabrikgebäude | Am Graben 11 (Karte)                                                                 | um 1915                            | markanter Putzbau, baugeschichtlich und ortsgeschichtlich interessant als Produktionsstätte von Brandmalerei der Firma Herhold. Zweigeschossig, Mansarddach mit Ausbau, zentraler gebrochener Giebel. | 09205195 |
| Direkt Bild zu diesem Denkmal hochladen | Wohnhaus in offener Bebauung | Am Graben 13 (Karte)                                                                 | um 1900                            | Fabrikantenwohnhaus Ewald Herhold, Putzbau mit Zierfachwerkmotiven im Giebelbereich, baugeschichtlich und ortsgeschichtlich von Bedeutung. Zweigeschossig, Krüppelwalmdach. | 09205194 |
| Weitere Bilder                          | Mietshaus in offener Bebauung | Am Steg 1 (Karte)                                                                    | um 1900                            | Putzbau mit gestaltetem Eingangsportal, städtebaulich markant gelegen an der Flöha, bauhistorischer Wert. Dreigeschossig, kleiner Dacherker, Fensterverdachungen. | 09205099 |
| Direkt Bild zu diesem Denkmal hochladen | Wohnhaus in offener Bebauung | An der Biela 3 (Karte)                                                               | 1. Hälfte 19. Jh.                  | mit intaktem Fachwerkobergeschoss, baugeschichtlich von Bedeutung, auenbildprägend. Zweigeschossig, Satteldach, spätere Anbauten. | 09205146 |
| Weitere Bilder                          | Eisenbahnbrücke über die Flöha | An der Natzschung 1 (bei) (Karte)                                                    | 1895                               | genietete Fachwerkkonstruktion aus Winkelprofilen und Blechen, baugeschichtlich, verkehrsgeschichtlich und technikgeschichtlich von Bedeutung.Brücke: Länge 66,8 m, Höhe 5,1 m, Breite 6,0 m, Eisenbahnbrücke über die Flöha der Bahnstrecke Pockau-Lengefeld–Neuhausen, welche 1875 für den Güterverkehr und 1895 für den Personenverkehr eröffnet wurde, der Güterverkehr wurde 1994 eingestellt, der Personenverkehr wurde ab 2001 nur noch teilweise betrieben. Die Strecke ist 22,082 km lang. Ab 15. Oktober 1878 wurde die Strecke als Nebenbahn betrieben. Kurzbezeichnung: PN 6618. | 09205237 |
| Weitere Bilder                          | Hüttenmühle, ehem. Schmelzhütte, Wohnhaus und Hammerwerk (Einzeldenkmale zu ID-Nr. 09205114) | An der Natzschung 1; 2; 3; 5; 7; 11; 13; 15; 17; 19; 21 (Karte)                      | 16. Jh. (Hüttenmühle, Nr. 1)       | Einzeldenkmale der Sachgesamtheit Saigerhütte: Mühlengebäude und Nebengebäude (Hüttenmühle, An der Natzschung 1), ehemalige Schmelzhütte, (Garhaus, An der Natzschung 2), Wohnhaus (An der Natzschung 3), Hammerwerk (Althammer, An der Natzschung 5), Denkmal für die Gefallenen des Ersten Weltkrieges (vor An der Natzschung 5), Wohnhaus, (Försterhaus, An der Natzschung 7) und drei Arbeiterwohnhäuser (Doppelhäuser, An der Natzschung 11–21) – bedeutendes technisches Denkmal, seit 1493 bestehende Kupferhütte, die bis heute die Vorstellung einer mittelalterlichen Produktionsstätte vermittelt. | 09205450 |
| Direkt Bild zu diesem Denkmal hochladen | Wohnhaus in offener Bebauung | Auf der Bleiche 4 (Karte)                                                            | um 1900                            | villenartiger, roter Klinkerbau mit gut erhaltenen Baudetails, baukünstlerisch von Bedeutung. Eingeschossig, Bruchsteinsockel, Dacherker mit vorgehängtem hölzernem Ziergiebel. | 09205297 |
| Direkt Bild zu diesem Denkmal hochladen | Mietshaus in halboffener Bebauung | August-Bebel-Straße 2 (Karte)                                                        | um 1910                            | zeittypischer Putzbau mit Eckbetonung, baugeschichtlich von Bedeutung. Dreigeschossig, zwei Dacherker, Erdgeschoss zum Teil überformt. | 09205336 |
| Direkt Bild zu diesem Denkmal hochladen | Mietshaus in halboffener Bebauung | August-Bebel-Straße 4 (Karte)                                                        | um 1910                            | qualitätvoller und authentischer Putzbau mit Laden, Reformstil-Architektur, baugeschichtlich von Bedeutung. Dreigeschossig, Dachtürmchen, graphische Putzgliederung. | 09205337 |
|                                         | Wohnhaus in offener Bebauung | August-Bebel-Straße 7 (Karte)                                                        | bez. 1834                          | mit gut erhaltenem Fachwerkobergeschoss und steinernem Segmentbogenportal, baugeschichtlich von Bedeutung. Zweigeschossig, Schieferdach, Schlussstein. | 09205338 |
|                                         | Wohnhaus in offener Bebauung | Bahnhofstraße 1 (Karte)                                                              | 2. Hälfte 18. Jh.                  | mit Fachwerkobergeschoss, baugeschichtlich wertvoll als Relikt ländlicher Bauweise in veränderter Umgebung, auch städtebaulich wichtig. Zweigeschossig, Erdgeschoss überformt und eine Giebelseite, Satteldach. | 08956346 |
| Direkt Bild zu diesem Denkmal hochladen | Wohnhaus in halboffener Bebauung | Bahnhofstraße 3 (Karte)                                                              | um 1900                            | gegliederter historisierender Putzbau mit Laden, baugeschichtlich von Bedeutung. Zweigeschossig, Mittelrisalit | 08956347 |
|                                         | Fabrik mit nördlicher Einfriedung | Bahnhofstraße 4 (Karte)                                                              | um 1900                            | mit qualitätvoller Klinkergliederung, straßenbildprägend, baugeschichtlich und ortsgeschichtlich von Bedeutung. Dreigeschossig, Segmentbogenfenster, Risalit mit Thermenfenstern, markanter Treppengiebel. | 08956360 |
| Direkt Bild zu diesem Denkmal hochladen | Bankgebäude in halboffener Bebauung | Bahnhofstraße 5 (Karte)                                                              | 1920er Jahre, im Kern älter        | mit zahlreichen repräsentativen Baudetails, gestalterisch aufwändige Gestaltung der Innenräume im Erdgeschoss, ortsgeschichtlich und bauhistorisch von Bedeutung. Dreigeschossiger Putzbau. | 09205418 |
| Direkt Bild zu diesem Denkmal hochladen | Wohnhaus in ehemals geschlossener Bebauung | Bahnhofstraße 6 (Karte)                                                              | um 1900                            | qualitätvoll gegliederte gelbe Klinkerfassade mit zahlreichen originalen Baudetails, baugeschichtlich von Bedeutung. Zweigeschossig, flacher Mittelrisalit, Baluster, unterhalb der Fenster im 1. Obergeschoss Relief, Segmentbogenportal. | 08956361 |
| Direkt Bild zu diesem Denkmal hochladen | Mietshaus in halboffener Bebauung und in Ecklage | Bahnhofstraße 9 (Karte)                                                              | 1902                               | vergleichsweise aufwändig gestaltete, die Ecksituation betonende Klinkerfassade, Lagerhaus interessant gegliederte Putzfassade mit vorwiegend original erhaltenen Baudetails, markante städtebauliche Lage, baugeschichtlich von Bedeutung. | 08956350 |
| Direkt Bild zu diesem Denkmal hochladen | Wohnhaus in halboffener Bebauung | Bahnhofstraße 10 (Karte)                                                             | um 1870                            | schlichter Putzbau, baugeschichtliche Bedeutung. Zweigeschossig, profilierte Fenster- und Türgewände, traufständig, Satteldach, originale Haustür. | 09205390 |
| Direkt Bild zu diesem Denkmal hochladen | Wohnhaus in offener Bebauung und rückwärtiges Fabrikgebäude | Bahnhofstraße 11 (Karte)                                                             | um 1900                            | Wohnhaus mit feiner historisierender Fassade, baugeschichtlich und ortsentwicklungsgeschichtlich von Bedeutung. Wohnhaus: zweigeschossig, Putznutung, Anbau: zweigeschossig, verputzt. | 09205389 |
| Direkt Bild zu diesem Denkmal hochladen | Wohnhaus in halboffener Bebauung und in Ecklage | Bahnhofstraße 12 (Karte)                                                             | um 1880                            | qualitätvoll gegliederter, historisierender Putzbau mit zahlreichen originalen Baudetails, klassizistisch wirkende Formensprache, baugeschichtlich von Bedeutung. Zweigeschossig, Satteldach, traufständig. | 09205391 |
| Direkt Bild zu diesem Denkmal hochladen | Mietshaus in offener Bebauung und in Ecklage | Bahnhofstraße 14 (Karte)                                                             | um 1905                            | repräsentativer Mietshausbau in prominenter Ecklage, diese gestalterisch betonend mit Türmchen, baugeschichtlich und städtebaulich von Bedeutung. Dreigeschossig, Ecktürmchen, variierende Fensterformen. | 09205387 |
| Direkt Bild zu diesem Denkmal hochladen | Wohnhaus in halboffener Bebauung | Bahnhofstraße 19 (Karte)                                                             | um 1890                            | gründerzeitlicher Putzbau mit zahlreichen originalen Baudetails, z. B. einem straßenbildprägenden Zwillingsfenster, baugeschichtlich von Bedeutung. | 09205388 |
| Direkt Bild zu diesem Denkmal hochladen | Wohnhaus in offener Bebauung | Berggasse 30 (Karte)                                                                 | um 1900                            | reich gestaltete späthistoristische Fassade mit Putz- und Klinkergliederung, baugeschichtlich von Bedeutung. Zweigeschossig, Erdgeschoss verputzt mit Nutung, Obergeschoss roter Klinker, Reliefs unter den Fenstern, schöner Dachfries. | 09205252 |
| Direkt Bild zu diesem Denkmal hochladen | Wohn- und Kirchgemeindehaus | Blumenauer Straße 1a (Karte)                                                         | 1928–1929                          | auffällig hoher, qualitätvoll gestalteter Putzbau mit Formanklängen an den Expressionismus, baugeschichtliche Bedeutung. Viergeschossig, markanter Treppenturm mit spitzem Giebel, im Erdgeschoss befand sich ein großer Versammlungsraum der Kirchgemeinde, in den Obergeschossen waren Wohnungen des Pfarrers und von Kirchenangestellten. Eingeweiht wurde das Gebäude anlässlich des Kirchentages am 14. Juli 1929. | 09205289 |
|                                         | Pfarrhaus mit Einfriedung und Pfarrgarten (Gartendenkmal) | Blumenauer Straße 2 (Karte)                                                          | 1882–1883                          | villenartiges, repräsentatives Gebäude mit zahlreichen Details aus der Erbauungszeit in städtebaulich wichtiger Lage, Fassade in Formen der Neorenaissance gegliedert, Anwesen von baukünstlerischem, baugeschichtlichem und ortsgeschichtlichem Wert. | 08956364 |
| Direkt Bild zu diesem Denkmal hochladen | Ehemaliger Gasthof | Blumenauer Straße 4 (Karte)                                                          | bez. 1823                          | massives Wohnhaus mit gut erhaltenem Sandsteinportal mit schönem Schlussstein und originaler Tür, Gewölbe im Erdgeschoss, markanter bildprägender Bau von bauhistorischem und ortsgeschichtlichem Wert. Zweigeschossig, hohes Satteldach, Bruchsteinmauerwerk. | 09205286 |
| Direkt Bild zu diesem Denkmal hochladen | Stellmacherei | Blumenauer Straße 10 (Karte)                                                         | um 1900                            | eingeschossiger Putzbau mit Drempel, ortsgeschichtlich und sozialgeschichtlich von Bedeutung. Eingeschossig mit Drempel, Putzbau, großes zweiflügliges Holztor, Rechteckfenster mit Einfassung (Gewände), Satteldach. | 09205455 |
| Direkt Bild zu diesem Denkmal hochladen | Villa | Blumenauer Straße 25a (Karte)                                                        | um 1900                            | ehemalige Fabrikantenvilla, zur Olbernhauer Brauerei gehörend, original erhaltener Putzbau mit Zierfachwerkgiebel, baugeschichtlich und straßenbildprägend von Bedeutung. Zweigeschossig, Fenstergewände recht aufwändig gestaltet, Dachhäuser. | 09205296 |
| Direkt Bild zu diesem Denkmal hochladen | Wohnhaus in offener Bebauung, Fabrik, technische Ausstattung und Schornstein | Blumenauer Straße 57 (Karte)                                                         | 1880                               | weitgehend original erhaltenes Wohnhaus und dazugehörige Kistenfabrik Paul Fischer, zeittypischer Funktionszusammenhang von Wohnhaus und Fabrik, technikgeschichtlich bedeutsame Ausstattung mit Dampfmaschine, Sägegatter, Kessel und Zubehör sowie Maschinenraum mit sonstigem Inventar. | 09205294 |
| Direkt Bild zu diesem Denkmal hochladen | Sechs Bleiglasfenster im Saal des heutigen Pflegeheims | Blumenauer Straße 95 (Karte)                                                         | 1931                               | Bleiglasfenster der Münchner Werkstatt Gustav van Treeck, künstlerisch von Bedeutung. Um 1930 im Zusammenhang mit dem umfassenden Umbau des ehemaligen Bezirksversorgungsheims (heutiges Pflegeheim) wurden im Saal Bleiglasfenster der Münchner Werkstatt Gustav van Treeck eingebaut. Vier dekorative Bleiglasfenster und zwei Fenster mit figürlichen Darstellungen örtlichen Handwerks (eine Spitzenklöpplerin und einen Zimmermann darstellend). Ein Fenster signiert. Fenster in vergleichbarer künstlerischer Qualität dieses Zeitraums sind im Erzgebirgskreis sehr selten anzutreffen. Der Denkmalwert ergibt sich aus der besonderen künstlerischen Qualität und der Singularität der Fenster. | 09304058 |
| Direkt Bild zu diesem Denkmal hochladen | Bahnhof und Nebengebäude | Brandauer Straße 2; 4 (Karte)                                                        | um 1875                            | symmetrisch angelegter Putzbau, weitgehend originale Fassadengliederung und Innenausstattung, ortsgeschichtlich von Bedeutung. Zwei zweigeschossige Bereiche, verbunden durch eingeschossigen Trakt, Wartehalle mit schöner Holzdecke, originale Fußbodenfliesen. | 09205411 |
| Direkt Bild zu diesem Denkmal hochladen | Villa | Brettmühlenweg 4 (Karte)                                                             | um 1900                            | feingestalteter Putzbau mit interessanten, originalen Baudetails wie Zierfachwerk, baugeschichtlich von Bedeutung. Zweigeschossig, Schieferdach. | 09205284 |
| Direkt Bild zu diesem Denkmal hochladen | Fabrikantenvilla, Einfriedung und Garten | Brettmühlenweg 7 (Karte)                                                             | um 1915                            | repräsentative Villa zwischen Neobarock und Reformstil, baukünstlerisch bedeutsam und ortsgeschichtlich interessant. Zweigeschossig, Kupferdach, originale Fenster. | 09205403 |
| Direkt Bild zu diesem Denkmal hochladen | Villa mit Gartenpavillon und Einfriedung | Brettmühlenweg 9 (Karte)                                                             | um 1915                            | repräsentativer Villenbau mit zahlreichen originalen Bauelementen, baugeschichtliche Bedeutung. Zweigeschossig, straßenbildprägender Dacherker, Gartenhaus: filigrane Holzkonstruktion auf quadratischem Grundriss mit geschweifter Haube. | 09205414 |
|                                         | Fabrikgebäude in offener Bebauung | Dörfelstraße 14 (Karte)                                                              | um 1890                            | mit Klinkerlisenen und -gewänden interessant gegliederter dreigeschossiger Putzbau, kaum verändert in seiner Grundstruktur, baugeschichtliche und ortsgeschichtliche Bedeutung. | 09205181 |
| Direkt Bild zu diesem Denkmal hochladen | Villa | Dörfelstraße 19 (Karte)                                                              | um 1905                            | mit frühen Einflüssen des Reformstils, auffälliges Jugendstil-Relief, bildprägendes Türmchen, Zierfachwerk, baugeschichtlich und ortsgeschichtlich von Bedeutung. originale schöne Türen, geschwungene Treppenaufgänge. | 09205161 |
| Direkt Bild zu diesem Denkmal hochladen | Wohnhaus in offener Bebauung | Freiberger Straße 1 (Karte)                                                          | bez. 1883                          | original erhaltener Putzbau mit Laden in prägnanter städtebaulicher Lage, baugeschichtlich und städtebaulich von Bedeutung. Zweigeschossig, historistische Gliederung. | 09205245 |
| Direkt Bild zu diesem Denkmal hochladen | Wohnhaus in offener Bebauung und angebautes Nebengebäude | Freiberger Straße 4 (Karte)                                                          | bez. 1881, im Kern älter           | original erhaltene Putzfassade mit zahlreichen Gliederungselementen, Nebengebäude mit Fachwerk-Obergeschoss, baugeschichtlich und ortsentwicklungsgeschichtlich von Bedeutung. Zweigeschossig, traufständig, im Erdgeschoss gründerzeitlicher Ladeneinbau, Seitengebäude: Erdgeschoss massiv, Obergeschoss mit Fachwerk. | 09205244 |
| Direkt Bild zu diesem Denkmal hochladen | Mietshaus in halboffener Bebauung | Freiberger Straße 8 (Karte)                                                          | um 1900                            | interessant gestalteter Mietshausbau mit Ladenzone in prägnanter städtebaulicher Lage, zahlreiche baukünstlerische Details wie aufwändig gestalteter Erker, baugeschichtlich von Bedeutung. Dreigeschossig, Erdgeschoss verputzt, Obergeschoss verklinkert, Dachbereich leicht überformt. | 09205259 |
| Direkt Bild zu diesem Denkmal hochladen | Doppelwohnhaus in offener Bebauung | Freiberger Straße 9 (Karte)                                                          | um 1880                            | qualitätvoller zweigeschossiger Putzbau mit Ladeneinbauten und zwei straßenbildprägenden Dacherkern, baugeschichtliche Bedeutung. | 09205262 |
| Direkt Bild zu diesem Denkmal hochladen | Mietshaus in geschlossener Bebauung | Freiberger Straße 10 (Karte)                                                         | um 1900                            | mit Laden, qualitätvolle Klinkerfassade mit originalen Baudetails, baugeschichtliche Bedeutung. Dreigeschossig, Erdgeschoss verputzt, profiliertes Gesims. | 09205258 |
| Direkt Bild zu diesem Denkmal hochladen | Wohnhaus in offener Bebauung und in Ecklage, mit angebautem Nebengebäude | Freiberger Straße 16 (Karte)                                                         | bez. 1846                          | gut erhaltenes Wohnhaus der Zeit um 1846 mit qualitätvoller Überformung der Fassade um 1880, bedeutsam für das Straßenbild und ortsentwicklungsgeschichtliche Bedeutung. Zweigeschossig, Putznutung original, ehemaliges Portal zugebaut, aber Schlussstein noch vorhanden. | 09205263 |
| Direkt Bild zu diesem Denkmal hochladen | Wohn- und Geschäftshaus in offener Bebauung und in Ecklage | Freiberger Straße 18 (Karte)                                                         | um 1930                            | weitgehend unveränderter Bau mit expressionistischer Fassade, baugeschichtliche Bedeutung. Dreigeschossiger Putzbau, zwei Dacherker, Erdgeschoss leicht überformt. | 09205265 |
| Direkt Bild zu diesem Denkmal hochladen | Wohnhaus in offener Bebauung und in Ecklage, mit zwei Nebengebäuden im Hof | Freiberger Straße 22 (Karte)                                                         | um 1800                            | original erhaltenes Wohnhaus mit schönem Segmentbogenportal, straßenbildprägendes Ensemble von baugeschichtlicher und wohl ortsgeschichtlicher (Schmiede?) Bedeutung. Zweigeschossig, Satteldach verschiefert, originale Eingangstür, keine Veränderungen an Fenster- und Türöffnungen, Fachwerkgiebel, Nebengebäude (denkmalwert trotz zweier hofseitiger Garagentore): eines aus der Erbauungszeit des Wohnhauses, das 2. Nebengebäude: Gewerbeeinheit um 1900. | 09205264 |
| Direkt Bild zu diesem Denkmal hochladen | Wohnhaus in offener Bebauung | Freiberger Straße 28 (Karte)                                                         | letztes Viertel 19. Jh.            | Wohnhaus in offener Bebauung; einfache historisierende Putzfassade, baugeschichtliche Relevanz. | 09205266 |
| Direkt Bild zu diesem Denkmal hochladen | Wohnhaus in halboffener Bebauung | Freiberger Straße 30 (Karte)                                                         | um 1890                            | Wohnhaus in halboffener Bebauung; zweigeschossiger Klinkerbau mit einigem Putzdekor, baugeschichtliche Bedeutung. | 09205267 |
| Direkt Bild zu diesem Denkmal hochladen | Mietshaus in offener Bebauung | Freiberger Straße 38 (Karte)                                                         | um 1900                            | aufwändig gestalteter Klinkerbau in originalem Erhaltungszustand, aufgrund der Fassadenstruktur und der zwei Dacherker baugeschichtlich und straßenbildprägend von Bedeutung. Zweigeschossig, Erdgeschoss Segmentbogenfenster, in die gelbe Klinkerfläche sind Muster aus blauem Klinker eingelegt, Relieffries in den Dacherkern, profilierte Gewände, originale Eingangstür. | 09205269 |
| Direkt Bild zu diesem Denkmal hochladen | Wohnhaus in offener Bebauung, mit Nebengebäude und Gartenlaube | Freiberger Straße 45 (Karte)                                                         | Ende 19. Jh.                       | in sehr gutem Erhaltungszustand, aufwändig und außergewöhnlich gestalteter Klinkerbau, zahlreiche Schmuckmotive (floral verzierte Verdachungen usw.), hölzernes Gartenhäuschen aus Erbauungszeit, baugeschichtlich und straßenbildprägend von Bedeutung. Eingeschossig, Dacherker | 09205160 |
| Direkt Bild zu diesem Denkmal hochladen | Wohnhaus in offener Bebauung | Freiberger Straße 46 (Karte)                                                         | um 1870                            | schlichter Putzbau mit original erhaltener Putzstruktur in markanter Ecklage, baugeschichtlich von Bedeutung. Zweigeschossig, traufständig, Satteldach, Erdgeschoss mit Putznutung, originale Fensteröffnungen, Dachhäuschen. | 09205270 |
| Direkt Bild zu diesem Denkmal hochladen | Mietshaus in offener Bebauung | Freiberger Straße 49 (Karte)                                                         | bez. 1890                          | interessant gegliederter Klinkerbau mit gestalterisch betonter Mittelachse, baugeschichtliche Bedeutung. Zweigeschossig, interessante Fensterverdachungen. | 09205158 |
| Direkt Bild zu diesem Denkmal hochladen | Villa und Remisengebäude | Freiberger Straße 53 (Karte)                                                         | 1889                               | repräsentativer, historisierender Putzbau mit straßenbildprägendem Holzgiebel, baugeschichtliche Bedeutung. | 09205221 |
| Direkt Bild zu diesem Denkmal hochladen | Wohnhaus in offener Bebauung | Freiberger Straße 57 (Karte)                                                         | um 1890                            | zweigeschossiger, fein gegliederter Putzbau mit Einflüssen des Schweizerstils, baugeschichtliche Bedeutung. | 09205222 |
| Direkt Bild zu diesem Denkmal hochladen | Mietshaus in offener Bebauung | Freiberger Straße 97 (Karte)                                                         | um 1880                            | historistische Gestaltung mit ursprünglicher Putznutung und markantem Dachhaus, baugeschichtlich von Bedeutung. Zweigeschossig, Satteldach, zwei Dachhäuschen von kleinen Voluten flankiert, Dacherker mit Dreiecksgiebel und Bekrönung. | 09205143 |
| Direkt Bild zu diesem Denkmal hochladen | Wohnhaus in offener Bebauung | Freiberger Straße 100 (Karte)                                                        | um 1900                            | Wohnhaus in offener Bebauung; Wohnhaus mit Fachwerkobergeschoss, Drempel und Dachüberstand, Beispiel für die jüngere Holzbauweise, baugeschichtliche Relevanz sowie straßenbildprägend. | 09205209 |
| Direkt Bild zu diesem Denkmal hochladen | Gasthof und Saalgebäude | Freiberger Straße 105 (Karte)                                                        | bez. 1663                          | straßenbildprägendes Gebäude mit Fachwerkobergeschoss, Gemälde mit »Wildem Mann« und originaler Saalanbau, baugeschichtlich und ortsgeschichtlich von Bedeutung. Zweigeschossig, Krüppelwalmdach, traufständig, Saalanbau: eingeschossig, Rundbogenfenster. | 09205142 |
| Direkt Bild zu diesem Denkmal hochladen | Doppelmietshaus in offener Bebauung | Freiberger Straße 124; 126 (Karte)                                                   | um 1900                            | aufwändig gestalteter Putzbau mit straßenbildprägenden Fachwerkgiebeln, baugeschichtlich und straßenbildprägend von Bedeutung. Zweigeschossig, Fachwerkdrempel, zwei Dacherker, hölzerne Veranden, Schweizer-Haus-Motive. | 09205205 |
| Direkt Bild zu diesem Denkmal hochladen | Fabrikantenwohnhaus in offener Bebauung | Freiberger Straße 125 (Karte)                                                        | um 1910                            | stattlicher, zeittypischer Putzbau, baugeschichtlich und ortsgeschichtlich von Bedeutung. Zweigeschossiger Putzbau mit ausgebautem Mansardwalmdach, sparsame Putzgliederung, originale bauzeitliche Fenster, verglaste Eckveranden über beide Geschosse, rückseitig Holzveranden, straßenseitige Gliederung der Fassade durch Holzspaliere über anderthalb Geschosse. | 09306213 |
| Direkt Bild zu diesem Denkmal hochladen | Wohnhaus in offener Bebauung | Freiberger Straße 151 (Karte)                                                        | um 1870                            | original erhaltener, schlichter Putzbau am Ortseingang (ehem. Handwerksbetrieb?), schöne Dacherker und Zwillingsfenster, baugeschichtlich von Bedeutung. Eingeschossig, Satteldach mit Überstand, traufständig, alte Fenster, zum Teil Winterfenster, originale Tür. | 09205215 |
| Weitere Bilder                          | Ballhaus | Gerbergasse 10 (Karte)                                                               | 1906                               | festlich und repräsentativ gestaltetes Jugendstilgebäude mit vielen originalen Baudetails, straßenbildprägende Fassade mit großen Rundfenstern und zahlreichen Reliefs, künstlerisch, baugeschichtlich und ortsgeschichtlich von Bedeutung. Dreigeschossiger Putzbau, mit Anleihen venezianischer und ital. Renaissancearchitektur. | 09205251 |
| Direkt Bild zu diesem Denkmal hochladen | Wohnhaus mit Sonnenuhr in offener Bebauung und drei Nebengebäude | Gerbergasse 12 (Karte)                                                               | um 1800                            | geschlossen erhaltene Hofanlage, baugeschichtlich, technikgeschichtlich und ortsgeschichtlich von Bedeutung als alte Gerberei. Wohnhaus: massiv überformt, Rückgebäude: eingeschossig, Krüppelwalmdach, Fachwerkgiebel, verschiefert mit Ornament. | 09205274 |
| Direkt Bild zu diesem Denkmal hochladen | Gedenkstein für Carl Gessing | Gessingplatz (Karte)                                                                 | um 1980                            | polierter Granit, zur Erinnerung an den Justizrat und Notar Carl Gessing (1857–1930), den Gemeindevorsteher von Olbernhau 1888–1899, ortsgeschichtlich bedeutsam. | 09205316 |
| Direkt Bild zu diesem Denkmal hochladen | Mietshaus in halboffener Bebauung und in Ecklage | Goethestraße 1 (Karte)                                                               | um 1900                            | weitgehend originaler Klinkerbau in städtebaulich wichtiger Position mit straßenbildprägendem Ecktürmchen, baugeschichtlich von Bedeutung. Dreigeschossig, zwei Geschosse roter Klinker über Erdgeschoss mit Putznutung, originale Haustür. | 09205345 |
| Direkt Bild zu diesem Denkmal hochladen | Mietshaus in halboffener Bebauung und in Ecklage | Goethestraße 2 (Karte)                                                               | um 1870                            | Teil des geschlossen erhaltenen Bauensembles Turnerstraße, baugeschichtliche und städtebauliche Bedeutung. Zweigeschossig, um ein Geschoss erhöhter Eckbereich, zum Teil originale Putzhaut. | 08956356 |
| Direkt Bild zu diesem Denkmal hochladen | Turnhalle in offener Bebauung | Goethestraße 3 (Karte)                                                               | um 1900                            | verputztes Gebäude mit originalen, qualitätvollen Fenstergewänden, baugeschichtliche und sozialgeschichtliche Bedeutung. Eingeschossig, große Rundbogenfenster. | 09205346 |
| Direkt Bild zu diesem Denkmal hochladen | Schule in geschlossener Bebauung | Goethestraße 4 (Karte)                                                               | 1900                               | qualitätvoll gegliederter Klinkerbau in originalem Zustand, ehemalige Industrieschule, baugeschichtlich und ortsgeschichtlich von Bedeutung. Dreigeschossig, zwei Dacherker. | 09205374 |
| Direkt Bild zu diesem Denkmal hochladen | Wohnhaus in offener Bebauung und Hinterhaus | Goethestraße 5 (Karte)                                                               | um 1870                            | schlichter Putzbau mit bossierten Fenstergewänden, interessant aufgrund des noch existierenden Funktionszusammenhangs von Wohnhaus und Hofgebäude (Fabrik/Werkstattgebäude im Hof), baugeschichtlich und ortsgeschichtlich von Bedeutung. Zweigeschossig, Satteldach, traufständig, alte Haustür. | 09205383 |
| Direkt Bild zu diesem Denkmal hochladen | Mietshaus in halboffener Bebauung | Goethestraße 6 (Karte)                                                               | um 1905                            | aufwändig gestaltete Fassade mit Balkons, originale Putz- und Klinkerstruktur, baugeschichtliche Bedeutung. Dreigeschossig, reliefierter Dreiecksgiebel. | 09205384 |
| Direkt Bild zu diesem Denkmal hochladen | Wohnhaus in halboffener Bebauung | Grünthaler Straße 1 (Karte)                                                          | Ende 18. Jh.                       | zum alten Baubestand der Grünthaler Straße gehörendes Wohnhaus mit hohem, straßenbildprägendem Krüppelwalmdach, baugeschichtliche, ortsentwicklungsgeschichtliche und städtebauliche Bedeutung. Zweigeschossig, verputzt, kaiserzeitliche Ladeneinbauten. | 09205366 |
| Weitere Bilder                          | Wohnhaus in offener Bebauung | Grünthaler Straße 2 (Karte)                                                          | bez. 1726                          | altes Fachwerkhaus von 1726, bildprägend am Markt liegend, von stadtgeschichtlichem und bauhistorischem Interesse. Zweigeschossig, Erdgeschoss Ladeneinbauten, Obergeschoss in Fachwerk, Schieferdach, traufständig zur Grünthaler Straße, giebelständig zum Markt. | 09205357 |
|                                         | Mietshaus in geschlossener Bebauung | Grünthaler Straße 5 (Karte)                                                          | um 1905                            | aufwändig dekorierter Putzbau, qualitätvolle Putzreliefs in Jugendstilformen, baugeschichtliche Bedeutung. Dreigeschossig, mittiger Dacherker, Erdgeschoss überformt. | 09205367 |
| Direkt Bild zu diesem Denkmal hochladen | Wohnhaus in geschlossener Bebauung | Grünthaler Straße 7 (Karte)                                                          | um 1870                            | mit feiner Putzgliederung wie Pilastern, Gesimsen, auffälligen Fensterverdachungen, baugeschichtliche und ortsentwicklungsgeschichtliche Bedeutung. Zweigeschossig, aufwändig gestalteter Dacherker mit Giebel, Erdgeschoss überformt, Treppenhaus überformt. | 09205368 |
| Direkt Bild zu diesem Denkmal hochladen | Wohnhaus in geschlossener Bebauung, Hofgebäude und Laden (mit Ladeneinrichtung) | Grünthaler Straße 8 (Karte)                                                          | um 1850                            | zur Bebauung um 1850 gehörendes Gebäude, um 1870 aufgestockt und mit Klinkerfassade versehen, trotz Veränderungen im Erdgeschoss aufgrund der alten Bausubstanz und der Ausstattung des Hutladens baugeschichtlich von Bedeutung. Dreigeschossig, Erdgeschoss verputzt, 1. und 2. Obergeschoss Klinker, eher schlicht, Treppenhaus unverändert. | 09205356 |
| Direkt Bild zu diesem Denkmal hochladen | Wohnhaus in geschlossener Bebauung | Grünthaler Straße 9 (Karte)                                                          | um 1880                            | zweigeschossiger Putzbau mit historistischer, weitgehend originaler Fassadenstruktur, baugeschichtliche Bedeutung. Zweigeschossig, Erdgeschoss leicht überformt, Dachhäuschen. | 09205369 |
| Direkt Bild zu diesem Denkmal hochladen | Mietshaus in geschlossener Bebauung | Grünthaler Straße 10 (Karte)                                                         | 1860/1870                          | historistische Fassade mit Anteilen der 1920er Jahre, baugeschichtliche Bedeutung. Dreigeschossig, Betonung der Mittelachse, Überformungen in der Erdgeschoss-Zone und im Bereich der Dacherker. | 09205350 |
|                                         | Wohnhaus in geschlossener Bebauung | Grünthaler Straße 11 (Karte)                                                         | um 1880                            | zweigeschossiger Bau mit historistischer Putzgliederung, baugeschichtliche Bedeutung. Zweigeschossig, Pfeiler-Gliederung im Erdgeschoss, Fensterverdachungen, Aufstockung im rechten Hausteil. | 09205370 |
| Direkt Bild zu diesem Denkmal hochladen | Mietshaus in halboffener Bebauung | Grünthaler Straße 13 (Karte)                                                         | um 1880                            | schlichter, aber authentischer Putzbau in zeittypischer Gestaltung, baugeschichtliche Bedeutung. Dreigeschossig, Erdgeschoss mit Laden, originale Fenstergewände. | 09205371 |
| Weitere Bilder                          | Schule in offener Bebauung und in Ecklage | Grünthaler Straße 14 (Karte)                                                         | bez. 1868                          | Putzbau mit schlichter Gliederung, typisch für die Bauweise der Zeit um 1870, baugeschichtlich und ortsgeschichtlich von Bedeutung. Dreigeschossiger Putzbau, Erdgeschoss rustiziert, Gurtgesims, erbaut 1868, 1883 und 1893 erweitert. | 09205347 |
| Direkt Bild zu diesem Denkmal hochladen | Wohnhaus in offener Bebauung | Grünthaler Straße 15 (Karte)                                                         | 2. Hälfte 18. Jh.                  | zur alten Bebauung von Olbernhau zählendes, recht authentisch erhaltenes Wohnhaus mit stattlichem Schieferdach, baugeschichtliche und ortsentwicklungsgeschichtliche Bedeutung. Zweigeschossig, massiv, leichte Veränderungen im Erdgeschoss, alte Gewände vermutlich noch vorhanden, vermutlich ehemaliges Fachwerkhaus (im Giebel noch vorhanden). | 09205358 |
| Direkt Bild zu diesem Denkmal hochladen | Mietshaus in geschlossener Bebauung | Grünthaler Straße 16 (Karte)                                                         | um 1900                            | aufgrund der wenig veränderten Erdgeschoss-Zone und der qualitätvollen Klinker-/Putzgliederung von baugeschichtlicher und städtebaulicher Bedeutung für das Ensemble der Grünthaler Straße. Viergeschossig, 4. Obergeschoss später hinzugefügt. | 09205355 |
| Direkt Bild zu diesem Denkmal hochladen | Mietshaus in geschlossener Bebauung und Hinterhaus | Grünthaler Straße 16a (Karte)                                                        | um 1900                            | qualitätvoller späthistoristischer Klinkerbau mit originaler Ladenzone, baugeschichtliche und städtebauliche Bedeutung. Dreigeschossig, zwei Dacherker, interessante Reliefs unterhalb der Fenster. | 09205354 |
| Direkt Bild zu diesem Denkmal hochladen | Mietshaus in halboffener Bebauung | Grünthaler Straße 17 (Karte)                                                         | um 1900                            | qualitätvoller späthistoristischer Bau mit originaler Putz-/Klinkerstruktur, baugeschichtliche Bedeutung. Dreigeschossig, Erdgeschoss verputzt und mit Nutung, Obergeschoss verklinkert, Fensterverdachungen, originales Treppenhaus. | 09205359 |
| Direkt Bild zu diesem Denkmal hochladen | Mietshaus in geschlossener Bebauung | Grünthaler Straße 18 (Karte)                                                         | um 1905                            | qualitätvoller Späthistorismus mit aufwändigen Fenstergewänden und Verdachungen, straßenbildprägende Dacherker, baugeschichtliche und städtebauliche Relevanz. Dreigeschossig, zwei Dacherker, originale Tür und Treppenhaus. | 09205365 |
| Direkt Bild zu diesem Denkmal hochladen | Mietshaus in geschlossener Bebauung | Grünthaler Straße 19 (Karte)                                                         | um 1900                            | Putzbau mit späthistoristischer Fassade, baugeschichtliche und städtebauliche Bedeutung. Dreigeschossig, Erdgeschoss mit Putznutung und weitgehend originaler Ladenzone, flaches Satteldach mit stehenden Gaupen. | 09205360 |
| Direkt Bild zu diesem Denkmal hochladen | Mietshaus in geschlossener Bebauung | Grünthaler Straße 20 (Karte)                                                         | um 1905                            | weitgehend originaler Putz- und Klinkerbau mit Anklängen an den Jugendstil, Dacherker sind von Bedeutung für das Straßenbild, baugeschichtlich und städtebaulich von Bedeutung. Dreigeschossig, zwei Dacherker, links und rechts kleine Risalite mit Putzstruktur, Mittelbereich verklinkert. | 09205364 |
| Direkt Bild zu diesem Denkmal hochladen | Mietshaus in offener Bebauung | Grünthaler Straße 21 (Karte)                                                         | um 1910                            | zeittypischer Putzbau, baugeschichtliche und städtebauliche Bedeutung. Dreigeschossig, verputzt, Treppenhaus sehr schön und original, alte Fliesen und Kacheln. | 09205378 |
| Direkt Bild zu diesem Denkmal hochladen | Mietshaus in fast geschlossener Bebauung | Grünthaler Straße 22 (Karte)                                                         | um 1910                            | Putzbau mit Einflüssen des Reformstils, baugeschichtliche Bedeutung. Dreigeschossig, im Erdgeschoss Ladeneinbauten, originale Putzgliederung, Dacherker mit Schmuckmotiven. | 09205363 |
| Direkt Bild zu diesem Denkmal hochladen | Wohnhaus in halboffener Bebauung | Grünthaler Straße 26 (Karte)                                                         | 1. Hälfte 19. Jh.                  | einfacher ländlicher Putzbau, baugeschichtliche Relevanz und ortsentwicklungsgeschichtlich bedeutend. Zweigeschossiger Putzbau, traufständig, im Dach Veränderungen, Ladeneinbau um 1900. | 09205362 |
| Weitere Bilder                          | Rathaus und Gedenktafel für August Bebel | Grünthaler Straße 28; 30 (Karte)                                                     | 1908                               | original erhaltener Putzbau in typischer Architektursprache der Zeit um 1910 (Reformstil), baugeschichtlich und ortsgeschichtlich von Bedeutung. Dreigeschossiger Putzbau, repräsentativer Dacherker, originale Fenster. | 09205361 |
| Direkt Bild zu diesem Denkmal hochladen | Ehemaliges Chausseehaus in offener Bebauung | Grünthaler Straße 31 (Karte)                                                         | 1793                               | heute Wohnhaus, in wichtiger städtebaulicher Ecklage stehendes Gebäude mit gut erhaltenem Fachwerkobergeschoss, als ehemaliges Chausseegeldeinnehmerhaus von baugeschichtlicher und ortsgeschichtlicher Bedeutung. Zweigeschossig, Schieferdach, traufständig, zur Kreuzung giebelständig, Erdgeschoss massiv und überformt. | 09205380 |
| Direkt Bild zu diesem Denkmal hochladen | Fabrikantenvilla, ab 1895 Oberförsterei | Grünthaler Straße 32 (Karte)                                                         | 1885                               | repräsentativer Putzbau mit spätklassizistischer Gliederung, originale Baudetails (Gesims mit Eierstab, Reliefs, Pilaster usw.) erhalten, von baugeschichtlicher und ortsgeschichtlicher Bedeutung. Zweigeschossig, aufwändige Putzgliederung, Villa zunächst als Wohnhaus des Verlegers und Fabrikanten Grundmann erbaut, bereits 1895 durch den Staatsfiskus erworben und als Sitz der Forstverwaltung (Forstamt) eingerichtet. | 09205349 |
| Direkt Bild zu diesem Denkmal hochladen | Mietvilla | Grünthaler Straße 36 (Karte)                                                         | um 1905/1910                       | Putzfassade mit Erker, aufgrund der Originalität der zahlreichen Baudetails von baugeschichtlichem Interesse. Putzbau, zweigeschossig, Sandsteingewände profiliert, Reliefplatten unterhalb der Fenster mit Jugendstilmotiven. | 09205348 |
| Direkt Bild zu diesem Denkmal hochladen | Villa und Einfriedung | Grünthaler Straße 38 (Karte)                                                         | um 1905                            | original (innen und außen) erhaltenes, repräsentatives Wohngebäude mit zahlreichen qualitätvollen Baudetails wie dem straßenbildprägenden Fachwerk-Dacherker, baugeschichtlich von Bedeutung. Zweigeschossig, verputzt, originale Fenster, Zierfachwerk im Giebel, profilierte Fenstergewände, Einfriedung und Eingangstor original. | 09205353 |
|                                         | Mietshaus in offener Bebauung | Grünthaler Straße 44 (Karte)                                                         | um 1905                            | reich gestalteter Mietshausbau mit Formanklängen an den Schweizerstil, baugeschichtliche Bedeutung. Zweigeschossig, Putz- und Klinkerstruktur in qualitätvollem Wechsel, Fenster möglicherweise neu, aber in Anlehnung an den ursprünglichen Zustand, vorgeblendeter Ziergiebel in Holz, Dacherker mit Holzverkleidung Dacherker mit Holzverkleidung. | 09205351 |
| Direkt Bild zu diesem Denkmal hochladen | Mietshaus in Ecklage | Grünthaler Straße 58 (Karte)                                                         | um 1905                            | außergewöhnlich gestalteter Putzbau von baugeschichtlicher Bedeutung. Zweigeschossig, Dacherker, originale Haustür. | 09205320 |
| Direkt Bild zu diesem Denkmal hochladen | Mietshaus in offener Bebauung und in Ecklage | Grünthaler Straße 72 (Karte)                                                         | bez. 1902                          | Putzbau von baugeschichtlicher und städtebaulicher Relevanz. Dreigeschossig, Ecklage wird durch Abschrägung betont, zum Teil Überformungen im Erdgeschoss, aber nur zur Grünthaler Straße hin, Erdgeschoss rustiziert, Fensterverdachungen. | 09205323 |
| Direkt Bild zu diesem Denkmal hochladen | Wohnhaus in offener Bebauung | Grünthaler Straße 73 (Karte)                                                         | um 1880                            | Putzbau mit „Schweizer Giebel“, baugeschichtlich relevant. Eingeschossig mit Kniestock, gegiebelter Mittelrisalit. | 09205305 |
| Direkt Bild zu diesem Denkmal hochladen | Mietvilla | Grünthaler Straße 81 (Karte)                                                         | um 1915                            | aufwändig gegliederter Putzbau mit Einflüssen des Reformstils, vor allem baugeschichtliche Bedeutung. Zweigeschossig, mit Bruchstein verkleideter Sockel, Erdgeschoss besitzt Zwillingsfenster, Zierfachwerk, erhaltenes Treppenhaus. | 09205307 |
| Direkt Bild zu diesem Denkmal hochladen | Mietshaus in halboffener Bebauung | Grünthaler Straße 86 (Karte)                                                         | um 1915                            | bildet mit Nummer 88 eine gestalterische Einheit (Doppelmietshaus), erhaltene Putzgliederung, baugeschichtlich von Bedeutung. Zweigeschossig, gegiebelter Mittelrisalit, originale Eingangstür, erhaltene zeitgenössische Rauputzfelder. | 09205298 |
| Direkt Bild zu diesem Denkmal hochladen | Mietshaus in halboffener Bebauung | Grünthaler Straße 88 (Karte)                                                         | um 1918                            | Putzbau mit straßenbildprägendem Eckturm und Zierfachwerk, bildet gestalterische Einheit mit Nummer 86 (Doppelmietshaus), baugeschichtliche Bedeutung. Zweigeschossig, originale Tür. | 09205299 |
|                                         | Mietshaus in halboffener Bebauung und Einfriedung | Grünthaler Straße 96 (Karte)                                                         | um 1910                            | vom Reformstil bereits beeinflusster, symmetrisch gestalteter Putzbau, bildet gestalterische Einheit mit Nummer 98, straßenbildprägend und baugeschichtlich von Bedeutung. Zweigeschossig, gestaffelter Dacherker, Zierfachwerk. | 09205300 |
|                                         | Mietshaus in halboffener Bebauung und Einfriedung | Grünthaler Straße 98 (Karte)                                                         | um 1910                            | vom Reformstil bereits beeinflusster, symmetrisch gestalteter Putzbau, bildet gestalterische Einheit mit Nummer 96, straßenbildprägend und baugeschichtlich von Bedeutung. Zweigeschossig, vorwiegend originale Fenster, Formanklänge an Jugendstil, interessante Fenstergewände, Spruchband über Fenster: „Mein Nest das Best, mit Gott“. | 09205304 |
| Direkt Bild zu diesem Denkmal hochladen | Wohnhaus in offener Bebauung, mit Anbau | Grünthaler Straße 103 (Karte)                                                        | um 1870                            | originaler Putzbau mit flachem Mittelrisalit und Zwerchhaus, u. a. baugeschichtlich relevant. Wohnhaus: eingeschossig, originale Putzhaut, Schieferdach, originale Fenstergewände, Fenster und Winterfenster. | 09205310 |
| Direkt Bild zu diesem Denkmal hochladen | Wohnhaus in halboffener Bebauung | Grünthaler Straße 106 (Karte)                                                        | um 1880                            | als qualitätvoll gegliederter Putzbau im Ensemble mit Nummer 108 von Bedeutung für das Straßenbild. Zweigeschossig, symmetrisch, Putznutung im Erdgeschoss, Fensterverdachungen Obergeschoss, zwei Dachhäuschen. | 09205301 |
| Direkt Bild zu diesem Denkmal hochladen | Wohnhaus in halboffener Bebauung | Grünthaler Straße 108 (Karte)                                                        | um 1880                            | als qualitätvoll gegliederter Putzbau im Ensemble mit Nummer 106 von Bedeutung für das Straßenbild. Zweigeschossig, Putzhaut intakt, Putznutung im Erdgeschoss, interessante Fensterverdachungen, Betonung der Mittelachse. | 09205302 |
| Weitere Bilder                          | Einzeldenkmal der Sachgesamtheit Saigerhütte: Hammergebäude (Neuhammer) (Einzeldenkmal zu ID-Nr. 09205114) | Grünthaler Straße 121 (Karte)                                                        | 1586/1587                          | Einzeldenkmal der Sachgesamtheit Saigerhütte: Hammergebäude (Neuhammer); Sachgesamtheit Saigerhütte als bedeutendes technisches Denkmal, seit 1493 bestehende Kupferhütte, die bis heute die Vorstellung einer mittelalterlichen Produktionsstätte vermittelt, bemerkenswert das geschlossen erhaltene Gebäudeensemble mit Umfassungsmauer. | 09205449 |
| Direkt Bild zu diesem Denkmal hochladen | Doppelmietshaus in offener Bebauung | Grünthaler Straße 158; 160 (Karte)                                                   | um 1915                            | aufwändige Putzornamentik mit Jugendstilanklängen, baugeschichtliche Bedeutung. Zweigeschossig, zwei dominante Dachhäuschen mit geputzten Rundbögen, profilierte Fenstergewände. | 09205319 |
| Direkt Bild zu diesem Denkmal hochladen | Mietshaus in offener Bebauung | Grünthaler Straße 200 (Karte)                                                        | um 1905                            | heterogen gegliederter Putzbau mit straßenbildprägendem Zierfachwerk, baugeschichtliche Bedeutung. Zweigeschossig, Bogenfenster im Erdgeschoss, gegiebelte Risalite mit Zierfachwerk, einer mit welscher Haube. | 09205315 |
| Direkt Bild zu diesem Denkmal hochladen | Wohnhaus in offener Bebauung | Grünthaler Straße 206 (Karte)                                                        | bez. 1828                          | mächtiger Kubus mit abgewalmtem Mansarddach und originalem Porphyrportal mit Schlussstein, baugeschichtlich und straßenbildprägend von Bedeutung. Zweigeschossig, traufständig, originale Porphyrgewände. | 09205314 |
|                                         | Wohnhaus in offener Bebauung | Grünthaler Straße 216 (Karte)                                                        | 1. Hälfte 19. Jh.                  | ländliches Wohnhaus mit straßenbildprägendem Fachwerkobergeschoss in unmittelbarer Nachbarschaft zur Saigerhütte, baugeschichtlich und straßenbildprägend von Bedeutung. Zweigeschossig, originale Eingangstür, Schlussstein, Krüppelwalmdach schiefergedeckt und ohne Ausbauten. | 09205312 |
|                                         | Wohnhaus in offener Bebauung | Grünthaler Straße 218 (Karte)                                                        | 1. Hälfte 19. Jh.                  | ländlicher Wohnbau mit Fachwerkobergeschoss, in wichtiger Lage in der Nähe der Saigerhütte, baugeschichtlich und straßenbildprägend von Bedeutung. Zweigeschossig, Satteldach, traufständig, Segmentbogenportal, originale Eingangstür. | 09205311 |
| Weitere Bilder                          | Bahnhof und Nebengebäude | Grünthaler Straße 220 (Karte)                                                        | um 1880                            | authentischer Klinkerbau, qualitätvolle, zurückhaltende Fassadengliederung, baugeschichtlich und eisenbahngeschichtlich von Bedeutung. Zweigeschossig, Satteldach, Wechsel von roten und gelben Klinkern, abgeschrägte Fenstergewände. | 09205227 |
| Direkt Bild zu diesem Denkmal hochladen | Wohnhaus in offener Bebauung | Hainbergstraße 1 (Karte)                                                             | 18. Jh.                            | ländliches Wohnhaus mit Fachwerkobergeschoss, baugeschichtliche Relevanz. Zweigeschossig mit Schleppdach, Erdgeschoss massive Bauweise. | 09205321 |
| Direkt Bild zu diesem Denkmal hochladen | Bahnunterführung | Hammergasse (Karte)                                                                  | 2. Hälfte 19. Jh.                  | für Fußgänger geschaffene tunnelartige Unterführung in Bruchstein, baugeschichtlich von Bedeutung. | 09205172 |
| Direkt Bild zu diesem Denkmal hochladen | Wohnhaus in offener Bebauung | Hammergasse 3 (Karte)                                                                | um 1910                            | weitgehend originaler Putzbau mit interessanten Baudetails, baugeschichtlich von Bedeutung. Zweigeschossig, abwechslungsreiche Fenstergestaltung. | 09205173 |
| Direkt Bild zu diesem Denkmal hochladen | Wohnhaus in offener Bebauung | Hammergasse 6 (Karte)                                                                | um 1925                            | qualitätvoll gestalteter villenartiger Putzbau, baukünstlerisch wertvoll. Zweigeschossig, Erker, Walmdach, Dachhäuschen, originale Fensterläden. | 09205174 |
| Direkt Bild zu diesem Denkmal hochladen | Wohnhaus in offener Bebauung | Heidenweg 1 (Karte)                                                                  | um 1900                            | qualitätvoller Putzbau mit hochwertiger Innenausstattung, baugeschichtlich von Bedeutung. Zweigeschossig, Walmdach verschiefert. | 09205176 |
| Direkt Bild zu diesem Denkmal hochladen | Wohnhaus in offener Bebauung | Heidenweg 2 (Karte)                                                                  | 1. Hälfte 19. Jh.                  | Häuslerhaus, womöglich Bergbaukontext, u. a. baugeschichtlich relevant. eingeschossig, massiv, intaktes Wand-Öffnungs-Verhältnis, Krüppelwalmdach, Giebelverbretterung. | 09205162 |
| Direkt Bild zu diesem Denkmal hochladen | Mietshaus in offener Bebauung | Heuweg 9 (Karte)                                                                     | um 1900                            | Putzbau mit Zierfachwerkmotiven, baugeschichtlich von Bedeutung. Zweigeschossig, Erdgeschoss Segmentbogenfenster, Dacherker mit hölzernem Giebel, variierende Gewände. | 09205210 |
| Weitere Bilder                          | Haltepunkt | Hirschberger Straße (Karte)                                                          | um 1910                            | verkehrsgeschichtliches Zeugnis. eingeschossiger verbretterter Holzbau mit flachem Walmdach. | 08956339 |
| Direkt Bild zu diesem Denkmal hochladen | Scheune | Hirschberger Straße 6 (bei) (Karte)                                                  | 19. Jh.                            | in der alten Ortslage Hirschberg, Relikt des Holzbaues, heimatgeschichtliche Bedeutung. | 09205429 |
|                                         | Wohnhaus in offener Bebauung | Hüttengrund 1 (Karte)                                                                | um 1850                            | mit bildprägendem Fachwerkobergeschoss, baugeschichtliche Relevanz. Zweigeschossig, Satteldach, traufständig. | 09205236 |
|                                         | Wohnhaus in offener Bebauung | Hüttengrund 2 (Karte)                                                                | 1. Hälfte 19. Jh.                  | in ortsbildprägender Lage unterhalb der Oberneuschönberger Kirche, Fachwerkobergeschoss (verkleidet), baugeschichtlich von Bedeutung. Zweigeschossig, Krüppelwalmdach. | 09205240 |
|                                         | Ehem. Schmiede mit Teilen der technischen Ausstattung, in offener Bebauung | Hüttengrund 6 (Karte)                                                                | 18. Jh.                            | original erhaltener Putzbau, bauzeitliche Ausstattung (Schmiedefeuer) vorhanden, baugeschichtlich, ortsgeschichtliche und technikgeschichtlich von Bedeutung. Zweigeschossig, Schiefersatteldach, traufständig, massive Bauweise. | 09205239 |
| Direkt Bild zu diesem Denkmal hochladen | Wohnstallhaus | Hüttengrund 18 (Karte)                                                               | 1670 (laut Auskunft des Besitzers) | ursprünglich Fachwerkkonstruktion, mit wertvoller Innenausstattung (insbesondere im Erdgeschoss), von baugeschichtlicher Bedeutung. Zweigeschossig, Satteldach, traufständig, wertvoller Baubestand im Inneren insbesondere im Erdgeschoss: Pferdestall mit hölzernen Futterraufen, Schwarze Küche (vom Flur aus erschlossen), Wohnstube mit Nischen unter den Fenstern, Bergkeller (anschließend an Hausflur gegenüber dem Hauseingang), ebenfalls im Hausflur Granitwassertrog mit originaler Abdeckung, Obergeschoss: ursprünglich Fachwerkkonstruktion, heute massiv. | 09205243 |
| Direkt Bild zu diesem Denkmal hochladen | Wohnhaus in offener Bebauung | Hüttengrund 37 (Karte)                                                               | 1. Hälfte 19. Jh.                  | noch recht authentisches ländliches Wohnhaus mit Fachwerkobergeschoss, baugeschichtliche Bedeutung. Zweigeschossig, Satteldach, Erdgeschoss mit leichten Überformungen. | 09205242 |
| Direkt Bild zu diesem Denkmal hochladen | Wohnhaus in offener Bebauung | Hüttengrund 50 (Karte)                                                               | um 1800                            | ländliches Wohnhaus mit Fachwerkobergeschoss (verkleidet), baugeschichtlich relevant. Zweigeschossig, Erdgeschoss massiv, Satteldach ohne Ausbauten. | 09205241 |
| Weitere Bilder                          | Sachgesamtheit Saigerhütte mit mehreren Einzeldenkmalen | In der Hütte 1; 2; 3; 4; 6; 7; 8; 9; 10; 11; 12; 13; 15; 16; 17; 18; 20; 20a (Karte) | ab 1493                            | Sachgesamtheit Saigerhütte mit folgenden Einzeldenkmalen: Mühlengebäude und Nebengebäude (Hüttenmühle, An der Natzschung 1), ehemalige Schmelzhütte, (Garhaus, An der Natzschung 2), Wohnhaus (An der Natzschung 3), Hammerwerk (Althammer, An der Natzschung 5), Denkmal für die Gefallenen des Ersten Weltkrieges (vor An der Natzschung 5), Wohnhaus, (Försterhaus, An der Natzschung 7) und drei Arbeiterwohnhäuser (Doppelhäuser, An der Natzschung 11–21, Einzeldenkmale ID-Nr. 09205450, An der Natzschung 1–21), Hammergebäude (Neuhammer, Einzeldenkmale ID-Nr. 09205449, Grünthaler Straße 121). Weiter Einzeldenkmale der Saigerhütte: Versammlungsraum der Alten Kegelbahn (In der Hütte 1), Zimmererwerkstatt und Schule (In der Hütte 2), Wohnhaus (Haus des Richters, In der Hütte 3), Gasthaus Hüttenschänke (In der Hütte 4), Wohn- und Verwaltungsgebäude (Alte Faktorei, In der Hütte 6), Bedienstetenwohnhaus (Kutscherhaus, In der Hütte 7), Scheune (In der Hütte 8), drei Fabrikgebäude (Haus des Anrichters – In der Hütte 9, Treibehaus – In der Hütte 10, Grundmauern der Langen Hütte – neben In der Hütte 10), Arbeiterwohnhaus (Schichtmeisterhaus, In der Hütte 11), drei weitere Arbeiterwohnhäuser (In der Hütte 13, 15 und 17), Brauhaus (In der Hütte 16), Energiezentrale – darin von Pfaffroda, OT Hallbach, Dresdner Straße 8 translozierte Einzylinderdampfmaschine – die von 1909 bis 1990 in Seiffen in Betrieb war (In der Hütte 18), Hammerherrenhaus (Herrenhaus/Neue Faktorei, In der Hütte 20/20a), Westtor (zwischen In der Hütte 1 und 2), Osttor mit Bastion (neben In der Hütte 17), sogenannte Hüttenpforte (neben In der Hütte 16), Gartenlaube (Laube des Faktors, westlich vom Faktoreiteich), zwei Hüttenteiche (Untere Hüttenteich/Faktoreiteich und Oberer Hüttenteich), Mauer südwestlich vom Faktoreiteich und große Teile der Hüttenmauer (Einzeldenkmal ID-Nr. 09205447) sowie alte Energiezentrale (Lichthaus, ID-Nr. 09205448) – bedeutendes technisches Denkmal. | 09205114 |
| Weitere Bilder                          | Hammerherrenhaus, Versammlungsraum der Alten Kegelbahn, Zimmererwerkstatt und Schule, Hüttenschänke, Wohn- und Verwaltungsgebäude, Bedienstetenwohnhaus, Scheune, drei Fabrikgebäude, Treibehaus, Schichtmeisterhaus, Energiezentrale, Brauhaus, zwei Hüttenteiche (Einzeldenkmale zu ID-Nr. 09205114). | In der Hütte 1; 2; 3; 4; 6; 7; 8; 9; 10; 11; 12; 13; 15; 16; 17; 18; 20; 20a (Karte) | ab 1493; 16. Jh.                   | Einzeldenkmale der Sachgesamtheit Saigerhütte: Versammlungsraum der Alten Kegelbahn (In der Hütte 1), Zimmererwerkstatt und Schule (In der Hütte 2), Wohnhaus (Haus des Richters, In der Hütte 3), Gasthaus Hüttenschänke (In der Hütte 4), Wohn- und Verwaltungsgebäude (Alte Faktorei, In der Hütte 6), Bedienstetenwohnhaus (Kutscherhaus, In der Hütte 7), Scheune (In der Hütte 8), drei Fabrikgebäude (Haus des Anrichters – In der Hütte 9, Treibehaus – In der Hütte 10, Grundmauern der Langen Hütte – neben In der Hütte 10), Arbeiterwohnhaus (Schichtmeisterhaus, In der Hütte 11), drei weitere Arbeiterwohnhäuser (In der Hütte 13, 15 und 17), Brauhaus (In der Hütte 16), Energiezentrale – darin von Pfaffroda, OT Hallbach, Dresdner Straße 8 translozierte Einzylinderdampfmaschine – die von 1909 bis 1990 in Seiffen in Betrieb war (In der Hütte 18), Hammerherrenhaus (Herrenhaus/Neue Faktorei, In der Hütte 20/20a), Westtor (zwischen In der Hütte 1 und 2), Osttor mit Bastion (neben In der Hütte 17), sogenannte Hüttenpforte (neben In der Hütte 16), Gartenlaube (Laube des Faktors, westlich vom Faktoreiteich), zwei Hüttenteiche (Unterer Hüttenteich/Faktoreiteich und Oberer Hüttenteich), Mauer südwestlich vom Faktoreiteich und große Teile der Hüttenmauer – bedeutendes technisches Denkmal. | 09205447 |
| Direkt Bild zu diesem Denkmal hochladen | Wohnhaus in offener Bebauung | Jahnstraße 9 (Karte)                                                                 | um 1930                            | original erhaltenes Holzhaus mit Einflüssen der Moderne, baugeschichtliche Bedeutung. Zweigeschossig, Walmdach, kleine Gaupe, Erker. | 09205408 |
| Direkt Bild zu diesem Denkmal hochladen | Schule | Kirchweg 2 (Karte)                                                                   | 1881–1882, später erweitert        | großer Putzbau mit ortsbildprägendem Dachtürmchen, baugeschichtlich und ortsgeschichtlich bedeutsam. Dreigeschossig, profilierte Fenstergewände, Mittelrisalit übergiebelt und mit Uhrenturm. | 09205128 |
| Direkt Bild zu diesem Denkmal hochladen | Wohnhaus eines ehemaligen Bauernhofes | Kirchweg 7 (Karte)                                                                   | 2. Hälfte 18. Jh.                  | mit Fachwerk im Obergeschoss (verkleidet), baugeschichtlich relevant. | 09205129 |
| Direkt Bild zu diesem Denkmal hochladen | Doppelmietshaus in offener Bebauung | Kirchweg 10; 12 (Karte)                                                              | um 1930                            | qualitätvoll gegliederter Putzbau aus der Zeit um 1930 von baugeschichtlicher Bedeutung. Zweigeschossig, Krüppelwalmdach, die Fenster werden durch Putzgesimse zusammengefasst. | 09205446 |
| Weitere Bilder                          | Kirche (einschließlich Ausstattung) und Kirchhof mit Einfriedungsmauer | Kirchweg 26 (Karte)                                                                  | 1695 Dendro                        | ortsbildprägendes Gotteshaus, weithin sichtbar auf Anhöhe gelegen, mit kunstgeschichtlich bedeutsamer Innenausstattung vom Ende des 17. Jh., baugeschichtlich, kunstgeschichtlich und ortsgeschichtlich von Bedeutung. gerade abschließender Saalbau mit hölzernem Tonnengewölbe, hölzerne Emporen, Innenausstattung Ende des 17. Jh., Altar von 1637, elfenbeinernes Kruzifix 1715. | 09205131 |
| Direkt Bild zu diesem Denkmal hochladen | Pfarrhaus und Seitengebäude eines Pfarrhofes | Kirchweg 28 (Karte)                                                                  | 1839–1841                          | neben der Kirche stehendes Gebäude mit Fachwerkobergeschoss, baugeschichtliche und ortsgeschichtliche Bedeutung. Zweigeschossig, von einstigem Segmentbogenportal nur noch Schlussstein vorhanden, 2. Portal mit Verdachung. | 09205132 |
| Direkt Bild zu diesem Denkmal hochladen | Wohnhaus in offener Bebauung | Kirchweg 30 (Karte)                                                                  | um 1800                            | ländliches Wohnhaus mit Fachwerkobergeschoss in unmittelbarer Nähe zur Kirche, baugeschichtlich von Bedeutung. Zweigeschossig, Satteldach, Erdgeschoss massiv. | 09205133 |
| Direkt Bild zu diesem Denkmal hochladen | Schule | Kleinneuschönberger Straße 54 (Karte)                                                | 1839                               | auffälliger, ortsbildprägender Fachwerkbau in gutem Erhaltungszustand, weithin sichtbarer Dachreiter mit Wetterfahne, baugeschichtliche und ortsgeschichtliche Bedeutung. Zweigeschossiger Bau, Satteldach mit aufsitzendem Dachreiter, freiliegendes Fachwerk im Obergeschoss und Giebel. | 09205145 |
| Direkt Bild zu diesem Denkmal hochladen | Wohnhaus in offener Bebauung | Kleinneuschönberger Straße 99a (Karte)                                               | um 1850                            | ländlicher Bau mit Fachwerkobergeschoss und Segmentbogenportal, baugeschichtliche Relevanz. | 09205136 |
| Direkt Bild zu diesem Denkmal hochladen | Villa | Lindenstraße 3 (Karte)                                                               | 1904                               | Putzbau mit Jugendstileinflüssen, baugeschichtliche Bedeutung und Dokument städtebaulicher Entwicklung um 1900. | 09205397 |
| Direkt Bild zu diesem Denkmal hochladen | Villa, Garage, Einfriedung und Villengarten mit Brunnen (Gartendenkmal) | Lindenstraße 5 (Karte)                                                               | um 1915                            | herrschaftliche Villa in großzügigem Garten gelegen, Gartenanlage vermutlich noch ursprüngliche Planung, baugeschichtlich und künstlerisch von Bedeutung. Zweigeschossige Villa, verputzt, Eckbetonung, Runderker, Balkon, Schieferdach. | 09205329 |
| Weitere Bilder                          | Meilenstein | Markt (Karte)                                                                        | nach 1858 (Stationsstein)          | ehemaliger Stationsstein, zum Kilometerstein umgearbeitet, verkehrsgeschichtlich von Bedeutung. Kilometerangaben nach Pfaffroda, Großhartmannsdorf, Freiberg, Dittmannsdorf und Sayda, rechteckiger Sockel, nach oben abgerundeter Stein. | 09205422 |
| Direkt Bild zu diesem Denkmal hochladen | Denkmalschutzgebiet Markt Olbernhau (Vorschlag) | Markt 1; 1a; 2; 3; 4; 5; 6; 7; 8; 9; 10; 11; 12; 13; 14; 15; 16; 18; 20; 22 (Karte)  |                                    | Denkmalschutzgebiet Markt Olbernhau: Das Schutzgebiet umfasst alle Häuser am Markt mit den dazugehörigen Grundstücken und Flurstücken sowie Flurstück 253/9 am Steinbruchweg, die Umgebung des Denkmalschutzgebietes mit seiner historischen Bebauung (Grünthaler Straße, Albertstraße, Bahnhofstraße und Zöblitzer Straße) sowie die Blickbeziehungen auf das Ensemble vom ehemaligen Rittergutsgarten (Stadtpark) außerhalb bzw. innerhalb der historischen Anlage. Aus dem historischen Sachzusammenhang ergibt sich die räumliche Begrenzung. Entsprechend den aktuellen Grundstücksgrenzen werden die Gebiete mit dem historischen Bezug zum Rittergut, der Stadtkirche und der nördlichen Bebauung des Marktplatzes in das Denkmalschutzgebiet einbezogen. | 09245270 |
| Weitere Bilder                          | Sachgesamtheit Rittergut Olbernhau mit mehreren Einzeldenkmalen | Markt 1a; 3; 5; 7 (Karte)                                                            | 17./18. Jh.                        | Sachgesamtheit Rittergut Olbernhau mit folgenden Einzeldenkmalen: Herrenhaus mit nachträglichen Anbauten (ursprünglich Stallungen, Remise und Scheune – Markt 5), Wirtschaftsgebäude und Gesindehaus über winkligem Grundriss (heute Museum – Markt 7), Wirtschaftsgebäude (heute Wohn- und Geschäftshaus – Markt 3), Schmiede (Markt 1a) und Gutsscheune (neben Nr. 1a, parallel zum Steinbruchweg), Torbogen zum Markt (Einzeldenkmale ID-Nr. 09205095) sowie Jagdhaus (Einzeldenkmale ID-Nr. 09205112, dazu der Rittergutsgarten (heute Stadtpark, Gartendenkmal) – Anlage von ortsgeschichtlicher Bedeutung sowie künstlerischem und geschichtlichem Wert. | 09302211 |
| Direkt Bild zu diesem Denkmal hochladen | Herrenhaus, Wirtschaftsgebäude und Gesindehaus über winkligem Grundriss, Schmiede und Gutsscheune (Einzeldenkmale zu ID-Nr. 09302211) | Markt 1a; 3; 5; 7 (Karte)                                                            | 1768, Nr. 5                        | Einzeldenkmale der Sachgesamtheit Rittergut Olbernhau: Herrenhaus mit nachträglichen Anbauten (ursprünglich Stallungen, Remise und Scheune – Markt 5), Wirtschaftsgebäude und Gesindehaus über winkligem Grundriss (heute Museum – Markt 7), Wirtschaftsgebäude (heute Wohn- und Geschäftshaus – Markt 3), Schmiede (Markt 1a) und Gutsscheune (neben Nr. 1a, parallel zum Steinbruchweg) sowie Torbogen zu Markt – Anlage von ortsgeschichtlicher Bedeutung sowie künstlerischem und geschichtlichem Wert. | 09205095 |
|                                         | Wohnhaus in halboffener Bebauung | Markt 2 (Karte)                                                                      | um 1800                            | in markanter Lage am Markt stehendes Gebäude mit alter Bausubstanz, baugeschichtlich von Bedeutung, prägend für das Straßenbild sind die Arkaden, ehemaliger Mühlenstandort. Zweigeschossig, Schieferdach, Arkaden. | 08956348 |
| Direkt Bild zu diesem Denkmal hochladen | Wohnhaus in halboffener Bebauung | Markt 4 (Karte)                                                                      | letztes Viertel 19. Jh.            | mit Laden, zeittypische Putzfassade, zur Marktbebauung gehörendes Gebäude, städtebauliche Ecksituation wird gestalterisch durch Türmchen betont, baugeschichtlich von Bedeutung. Zweigeschossig, Schieferdach. | 08956349 |
| Direkt Bild zu diesem Denkmal hochladen | Wohnhaus in Ecklage sowie Hinterhaus | Markt 6 (Karte)                                                                      | 2. Hälfte 18. Jh.                  | späterer Einbau einer Ladenzone im Haus, zum alten Baubestand des Marktes gehörendes Wohnhaus in prominenter Ecklage, aufgrund seines Alters und seiner Lage von baugeschichtlichem und städtebaulichem Interesse. Zweigeschossig, Erdgeschoss überformt, Satteldach, traufständig zum Markt, Hecht, im Obergeschoss originale Fensteröffnungen. | 08956345 |
| Direkt Bild zu diesem Denkmal hochladen | Denkmal für Hermann Kretzschmar | Markt 7 (hinter) (Karte)                                                             | nach 1924                          | zur Erinnerung an den in Olbernhau geborenen Musikwissenschaftler Hermann Kretzschmar (1848–1924), ortsgeschichtlich von Bedeutung. | 09205452 |
| Direkt Bild zu diesem Denkmal hochladen | Gedenkstein für die Opfer des Faschismus | Markt 7 (hinter) (Karte)                                                             | 1968 (Gedenkstein)                 | ortsgeschichtlich von Bedeutung. | 09205091 |
| Direkt Bild zu diesem Denkmal hochladen | Wohnhaus in geschlossener Bebauung | Markt 8 (Karte)                                                                      | 2. Hälfte 18. Jh.                  | zweigeschossiger Putzbau mit nachträglichem Ladeneinbau, unmittelbar am Markt gelegen, mit Segmentbogenportal und weitgehend unverändertem Obergeschoss (möglicherweise Fachwerk), baugeschichtliche und städtebauliche Bedeutung. Zweigeschossig, dreiachsige Fassade, hohes Dach, Hechte. | 08956341 |
| Weitere Bilder                          | Sachgesamtheit Ev. Stadtkirche und Kirchhof Olbernhau mit mehreren Einzeldenkmalen | Markt 9 (Karte)                                                                      | 1648 (Kirche)                      | Sachgesamtheit Ev. Stadtkirche und Kirchhof Olbernhau mit folgenden Einzeldenkmalen: Kirche (mit Ausstattung), fünf Grabmale, Grufthaus, zwei Denkmale für die Gefallenen des Ersten Weltkrieges und Einfriedungsmauer des Kirchhofs (Einzeldenkmale ID-Nr. 08956362), dazu der Kirchhof (Gartendenkmal); Kirche ortsbildprägender, verputzter Bruchsteinbau mit zwiebelförmigem Turmabschluss, umschließender Kirchhof mit Bruchsteinmauer, Grabplatten und großem Kriegerdenkmal für die Gefallenen des Ersten Weltkrieges, baugeschichtlich, ortsbildprägend und ortsgeschichtlich von Bedeutung. | 09305848 |
| Weitere Bilder                          | Ev. Stadtkirche und Kirchhof Olbernhau (Einzeldenkmale zu ID-Nr. 08956362) | Markt 9 (Karte)                                                                      | 1648                               | Einzeldenkmale der Sachgesamtheit Ev. Stadtkirche und Kirchhof Olbernhau: Ev. Stadtkirche und Kirchhof Olbernhau Kirche (mit Ausstattung), Kirchhof mit Einfriedungsmauer, fünf Grabmale, Grufthaus und zwei Denkmale für die Gefallenen des Ersten Weltkrieges – ortsbildprägender, verputzter Bruchsteinbau mit zwiebelförmigem Turmabschluss und umschließender Kirchhof mit Bruchsteinmauer, baugeschichtlich, ortsgeschichtlich und ortsbildprägend von Bedeutung. Einfache Saalkirche von 1590, nach Brand 1639 auf alten Umfassungsmauern neu aufgebaut, verputzter Bruchsteinbau mit polygonalem Nord- und Südabschluss Inneres: Tonnengewölbe, nahezu vollständig umlaufende Emporen, ursprünglich farbige Raumfassung, Patronatsloge mit reichem Zierrat, Ausstattung: Taufbecken von 1790, Orgel (1790), Altar (1641) Kirchhof: ehemaliger Friedhof, mehrere Denkmale und Grabstätten der Familie Oehmichen von 1584 und Grufthaus 1685: Grufthaus, frei stehend, aufwendig gestalteter Pavillon, errichtet durch Familie Oehmichen (Rittergutsbesitzer), Carl Gottlob von Leubnitz wurde hier 1741 beigesetzt, von bau- und ortsgeschichtlichem Wert Kriegerdenkmal Ersten Weltkrieg: Mauer aus grob behauenem Stein, im Zentrum hoch aufragend mit eindrucksvollen Steinspitzen, Relieffiguren, links und rechts eingelassene Kupferplatten mit den Namen der Gefallenen. | 08956362 |
|                                         | Wohnhaus in geschlossener Bebauung | Markt 10 (Karte)                                                                     | 2. Hälfte 18. Jh.                  | nachträglicher Umbau zum Geschäftshaus, repräsentativer Fachwerkbau, original erhaltene Fassade von 1927, mit älterem Baukern, Kreuzgratgewölbe im Durchgang, rückwärtiges Fachwerk, baugeschichtlich und straßenbildprägend von Bedeutung. Mittiger Dacherker, schöner Rundbogeneingang. | 08956342 |
| Weitere Bilder                          | Wohnhaus (mit Apotheke) in offener Bebauung sowie Gedenktafel | Markt 14 (Karte)                                                                     | Anfang 19. Jh.                     | zeitweise Schule, qualitätvolle klassizistische Fassade im unmittelbaren Marktbereich, baugeschichtlich und straßenbildprägend von Bedeutung, als Geburtshaus des Musikwissenschaftlers Hermann Kretzschmar ortsgeschichtlich von Bedeutung. Zweigeschossig, im Obergeschoss zwei Rundbogennischen. | 08956355 |
| Direkt Bild zu diesem Denkmal hochladen | Wohnhaus, Garten, Nebengebäude (ehemalige Scheune) und Mauer zwischen Wohnhaus und Scheune sowie hintere Einfriedungsmauer | Markt 16; 16a (Karte)                                                                | 2. Hälfte 18. Jh.                  | ehemaliges Ackerbürgergut, der Funktionszusammenhang von Wohnhaus und Scheune ist noch gut erfahrbar, qualitätvolle Überformung des Wohnhauses im 19. Jahrhundert, baugeschichtlich und ortsgeschichtlich von Bedeutung. | 08956354 |
| Direkt Bild zu diesem Denkmal hochladen | Wohnhaus in offener Bebauung | Markt 18 (Karte)                                                                     | 2. Hälfte 18. Jh.                  | zur alten Marktbebauung zählendes Gebäude in markanter Giebelstellung zur Straße, aufgrund seines Alters von bauhistorischem Wert, prägend für den Markt. Zweigeschossig, Überformung der Giebelfassade in der 2. Hälfte des 19. Jahrhunderts, Segmentbogenportal. | 08956358 |
| Direkt Bild zu diesem Denkmal hochladen | Wohnhaus und Einfriedungsmauer zum Mühlgäßchen | Markt 20 (Karte)                                                                     | 2. Hälfte 19. Jh.                  | zur älteren Marktbebauung zählendes Anwesen, an der Nordseite des Platzes straßenbildprägend gelegen, baugeschichtlicher Wert. Wohnhaus: zweigeschossig mit Schopfwalmdach, Fassade wurde vermutlich im 19. Jh. überformt. | 08956357 |
| Direkt Bild zu diesem Denkmal hochladen | Brücke | Marktstraße                                                                          | um 1870                            | Brücke; zweibogige steinerne Brücke über die Flöha, verkehrstechnisches Zeugnis. | 09205247 |
| Direkt Bild zu diesem Denkmal hochladen | Wohnhaus in offener Bebauung | Marktstraße 1 (Karte)                                                                | um 1890                            | mit Laden, qualitätvoll gestaltete Putzfassade in neoklassizistischen Formen, baugeschichtlich von Bedeutung, straßenbildprägend die Rundbogennische mit weiblicher Plastik. Zweigeschossig, Lisenen, Pilaster, Palmetten, Dreiecksgiebel. | 09205249 |
| Direkt Bild zu diesem Denkmal hochladen | Mietshaus (mit zwei Hausnummern) in offener Bebauung und Hofgebäude | Marktstraße 4; 6 (Karte)                                                             | um 1905                            | Vorderhaus mit Ladenzone, qualitätvoller Putzbau in prägnanter Lage an Brücke und Flöha, baukünstlerische und städtebauliche Bedeutung. Zweigeschossig, geschweifte Fenstergewände, zwei Dacherker. | 09205248 |
| Direkt Bild zu diesem Denkmal hochladen | Wohnhaus, Scheune und Seitengebäude eines Bauernhofes | Mittlere Reihe 1 (Karte)                                                             | 2. Hälfte 18. Jh.                  | Wohnhaus mit Fachwerkobergeschoss und sehr steilem Krüppelwalmdach, baugeschichtlich von Bedeutung, ortsbildprägendes Ensemble. Zweigeschossig, Krüppelwalmdach, Erdgeschoss massiv, Segmentbogen über der Tür, Obergeschoss Fachwerkgiebel mit Holz verkleidet (Ornament). | 09205190 |
| Direkt Bild zu diesem Denkmal hochladen | Wohnstallhaus, Scheune und Seitengebäude eines Bauernhofes | Mittlere Reihe 10 (Karte)                                                            | um 1800                            | weitgehend originaler Dreiseithof mit bildprägenden Fachwerkgebäuden (verkleidet), baugeschichtlich von Bedeutung. Wohnstallhaus: zweigeschossig, Erdgeschoss massiv, Obergeschoss Fachwerk, L-förmiger Grundriss, zur Hofseite hin einige Überformungen im Obergeschoss, Seitengebäude mit Satteldach, Obergeschoss Fachwerk. | 09205192 |
| Direkt Bild zu diesem Denkmal hochladen | Wohnstallhaus, Scheune und Seitengebäude eines Dreiseithofes | Mittlere Reihe 19 (Karte)                                                            | 1. Hälfte 19. Jh.                  | ortsbildprägende Hofanlage in regionaltypischer Holzbauweise, baugeschichtlich von Bedeutung. Wohnhaus: mit Fachwerkobergeschoss. | 09205138 |
| Direkt Bild zu diesem Denkmal hochladen | Wohnhaus in halboffener Bebauung | Mühlgäßchen 1 (Karte)                                                                | 1. Hälfte 19. Jh.                  | Putzbau in markanter städtebaulicher Lage mit baugeschichtlich bedeutsamem Segmentbogenportal. Zweigeschossig, Fassade wurde vermutlich in der 2. Hälfte des 19. Jahrhunderts überformt. | 08956367 |
|                                         | Pflaster vor einer ehemaligen Mühle sowie alter Mühlstein | Mühlgäßchen 3 (bei) (Karte)                                                          | 19. Jh.                            | Flusskieselpflaster vor der ehemaligen Vordermühle, ortsgeschichtlich von Bedeutung. | 09205134 |
|                                         | Ehemalige Posthalterei in offener Bebauung sowie Gartenlaube | Mühlgäßchen 5 (Karte)                                                                | um 1800                            | heute Wohnhaus, weitgehend originaler Putzbau mit steinernem Segmentbogenportal und Schlussstein, bauhistorisch und ortsgeschichtlich bedeutsam. | 08956366 |
| Direkt Bild zu diesem Denkmal hochladen | Mietshaus in offener Bebauung | Neue Straße 18 (Karte)                                                               | um 1890                            | straßenbildprägender Putzbau mit Holzveranden und Zierfachwerk, baugeschichtlich relevant. Zweigeschossig, Dacherker mit Zierfachwerk. | 09205212 |
| Direkt Bild zu diesem Denkmal hochladen | Scheune eines Vierseithofes | Reukersdorfer Weg 28 (Karte)                                                         | 18. Jh.                            | Bruchsteinbau mit steilem Satteldach, vermutlich sehr alte Scheune, baugeschichtlich von Bedeutung. Bruchsteinerne Scheune mit Satteldach, Segmentbogeneinfahrt (Zutritt nicht möglich), steiles Satteldach. | 09205199 |
| Weitere Bilder                          | Postgebäude in offener Bebauung | Rothenthaler Straße 1 (Karte)                                                        | 1905                               | alte Ortslage Grünthal, in prägnanter Lage unmittelbar am Westtor der Saigerhütte gelegen, zweigeschossiger Putz- und Klinkerbau in weitgehend originalem Zustand, baugeschichtlich von Bedeutung. Zweigeschossig, Walmdach. | 09205393 |
| Weitere Bilder                          | Alte Energiezentrale (Lichthaus) (Einzeldenkmal zu ID-Nr. 09205114) | Rothenthaler Straße 17 (Karte)                                                       | 1894 (Lichthaus)                   | Einzeldenkmal der Sachgesamtheit Saigerhütte: alte Energiezentrale (Lichthaus); Sachgesamtheit Saigerhütte als bedeutendes technisches Denkmal. | 09205448 |
| Weitere Bilder                          | Gedenkstein für Anton Günther | Rübenauer Weg (Karte)                                                                | nach 1937                          | zur Erinnerung an den Volks- und Liederdichter Anton Günther (1876–1937), dient gleichzeitig als Grenzstein, ortsgeschichtlich von Bedeutung Unbehauener Rohstein, flankiert von kleineren Steinen und Bepflanzung. | 09205155 |
| Direkt Bild zu diesem Denkmal hochladen | Villa | Rungstockstraße 24 (Karte)                                                           | um 1900                            | qualitätvoll gegliederter Putzbau von baugeschichtlicher Bedeutung. Eingeschossig mit Drempel und Dachausbau. | 09205420 |
|                                         | Pulvermühle (ehem.): Wohnhaus eines Mühlenanwesens | Rungstockstraße 79 (Karte)                                                           | um 1815                            | im hinteren Rungstocktal gelegener Putzbau mit baugeschichtlicher und ortsgeschichtlicher Bedeutung. Wohnhaus: zweigeschossiger Putzbau, markantes Satteldach, originales Segmentbogenportal mit Schlussstein, zum Teil alte Winterfenster, im Inneren guter Originalzustand, wertvoller Dachstuhl, zeitweise Spiegelfabrikation. | 09205151 |
| Direkt Bild zu diesem Denkmal hochladen | Fabrikantenvilla und Einfriedung | Rungstockstraße 92 (Karte)                                                           | um 1910                            | zugehörig zur benachbarten ehemaligen Fabrik (Nummer 94, Abbruch), baugeschichtliches Zeugnis des Reformstils. Eingeschossig, Walmmansarddach, alte Fensterläden, Putzornament (geometrisch). | 09205230 |
| Direkt Bild zu diesem Denkmal hochladen | Mietshaus in offener Bebauung | Rungstockstraße 100 (Karte)                                                          | um 1890                            | vergleichsweise aufwändig gestalteter Putzbau mit markantem gegiebeltem Mittelrisalit, baugeschichtliche Bedeutung. Zweigeschossig, Satteldach, Giebel des Dacherkers: geschweift mit Voluten. | 09205180 |
| Direkt Bild zu diesem Denkmal hochladen | Ehemalige Sägemühle mit Turbinenanlage und 400 m Druckleitung (ehemalige Sägemühle Fritzsche) sowie Stauteich (ehemalige Pulvermühle) | Rungstockstraße 124 (Karte)                                                          | um 1905 (Gebäude)                  | ortsgeschichtlich und technikgeschichtlich bedeutsam. Zweigeschossiger Longitudinalbau mit Fachwerkdrempel, flachgeneigtem Satteldach, im Inneren originale Fliesen, keine Maschinen erhalten, jedoch Turbinenanlage der Sächsischen Turbinenbau- und Maschinenfabrik AG, vorm. Kuhnert & Meißen: Becherturbine R.B.T./Peltonturbine mit 65 PS, Teich: 1815 für Pulvermühle angelegt, Damm instand gesetzt, Rechenhaus nicht erhalten. | 08955687 |
|                                         | Wohnstallhaus, zwei Wirtschaftsgebäude und Scheune eines ehemaligen Vorwerks | Sachsenweg 1 (Karte)                                                                 | um 1800 (Wohnstallhaus)            | alte Ortslage Hirschberg, aufgrund seiner Geschlossenheit und dem landschaftsprägenden Charakter schützenswert, Wohnstallhaus markant mit Fachwerkobergeschoss und Krüppelwalmdach, baugeschichtlich und ortsgeschichtlich von Bedeutung. Wohnhaus: zweigeschossig, zum Teil überformt, ein Wirtschaftsgebäude: 19. Jh. Scheune: steinerner Sockel, oben verbrettert. | 09205439 |
| Direkt Bild zu diesem Denkmal hochladen | Forsthaus (Nr. 2d), Nebengebäude (Nr. 2) und Remisengebäude eines Forsthofes | Sachsenweg 2; 2d (Karte)                                                             | 2. Hälfte 19. Jh.                  | alte Ortslage Hirschberg, prächtiges Forstgebäude im Schweizer-Haus-Stil mit interessanten Holzgiebeln, baugeschichtliche und ortsgeschichtliche Bedeutung. Haupthaus: zweigeschossig, verputzt, hölzerner, vorgehängter Giebel, Nebengebäude: zweigeschossiges Wohnhaus, Erdgeschoss massiv, Obergeschoss mit Holz verkleidet. | 09205428 |
| Weitere Bilder                          | Denkmal für die Gefallenen des Ersten Weltkrieges | Sachsenweg 3 (bei) (Karte)                                                           | nach 1918 (Kriegerdenkmal)         | ortsgeschichtlich von Bedeutung. Zum Gedenken an die Gefallenen von der Gemeinde Hirschberg gestiftet, Steinsockel mit Namensplatte, darauf gekappter Obelisk, mit Schrift, Helm. | 09205438 |
| Direkt Bild zu diesem Denkmal hochladen | Wohnhaus in offener Bebauung | Sandweg 1 (Karte)                                                                    | um 1930                            | original erhaltener, schlichter Putzbau mit Einfluss der Sachlichkeit, baukünstlerisch von Bedeutung. Zweigeschossig, Walmdach. | 09205309 |
| Direkt Bild zu diesem Denkmal hochladen | Gedenkstein für Hermann Kretzschmar | Saydaer Straße (Karte)                                                               | nach 1924                          | roh belassener Stein, zur Erinnerung an den in Olbernhau geborenen Musikwissenschaftler Hermann Kretzschmar (1848–1924), ortsgeschichtlich von Bedeutung. | 09205402 |
| Direkt Bild zu diesem Denkmal hochladen | Wohnhaus in offener Bebauung | Schlachthofstraße 10 (Karte)                                                         | um 1900                            | fein gegliederter Klinkerbau, ehemals zum Schlachthofgelände gehörig, baugeschichtlich und ortsgeschichtlich von Bedeutung. Zweigeschossig, Walmdach, Dachhäuschen, Segmentbogenfenster im Erdgeschoss und Obergeschoss, gelber Klinker mit grünem Klinker gegliedert, Zierfachwerk im Giebel. | 09205175 |
| Direkt Bild zu diesem Denkmal hochladen | Wohnstallhaus eines Bauernhofes | Stadtgutweg 5 (Karte)                                                                | 2. Hälfte 18. Jh.                  | ländliches Wohnhaus mit erhaltenem Fachwerkobergeschoss, baugeschichtlich und womöglich ortsgeschichtlich interessant. Zweigeschossig, Satteldach (verschiefert), Erdgeschoss massiv mit einigen Überformungen. | 09205292 |
|                                         | Mietshaus in offener Bebauung | Tempelweg 2 (Karte)                                                                  | um 1900                            | repräsentativ und aufwändig gestalteter Putzbau mit zwei markanten Türmchen zur Flöha, städtebauliche und baugeschichtliche Bedeutung. Zweigeschossig, gestalterische Betonung der Mittelachse, Zwillingsfenster mit Mittelstreben, Dachhäuschen. | 09205280 |
| Direkt Bild zu diesem Denkmal hochladen | Wohnhaus in offener Bebauung | Tempelweg 21 (Karte)                                                                 | um 1900                            | eingeschossiger Bau mit straßenbildprägendem Sprenggiebel, baugeschichtlich von Bedeutung. Eingeschossig, originale Fenstergewände. | 09205282 |
| Direkt Bild zu diesem Denkmal hochladen | Wohnhaus in offener Bebauung | Tempelweg 23 (Karte)                                                                 | um 1900                            | Bau mit Putz-Klinker-Fassade, zahlreiche originale Baudetails, straßenbildprägender gesprengter Giebel, baugeschichtlich von Bedeutung. Zweigeschossig, Erdgeschoss verputzt, Obergeschoss verklinkert. | 09205405 |
| Direkt Bild zu diesem Denkmal hochladen | Wohnhaus in offener Bebauung und Einfriedung | Tempelweg 25 (Karte)                                                                 | um 1890                            | fein gegliederter Gründerzeitbau mit weitgehend originaler Putzhaut und hölzernem Ziergiebel, baugeschichtlich von Bedeutung. Zweigeschossig, betonter Mittelrisalit, originale Fenstergewände. | 09205404 |
| Direkt Bild zu diesem Denkmal hochladen | Wohnhaus in offener Bebauung und Einfriedung | Tempelweg 33 (Karte)                                                                 | um 1890                            | zweigeschossiger fein gegliederter Gründerzeitbau mit Dacherker und Dachhäuschen, baugeschichtliche Bedeutung. | 09205407 |
| Direkt Bild zu diesem Denkmal hochladen | Wohnhaus in offener Bebauung | Tempelweg 37 (Karte)                                                                 | 1935/1936                          | zeittypischer Putzbau der Zeit um 1930, Einflüsse der Sachlichkeit, baugeschichtlich von Bedeutung. | 09205413 |
| Direkt Bild zu diesem Denkmal hochladen | Wohnhaus (mit Anbau) in offener Bebauung sowie Einfriedung | Thomas-Mann-Straße 6 (Karte)                                                         | um 1915                            | qualitätvoller, zeittypischer Putzbau, ehemals vermutlich Fabrikantenvilla, baugeschichtlich von Bedeutung. Zweigeschossig, Dacherker, Gliederung mit Putzspiegeln und Lisenen. | 09205416 |
| Direkt Bild zu diesem Denkmal hochladen | Doppelmietshaus in offener Bebauung | Thomas-Mann-Straße 26; 28 (Karte)                                                    | um 1925                            | expressionistische Formanklänge, baugeschichtliche Bedeutung. Dreigeschossig, zwei prägende Dacherker. | 09205417 |
| Direkt Bild zu diesem Denkmal hochladen | Mietshaus in offener Bebauung und Einfriedung | Töpfergasse 2 (Karte)                                                                | um 1880                            | qualitätvoller Putzbau mit originalen Baudetails, baugeschichtlich von Bedeutung. Zweigeschossig, originale Fenster- und Türgewände, alte Tür, Dachhäuschen. | 09205256 |
| Direkt Bild zu diesem Denkmal hochladen | Wohnhaus in offener Bebauung | Töpfergasse 12 (Karte)                                                               | 2. Hälfte 19. Jh.                  | Wohnhaus in offener Bebauung; einfaches Gebäude in ländlicher Holzbauweise, baugeschichtlich relevant. | 09205399 |
| Direkt Bild zu diesem Denkmal hochladen | Nebengebäude eines Wohnhauses | Töpfergasse 44 (Karte)                                                               | 2. Hälfte 18. Jh.                  | authentische Holzkonstruktion, Alterswert und exemplarischer Wert, baugeschichtlich von Bedeutung. Steinerner Sockel, Fachwerk mit Holz verkleidet. | 09205398 |
| Direkt Bild zu diesem Denkmal hochladen | Wohnhaus in offener Bebauung, ehemalige Töpferei | Töpfergasse 47 (Karte)                                                               | 18. Jh.                            | ortsgeschichtlich bedeutsames Gebäude als alte Töpferei, interessante Reliefs an der Fassade (Adler-Relief über der Tür, Rosettentonrelief trennt Erd- und Obergeschoss), baugeschichtliche, ortsgeschichtliche und künstlerische Bedeutung. Zweigeschossig, Satteldach mit Hecht, schönes Eingangsportal mit Adlerrelief und Dreiecksverdachung. | 09205273 |
| Direkt Bild zu diesem Denkmal hochladen | Wohnhaus in offener Bebauung, mit angebauter Scheune und Schuppen im Hof | Töpfergasse 52 (Karte)                                                               | im Kern 18. Jh.                    | ländliches Wohnhaus mit straßenbildprägendem Fachwerkobergeschoss, Teile des Türstocks noch erhalten, als ehemalige Töpferei von baugeschichtlichem und ortsgeschichtlichem Interesse. Zweigeschossig, Erdgeschoss massiv, Satteldach, traufständig, Schuppen und Nebengebäude verbrettert. | 09205272 |
| Direkt Bild zu diesem Denkmal hochladen | Wohnhaus in offener Bebauung | Töpfergasse 60 (Karte)                                                               | Mitte 19. Jh.                      | Wohnhaus in offener Bebauung; ländliche Bauweise, baugeschichtliche Relevanz. | 09205271 |
| Direkt Bild zu diesem Denkmal hochladen | Wohnhaus in offener Bebauung | Töpfergasse 72 (Karte)                                                               | um 1800                            | ländliches Wohnhaus mit intaktem Fachwerkobergeschoss und markantem Krüppelwalmdach, baugeschichtlich von Bedeutung. Zweigeschossig, Erdgeschoss verändert, späterer Anbau. | 09205217 |
| Direkt Bild zu diesem Denkmal hochladen | Wohnhaus in offener Bebauung | Töpfergasse 74 (Karte)                                                               | 1. Hälfte 19. Jh.                  | ländliches Wohnhaus mit intaktem Fachwerkobergeschoss und Porphyrportal (verbrettert und verschiefert), noch baugeschichtliche Bedeutung. Wohnhaus: zweigeschossig, Schopfwalmdach, traufständig, Schieferdeckung. | 09205220 |
| Direkt Bild zu diesem Denkmal hochladen | Wohnhaus in offener Bebauung (ehemals Wohnhaus mit Fabrik) | Treibe 5 (Karte)                                                                     | bez. 1670                          | prächtiger Wohnhausbau in authentischem Erhaltungszustand, straßenbildprägend, intaktes Fachwerkobergeschoss, markantes Krüppelwalmdach, Segmentbogenportal mit Schlussstein, bauhistorisch bedeutsam. Zweigeschossig, Erdgeschoss massiv, von 1761 bis 1875 stellte Familie Bilz in diesem Gebäude Kunstfarben her, anschließend befand sich dort der Spielwarenverlag Carl Nötzel. | 09205141 |
| Direkt Bild zu diesem Denkmal hochladen | Wohnhaus und Fabrik in offener Bebauung | Treibe 9 (Karte)                                                                     | um 1890                            | interessante bauliche Einheit von repräsentativem Wohnhaus und sich anschließender Fabrik, baugeschichtlich und ortsgeschichtlich von Bedeutung. Zweigeschossig, Wohnhaus mit gestalterisch auffälliger hölzerner Veranda, sich daran anschließende ehemalige Fabrik mit Segmentbogenabschlüssen der Fenster aus gelbem Klinker. | 09205201 |
| Direkt Bild zu diesem Denkmal hochladen | Wohnhaus in geschlossener Bebauung | Turnerstraße 4 (Karte)                                                               | Ende 19. Jh.                       | schlichter, weitgehend originaler Putzbau, Teil des geschlossen erhaltenen baulichen Ensembles der Turnerstraße, baugeschichtlich und städtebaulich von Bedeutung. Zweigeschossig, Seitenrisalite, zwei Dacherker, zum Teil originale Fenster. | 09205381 |
| Direkt Bild zu diesem Denkmal hochladen | Wohnhaus in geschlossener Bebauung | Turnerstraße 6 (Karte)                                                               | Ende 19. Jh.                       | schlichter, weitgehend originaler Putzbau, Teil des geschlossen erhaltenen baulichen Ensembles der Turnerstraße, baugeschichtlich und städtebaulich von Bedeutung. Zweigeschossig, zum Teil originale Putzhaut, leichter Mittelrisalit. | 08956353 |
| Direkt Bild zu diesem Denkmal hochladen | Wohnhaus in geschlossener Bebauung | Turnerstraße 8 (Karte)                                                               | Ende 19. Jh.                       | schlichter, weitgehend originaler Putzbau, Teil des geschlossen erhaltenen baulichen Ensembles der Turnerstraße, baugeschichtlich und städtebaulich von Bedeutung. Zweigeschossig, Betonung der Ecken, Ecklage gestalterisch aufgreifend. | 08956352 |
| Direkt Bild zu diesem Denkmal hochladen | Wohnhaus in offener Bebauung | Unterer Flöhaweg 7 (Karte)                                                           | um 1930                            | original erhaltenes Holzhaus, möglicherweise Hellerau-Haus von ca. 1930, besondere baugeschichtliche Bedeutung. Zweigeschossig, Querverbretterung, Schieferdach. | 09205130 |
| Direkt Bild zu diesem Denkmal hochladen | Wohnhaus eines Bauernhofes | Verlängerter Dörfelweg 22 (Karte)                                                    | 1. Hälfte 19. Jh.                  | exponierte Lage, vermutlich intaktes Fachwerkobergeschoss (verkleidet), massives Untergeschoss mit Segmentbogenportal, u. a. baugeschichtliche Bedeutung, zweigeschossig. | 09205153 |
| Direkt Bild zu diesem Denkmal hochladen | Denkmal für die Gefallenen des Ersten Weltkrieges | Waldrand (Karte)                                                                     | nach 1918                          | großer Pfeiler, aus Steinblöcken errichtet, mit bronzenen Platten und Inschrift, ortsgeschichtlich von Bedeutung. Links und rechts der Steinstele sind je eine steinerne Bank aufgestellt, vor der Stele Bepflanzung, Inschrift: „Geboren aus deutschem Leid, mahn ich zur Einigkeit / Zum Gedächtnis ihrer im Weltkrieg 1914–1918 gefallenen, vermißten und gestorbenen Söhne / Gemeinde Niederneuschönberg“ | 09205218 |
| Direkt Bild zu diesem Denkmal hochladen | Wohnstallhaus und Scheune eines Bauernhofes | Wernsdorfer Straße 16 (Karte)                                                        | 2. Hälfte 18. Jh.                  | alte Ortslage Reukersdorf, ländliche Gebäude in originalem Zustand, Ensemble liegt landschaftsprägend auf der Anhöhe, baugeschichtlich von Bedeutung. Wohnstallhaus: zweigeschossig, Satteldach mit Schiefer, kaum Veränderungen, Fachwerk im Giebel und im Obergeschoss der Giebelseite, Scheune vermutlich jünger. | 09205202 |
| Direkt Bild zu diesem Denkmal hochladen | Friedhofskapelle | Wettinweg 1 (Karte)                                                                  | um 1870                            | alte Ortslage Hirschberg, kleine, schön gestaltete Kapelle mit ortsbildprägendem Dachreiter, baugeschichtlich und ortsgeschichtlich von Bedeutung. Eingeschossig, annähernd quadratischer Grundriss, flaches Walmdach bekrönt von kupfergedecktem Dachreiter, Rundbogentür und -fenster, auf Friedhof: alte Linde, zum Teil alte Gräber. | 09205430 |
| Direkt Bild zu diesem Denkmal hochladen | Wohnhaus | Willy-Flößner-Weg 5 (Karte)                                                          | 2. Hälfte 18. Jh.                  | alte Ortslage Reukersdorf, original erhaltenes ländliches Wohnhaus mit intaktem Fachwerkobergeschoss, ortsbildprägend, baugeschichtlich von Bedeutung. Erdgeschoss im Grundriss verändert, Haustür versetzt, im Obergeschoss aber durchgehend Fachwerk, zweiriegelig und mit Streben, Satteldach schiefergedeckt, ohne Ausbauten. Der hochgradig ursprüngliche Dachstuhl einfach stehend, Windrispen im Sparrenbereich, alte Holzverbindungen (Verblattungen, Holznägel etc.). | 09205198 |
| Direkt Bild zu diesem Denkmal hochladen | Wohnhaus mit Seitengebäude | Zechenweg 11 (Karte)                                                                 | 2. Hälfte 18. Jh                   | ländliches Wohnhaus mit Obergeschoss in Fachwerk (verkleidet), baugeschichtliche Bedeutung. Zweigeschossig, Satteldach, Erdgeschoss massiv, Dachausbau später (möglicherweise 1930er Jahre). | 09205444 |
| Direkt Bild zu diesem Denkmal hochladen | Gedenkstein | Zöblitzer Straße (Karte)                                                             | nach 1945                          | ortshistorisch bedeutsamer Stein zum Gedenken an Hugo Franz, ortsgeschichtlich von Bedeutung. Stein erinnert an den Kommunisten Hugo Franz, der im KZ Neuengamme ermordet wurde. | 09205426 |
| Weitere Bilder                          | Gerichtsgebäude in Ecklage | Zöblitzer Straße 2 (Karte)                                                           | 1893–1895                          | repräsentativer Klinkerbau in städetbaulich wichtiger Lage mit baugeschichtlicher Bedeutung, als Amtsgericht von ortsgeschichtlicher Bedeutung. Zweigeschossig, Ecklage gestalterisch betonend, aufwändiges Eingangsportal mit Wappen, roter Klinker mit Einlassungen in Sandstein: Gewände, Verdachungen, Dachhäuschen. | 09205285 |
| Direkt Bild zu diesem Denkmal hochladen | Wohnmühlenhaus einer ehemaligen Mühle | Zöblitzer Straße 3 (Karte)                                                           | um 1700                            | Putzbau mit imposantem Walmdach, Segmentbogenportal erhalten, als ehemaliges Mühlengebäude von baugeschichtlicher und ortsgeschichtlicher Bedeutung. Zweigeschossig, Walmdach verschiefert, Backsteinmauerwerk, schönes, sandsteinernes Segmentbogenportal. | 09205164 |
| Direkt Bild zu diesem Denkmal hochladen | Jagdhaus (Einzeldenkmal zu ID-Nr. 09302211) | Zöblitzer Straße 3 (neben) (Karte)                                                   | 1625 (Jagdhaus)                    | Einzeldenkmal der Sachgesamtheit Rittergut Olbernhau: Jagdhaus (Sachgesamtheit ID-Nr. 09302211); interessantes Gebäude in Fachwerkkonstruktion, baugeschichtlich und ortsgeschichtlich von Bedeutung. | 09205112 |
| Direkt Bild zu diesem Denkmal hochladen | Wohnhaus in offener Bebauung | Zöblitzer Straße 11 (Karte)                                                          | um 1870                            | frühhistoristischer Putzbau von baugeschichtlicher Relevanz, typisch für die Zöblitzer Straße, in der sich Gewerbebetriebe im 19. Jahrhundert zahlreich ansiedelten. Zweigeschossig, Erdgeschoss Segmentbogenfenster, Obergeschoss mit Verdachungen der Fenster aufgewertet. | 09205167 |
| Direkt Bild zu diesem Denkmal hochladen | Wohnhaus in halboffener Bebauung | Zöblitzer Straße 12 (Karte)                                                          | um 1880                            | qualitätvoll gestalteter gründerzeitlicher Putzbau, baugeschichtlich und städtebaulich von Bedeutung. Zweigeschossig, Dacherker, Dachhäuschen, Putznutung im Erdgeschoss wieder hergestellt. | 09205171 |
| Direkt Bild zu diesem Denkmal hochladen | Wohnhaus in offener Bebauung | Zöblitzer Straße 13 (Karte)                                                          | um 1890                            | Wohnhaus in offener Bebauung; frühhistoristischer Putzbau von baugeschichtlichem Interesse. | 09205168 |
| Direkt Bild zu diesem Denkmal hochladen | Wohnhaus in halboffener Bebauung | Zöblitzer Straße 14 (Karte)                                                          | um 1870                            | typischer Putzbau der Zeit um 1870 für Olbernhau, u. a. baugeschichtliche Bedeutung. Zweigeschossig, Gurtgesims trennt optisch die Geschosse, dreiecksgegiebelter Dacherker, Gaupen. | 09205170 |
| Direkt Bild zu diesem Denkmal hochladen | Wohnhaus und Einfriedung | Zöblitzer Straße 15 (Karte)                                                          | um 1880                            | baugeschichtlich relevanter, villenartiger Putzbau, möglicherweise ursprünglich als Fabrikantenvilla errichtet. Zweigeschossig, Putznutung, klassizistische Fensterverdachungen. | 09205169 |
| Direkt Bild zu diesem Denkmal hochladen | Mietshaus in halboffener Bebauung | Zöblitzer Straße 25 (Karte)                                                          | Vor 1920                           | Hälfte eines Doppelhauses im zeittypischen Reformstil, baugeschichtlich von Bedeutung. Das Mietshaus in halboffener Bebauung wurde als linke Hälfte eines Doppelhauses im zeittypischen Reformstil errichtet (Bauausführung: Drechsel/Olbernhau). Eigentümer waren der Schmiedemeister Max Grießig, der bereits 1885 im angrenzenden Hof eine Schmiede errichten ließ, sowie später Paul Heinitz. Letzterer war Holzwaren-Verleger für Erzgebirgische Holzwaren, insbesondere für Haus- und Küchengeräte. In seinem Firmenkatalog von 1920 ist das in Rede stehende Gebäude auf dem Briefkopf abgebildet. Im Gegensatz zu seinem Nachbargebäude Zöblitzer Straße 25a, das aus gleicher Hand stammt, blieb die gesamte Kubatur sowie die Fassadengliederung einschließlich der originalen Putzstruktur nahezu unverändert erhalten. Lediglich das ursprüngliche Korbbogenfenster im Erdgeschoss wurde zu einem liegenden Rechteckfenster verkleinert. Der qualitätvolle zweigeschossige Putzbau mit nordöstlich abgewalmtem Mansarddach (teils Schieferdeckung, teils Dachpappe) steht auf einem Natursteinsockel aus Zyklopenmauerwerk (Rochlitzer Porphyrtuff), dessen warme Violett- und Rottöne einen dezenten Kontrast zur Putzfassade bilden. Diese ist vertikal in sechs Fensterachsen gegliedert. Die senkrechten Achsen setzen sich am Mittelrisalit und dem Zwerchhaus fort, das im Obergeschoss leicht hervorkragt. Der Zwerchgiebel wird durch ein aufgeputztes Zierfachwerk betont. Unmittelbar daneben befindet sich ein schöner Dreieckserker, bekrönt von einer sechsteiligen Welschen Haube. Damit wird die ansonsten strenge Symmetrie der Fassade aufgebrochen und die Dachlandschaft belebt. Die Straßenfassade schmücken bossierte gerade Sandsteinstürze der Rechteckfenster, vorstehende Sohlbänke und das stark profilierte Traufgesims ebenso wie die zurückhaltenden, aber gelungenen Putzstrukturen mit Jugendstilanklängen. So ist im ersten Obergeschoss die obere Hälfte durch Rauputz vom unterhalb verwendeten Glattputz abgesetzt. Im Inneren blieb das originale Treppenhaus erhalten (mit floral gestaltetem schmiedeeisernen Geländer, Terrazzofußböden, originalen Eingangs- und Zimmertüren). Als Bestandteil der homogen gestalteten Häuserzeilen an der Zöblitzer Straße bildet das Mietshaus gemeinsam mit den bereits in der Kulturdenkmalliste erfassten Mietshäusern Nr. 28 und 30 eine straßenbildprägende Einheit. Da weitgehend der bauzeitliche Zustand bewahrt wurde, besitzt das Gebäude im Reformstil einen baugeschichtlichen Wert. | 09307547 |
| Direkt Bild zu diesem Denkmal hochladen | Mietshaus in halboffener Bebauung | Zöblitzer Straße 28a (Karte)                                                         | um 1900                            | qualitätvoller Putzbau als Teil eines Doppelhauses mit originalen Gliederungselementen, straßenbildprägend im Ensemble mit Nummer 30, baugeschichtlich von Bedeutung. Zweigeschossig, schöne Dacherker. | 09205401 |
| Direkt Bild zu diesem Denkmal hochladen | Mietshaus in halboffener Bebauung | Zöblitzer Straße 30 (Karte)                                                          | um 1900                            | qualitätvoller Putzbau als Teil eines Doppelhauses mit originalen Gliederungselementen, straßenbildprägend im Ensemble mit Nummer 28a, baugeschichtlich von Bedeutung. Zweigeschossig, schöner Dacherker, abwechslungsreiche Fenstergewände und -verdachungen. | 09205183 |
| Direkt Bild zu diesem Denkmal hochladen | Wohnhaus in offener Bebauung | Zöblitzer Straße 32 (Karte)                                                          | 1831                               | eingeschossiger Putzbau mit Fachwerkgiebel und schönem Segmentbogenportal, straßenbildprägend durch hohes Krüppelwalmdach, von baugeschichtlichem Interesse, von ortsgeschichtlicher Bedeutung als wieder errichtetes Büchsenmacherhaus, welches 1710 erbaut wurde und 1831 abbrannte. Eingeschossig, traufständig, Fachwerk im Giebel. | 09205182 |
| Direkt Bild zu diesem Denkmal hochladen | Sachgesamtheit Friedhofskapelle und Friedhof Olbernhau mit mehreren Einzeldenkmalen | Zöblitzer Straße 42 (Karte)                                                          | 1886 (Weihe des Friedhofs)         | Sachgesamtheit Friedhofskapelle und Friedhof Olbernhau mit folgenden Einzeldenkmalen: Friedhofskapelle, Aufbahrungshalle und neun Grabanlagen (Einzeldenkmale ID-Nr. 09205229) sowie Friedhofsgestaltung mit Allee und Großbäumen (Gartendenkmal) – ortsgeschichtliche und baugeschichtliche Bedeutung. Friedhofsgestaltung (Gartendenkmal): Friedhofskapelle mit sechs Begleitbäumen, Lindenallee zwischen Eingang und Aufbahrungshalle. | 09306185 |
| Direkt Bild zu diesem Denkmal hochladen | Friedhofskapelle mit Aufbahrungshalle (Einzeldenkmale zu ID-Nr. 09306185) | Zöblitzer Straße 42 (Karte)                                                          | Ende 19. Jh.                       | Einzeldenkmale der Sachgesamtheit Friedhofskapelle und Friedhof Olbernhau: Friedhofskapelle, Aufbahrungshalle und neun Grabanlagen – ortsgeschichtliche und baugeschichtliche Bedeutung. | 09205229 |
| Weitere Bilder                          | Meilenstein | Zollstraße (Karte)                                                                   | 19. Jh. (Meilenstein)              | stark verwitterter Sandstein; später zum Kilometerstein umgearbeitet, alte Ortslage Hirschberg, kleiner, oben abgerundeter Stein, verkehrsgeschichtlich von Bedeutung. | 09205224 |
| Direkt Bild zu diesem Denkmal hochladen | Hotel in offener Bebauung | Zollstraße 37 (Karte)                                                                | um 1890                            | aufwändig gestalteter, gründerzeitlicher Klinker-Putzbau von ortsgeschichtlicher und baugeschichtlicher Relevanz. Zweigeschossig, Erdgeschoss verputzt und genutet, Obergeschoss roter Klinker, mit hellen Elementen abgesetzt. | 09205440 |

## Blumenau
| Bild                                    | Bezeichnung                                                                   | Lage                          | Datierung                  | Beschreibung | ID       |
| --------------------------------------- | ----------------------------------------------------------------------------- | ----------------------------- | -------------------------- | --- | -------- |
| Direkt Bild zu diesem Denkmal hochladen | Denkmal für die Gefallenen des Ersten Weltkrieges                             | Blumenauer Bergrücken (Karte) | um 1930 (Kriegerdenkmal)   | ortsgeschichtlich von Bedeutung. Stele aus Naturstein, mit Gedenkplatten, bekrönt von einem Kreuz, mit Gedenkplatte für die Opfer des Zweiten Weltkrieges. | 08956380 |
| Direkt Bild zu diesem Denkmal hochladen | Villa                                                                         | Hauptstraße 12 (Karte)        | um 1920                    | qualitätvoller Putzbau, interessante Baudetails wie ein Erker mit Kupferdeckung, vor allem baugeschichtliche Bedeutung. Rustikaler Sockel, zweigeschossig, Walmdach. | 09205101 |
| Direkt Bild zu diesem Denkmal hochladen | Wohnhaus in offener Bebauung                                                  | Hauptstraße 35 (Karte)        | um 1850                    | straßenbildprägendes Wohnhaus mit intaktem Fachwerkobergeschoss und -giebel, u. a. baugeschichtliche Bedeutung. Zweigeschossig, Satteldach, Erdgeschoss massiv. | 09205120 |
|                                         | Gemeindeamt                                                                   | Hauptstraße 36 (Karte)        | um 1925                    | zweigeschossiger Putzbau mit expressionistischen Gestaltungselementen und einem markanten Dacherker, baugeschichtlich und ortsgeschichtlich relevant. | 09205119 |
|                                         | Schule                                                                        | Hauptstraße 38 (Karte)        | bez. 1889, Wetterfahne     | zeittypischer Putzbau mit markantem Türmchen mit Uhr und Glocke, ortsgeschichtlich und baugeschichtlich bedeutsam. Zweigeschossig, Erdgeschoss Putzrustika, zentraler Eingang im Mittelrisalit, Walmdach mit stehenden Gaupen. | 09205124 |
| Direkt Bild zu diesem Denkmal hochladen | Wohnhaus in offener Bebauung                                                  | Hauptstraße 42 (Karte)        | um 1850                    | straßenbildprägendes Fachwerkhaus, baugeschichtlich von Bedeutung. Zweigeschossig, Satteldach, Erdgeschoss mit Überformungen. | 09205121 |
| Direkt Bild zu diesem Denkmal hochladen | Wohnstallhaus eines ehemaligen Bauernhofes                                    | Hauptstraße 51 (Karte)        | 2. Hälfte 18. Jh.          | recht authentisches Gebäude mit bildprägendem Fachwerkobergeschoss, von baugeschichtlicher Bedeutung. Zweigeschossig, Erdgeschoss massiv, Satteldach ohne Ausbauten. | 09205113 |
| Direkt Bild zu diesem Denkmal hochladen | Häuslerhaus                                                                   | Hauptstraße 53 (Karte)        | 1700                       | ländliches Wohnhaus mit Fachwerkobergeschoss, mit Kopf- und Fußstreben, aufgrund seines Alters baugeschichtlich und hausgeschichtlich von Bedeutung, straßenbildprägende Wirkung. Zweigeschossig, Satteldach, Erdgeschoss massiv, Giebelseite mit aufgeblatteten Kopf- und Fußstreben. | 09205115 |
| Direkt Bild zu diesem Denkmal hochladen | Scheune und Torbogen                                                          | Hauptstraße 60 (Karte)        | 2. Hälfte 18. Jh.          | Scheune hangseitig Obergeschoss Fachwerk, baugeschichtlich und heimatgeschichtlich von Bedeutung. Scheune: am Hang liegend und zum Tal hin zweigeschossig, dort Obergeschoss Fachwerk, eine Giebelseite verbrettert, steiles Satteldach, zur Straße hin überformt, zwischen Wohnhaus und Scheune gelegener Torbogen mit Korbbogen. | 09205111 |
| Direkt Bild zu diesem Denkmal hochladen | Wohnstallhaus und Scheune eines Zweiseithofes sowie straßenseitige Stützmauer | Hauptstraße 65 (Karte)        | 2. Hälfte 18. Jh.          | bildprägende Hofanlage mit regionaltypischem Wohnstallhaus mit Fachwerkobergeschoss, baugeschichtlich von Bedeutung. Wohnhaus: zweigeschossig, Satteldach, giebelständig, einige Fachwerkständer zerschnitten durch breite Fenster, hölzerne Scheune in L-Form, Stützmauer an der Auffahrt. | 08956378 |
| Direkt Bild zu diesem Denkmal hochladen | Wohnstallhaus und zwei Scheunen eines Dreiseithofes                           | Hauptstraße 69 (Karte)        | um 1800                    | geschlossen erhaltene Hofanlage von straßenbildprägendem Charakter. Wohnhaus: zweigeschossig, Satteldach, Obergeschoss Fachwerk, zwei hölzerne Scheunen. | 08956377 |
| Direkt Bild zu diesem Denkmal hochladen | Wohnhaus                                                                      | Hauptstraße 86 (Karte)        | um 1800                    | eingeschossiger Wohnbau mit Fachwerkgiebel und schiefergedecktem Satteldach, möglicherweise wurde das Gebäude ursprünglich als Schule genutzt, baugeschichtlich und sozialgeschichtlich von Bedeutung. Eingeschossig, späterer Dachhecht. | 09205103 |
| Direkt Bild zu diesem Denkmal hochladen | Fabrikgebäude und Schornstein einer ehemaligen Pappenfabrik                   | Hauptstraße 87 (Karte)        | 1891                       | großer markanter Putzbau, am Ortseingang gelegen, Putzbau mit Gliederungselementen in Klinker, als ehemalige Holzschleiferei und Pappenfabrik Weißflog & Sonntag ortsgeschichtlich bedeutsam. Dreigeschossig, Segmentbogenfenster, Schornstein: quadratischer Sockel mit profiliertem Abschluss, runder Schornstein. | 08956371 |
| Direkt Bild zu diesem Denkmal hochladen | Denkmal für die Gefallenen des Ersten Weltkrieges                             | Kohlhaustraße (Karte)         | nach 1918 (Kriegerdenkmal) | ortsgeschichtlich von Bedeutung. Sockel, Pfeiler mit Pyramidenabschluss, Kreuz, Lorbeer-Relief, Girlanden, Namen d. Gefallenen, Platte fehlt. | 09205110 |
| Direkt Bild zu diesem Denkmal hochladen | Ehemaliges Armenhaus (heute Wohnhaus) in offener Bebauung                     | Kohlhaustraße 20 (Karte)      | 1849                       | kleines massives Wohnhaus mit Schiefer-Satteldach, in seiner Baukubatur und Wandöffnungen original erhalten, baugeschichtlich und ortsgeschichtlich von Bedeutung. Eingeschossig, Giebelverbretterung, leichter Dachüberstand. | 09205108 |
| Direkt Bild zu diesem Denkmal hochladen | Wohnhaus und Scheune eines Gehöfts                                            | Kohlhaustraße 36 (Karte)      | Wappen bez. 1750           | als ehemaliges kurfürstliches Kohlhaus mit Kurwappen bezeichnet 1750 von baugeschichtlicher und ortsgeschichtlicher Bedeutung. Zweigeschossig, Satteldach, einige breite Fenster, Segmentbogen über der Tür, hölzerne Scheune. | 09205106 |
| Direkt Bild zu diesem Denkmal hochladen | Eisenbahnbrücke                                                               | Lochstraße (Karte)            | letztes Viertel 19. Jh.    | im Rundbogen gemauerte Überführung der Bahnlinie, baugeschichtlich und eisenbahngeschichtlich von Bedeutung. | 09205093 |
| Direkt Bild zu diesem Denkmal hochladen | Dampfmaschine und Kesselanlage mit zugehörigem Schornstein                    | Lochstraße 3 (Karte)          | 1924                       | gut erhaltene Maschine der Firma Richard Raupach aus Görlitz, einzig bekannte Maschine mit Flachregler (Kraftübertragung mittels Flachriemen auf danebenstehenden Generator), technikgeschichtlich von Bedeutung. Liegende 200-PS-Einzylindermaschine mit Ventilsteuerung und Achsregler, hergestellt für die Kleiderbügelfabrik Max Richter, Kolbendurchmesser 325 mm, Hub 600 mm, Dampfdruck 13 at. Kesselanlage: Dampfkessel als liegender Heizröhrenkessel mit Schrägrostfeuerung (Gebr. Weissbach, Chemnitz). | 08956370 |

## Dittmannsdorf
| Bild                                    | Bezeichnung | Lage                       | Datierung                  | Beschreibung | ID       |
| --------------------------------------- | --- | -------------------------- | -------------------------- | --- | -------- |
| Direkt Bild zu diesem Denkmal hochladen | Brücke über die Biela | (Karte)                    | 19. Jh.                    | Bruchstein-Bogenbrücke, ortshistorische Bedeutung. Einfach unverputzte Bogenbrücke (Bruchstein) mit radial gestellten Steinen (Tonne). | 09206691 |
| Direkt Bild zu diesem Denkmal hochladen | Teichanlage | (Karte)                    | 19. Jh.                    | bergbaugeschichtlich von Bedeutung. | 09206740 |
| Direkt Bild zu diesem Denkmal hochladen | Kriegerdenkmal für die Gefallenen des Ersten Weltkrieges | (Karte)                    | nach 1918 (Kriegerdenkmal) | expressionistischer Betonkubus mit Inschrift, ortsgeschichtlich von Bedeutung. Quadratischer Postament (Naturstein) nach oben verbreiternde Stele (Beton?), mit Relief und Namensinschrift, stufenförmig ansteigender Abschluss mit Kugel. | 09206696 |
|                                         | Dittmannsdorfer Kunstgraben | (Karte)                    | 19. Jh. (Kunstgraben)      | Kunstgraben; mit Bedeutung für die Technikgeschichte. | 09206695 |
|                                         | Mortelbacher Rösche | (Karte)                    | 19. Jh.                    | Rösche; bergbaugeschichtlich von Bedeutung. | 09206741 |
| Direkt Bild zu diesem Denkmal hochladen | Wohnstallhaus | Am Berg 6 (Karte)          | Mitte 19. Jh.              | Obergeschoss Fachwerk, in straßenbildprägender Lage am Hang, einfache ländliche Architektur, baugeschichtlich von Bedeutung. Zwei Geschosse, Erdgeschoss massiv und verputzt, Obergeschoss Fachwerk mit neuem Putz, giebelseitig verschiefert, Satteldach. | 09206693 |
|                                         | Wohnstallhaus eines Bauernhofes | Am Kunstgraben 2 (Karte)   | Anfang 19. Jh.             | in weitgehend unveränderter Originalsubstanz, Obergeschoss Fachwerk, zeittypisches Beispiel ländlicher Architektur, baugeschichtlich von Bedeutung. Zwei Geschosse, Erdgeschoss massiv, Fassadenaufteilung erhalten und kaum verändert, (Ziegelmauerwerk verputzt), Obergeschoss Fachwerk, giebelseitig verschiefert, hohes Satteldach. | 09206694 |
|                                         | Sachgesamtheitsbestandteil der Revierwasserlaufanstalt im Ortsteil Dittmannsdorf mit Einzeldenkmalen | Am Teich (Karte)           | 16.–18. Jh.                | Sachgesamtheitsbestandteil der Revierwasserlaufanstalt im Ortsteil Dittmannsdorf mit den Einzeldenkmalen: Mortelbacher Rösche mit Mundloch und Kunstgraben, Kunstteich einschließlich Teichdamm, Überlauf mit Flutrinne und Brücke, Grundablassstriegelhaus mit Grundablass und Abzugsgraben, Kunstgrabenstriegelhaus mit Striegel sowie elf Grenzsteine, Dittmannsdorfer Kunstgraben einschließlich aller Gewölbebrücken, Dittmannsdorfer Rösche mit zwei Mundlöchern sowie Friedrich-Benno-Stolln II mit Mundloch (Einzeldenkmale ID-Nr. 09205473) – landschaftsbildprägende Bestandteile eines umfangreichen Systems der bergmännischen Wasserwirtschaft zur Versorgung des Freiberger Bergbaus mit Aufschlagwasser, bergbaugeschichtlich und ortsgeschichtlich von besonderer Bedeutung (Sachgesamtheit ID-Nr. 08991218, Großhartmannsdorf). | 09306333 |
| Weitere Bilder                          | Mortelbacher Rösche mit Mundloch und Kunstgraben, Kunstteich einschl. Teichdamm, Grundablassstriegelhaus, Kunstgrabenstriegelhaus, Dittmannsdorfer Kunstgraben, Dittmannsdorfer Rösche (Einzeldenkmale zu ID-Nr. 09306333) | Am Teich (Karte)           | 1824–1826                  | Einzeldenkmale der Sachgesamtheit Revierwasserlaufanstalt: Mortelbacher Rösche mit Mundloch und Kunstgraben, Kunstteich einschließlich Teichdamm, Überlauf mit Flutrinne und Brücke, Grundablassstriegelhaus mit Grundablass und Abzugsgraben, Kunstgrabenstriegelhaus mit Striegel sowie elf Grenzsteine, Dittmannsdorfer Kunstgraben einschließlich aller Gewölbebrücken, Dittmannsdorfer Rösche mit zwei Mundlöchern sowie Friedrich-Benno-Stolln II mit Mundloch – landschaftsbildprägende Bestandteile eines umfangreichen Systems der bergmännischen Wasserwirtschaft zur Versorgung des Freiberger Bergbaus mit Aufschlagwasser, bergbaugeschichtlich und ortsgeschichtlich von besonderer Bedeutung. | 09205473 |
| Direkt Bild zu diesem Denkmal hochladen | Wohnstallhaus, Seitengebäude (mit Kumthalle) und Scheune eines Dreiseithofes | Am Teich 2 (Karte)         | bez. 1883                  | geschlossen erhaltener Bauernhof, Wohnstallhaus stattlicher gründerzeitlicher Putzbau, Wirtschaftsbauten zum Teil in Fachwerkbauweise, baugeschichtlich von Bedeutung und von heimatgeschichtlichem Wert. | 09206686 |
|                                         | Straßenbrücke über die Biela | An der Biela (Karte)       | 19. Jh.                    | Bruchstein-Bogenbrücke, ortshistorische Bedeutung. einfache unverputzte Bogenbrücke (Bruchstein) mit radial gestellten Steinen (Tonne). | 09206690 |
|                                         | Ehemalige Schule | An der Biela 4 (Karte)     | bez. 1853                  | zeittypische Putzfassade, ortsbildprägender Bau mit markantem Dachreiter, baugeschichtliche und ortshistorische Bedeutung. Zwei Geschosse, Walmdach, fünf Achsen, Mittelportal (Sandstein) mit gerader Verdachung, Fenster: Putzfaschen, im Obergeschoss: Dreiergruppe über dem Eingang, altdeutsche Schieferdeckung, Dachreiter über oktogonalem Grundriss mit Laterne und geschwungener Haube. | 09206688 |
| Direkt Bild zu diesem Denkmal hochladen | Häuslerhaus | Dorfstraße 15 (Karte)      | 1. Hälfte 19. Jh.          | Fachwerkwohnhaus von ortsbildprägender und baugeschichtlicher Bedeutung. Zweigeschossig, rechteckiger Grundriss, 2 × 4 Achsen, Erdgeschoss massiv, verputzt, Hauseingang in Mitte der Traufseite, Obergeschoss Fachwerk, gezapfte Streben, zweiriegelig, Satteldach, durch Lage in Talaue und geringe Verbauung prägend für Ortsbild. | 09299715 |
| Direkt Bild zu diesem Denkmal hochladen | Wohnstallhaus eines Bauernhofes | Dresdner Straße 1 (Karte)  | 18. Jh.                    | Obergeschoss Fachwerk, stattliches Gebäude, baugeschichtlich von Bedeutung. | 09305786 |
| Direkt Bild zu diesem Denkmal hochladen | Torbogen eines ehemaligen Vierseithofes | Dresdner Straße 4 (Karte)  | Mitte 19. Jh.              | gemauerte verputzte Toreinfahrt, im Ort selten erhaltenes Beispiel ländlicher Architekturform, baugeschichtlich von Bedeutung. | 09206698 |
| Direkt Bild zu diesem Denkmal hochladen | Auszugshaus und zwei Scheunen eines Vierseithofes | Dresdner Straße 6 (Karte)  | um 1850                    | geschlossenes Ensemble ortstypischer Fachwerkbauten, Zeugnis ländlicher Bau- und Lebensweise, baugeschichtlich von Bedeutung. Wohnstallhaus: zwei Geschosse, Erdgeschoss massiv, verputzt, Obergeschoss, Fachwerk mit Ladeluke, Satteldach, teilweise alte Fenster erhalten Scheune: Zwei Geschosse, Erdgeschoss massiv und verändert, Obergeschoss Fachwerk und verbrettert, Satteldach, Scheune unterkellert, Fachwerk, hölzerner Windfang, Satteldach. | 09206685 |
|                                         | Stallteil sowie gewölbter Hausflur eines ehemaligen Erbgerichts | Dresdner Straße 62 (Karte) | bez. 1850                  | großzügig bemessener Eingangsbereich sowie Stallteil mit dreischiffigem Gewölbe, von baugeschichtlicher Bedeutung. Stallteil mit drei Schiffen, jeweils durch Granitsäulen auf quadratischen Postament getrennt, einfaches Kämpferkapitell, Kreuzgratgewölbe (verputzt), Hausflur ebenfalls gewölbt. | 09206697 |

## Dörnthal
| Bild                                    | Bezeichnung | Lage                                 | Datierung                                 | Beschreibung | ID       |
| --------------------------------------- | --- | ------------------------------------ | ----------------------------------------- | --- | -------- |
|                                         | Sachgesamtheitsbestandteil der Revierwasserlaufanstalt im Ortsteil Dörnthal mit Einzeldenkmalen                                                                | (Karte)                              | 16.–18. Jh.                               | Sachgesamtheitsbestandteil der Revierwasserlaufanstalt im Ortsteil Dörnthal mit den Einzeldenkmalen: Friedrich-Benno-Stolln I mit Mundloch und Abzugsgraben sowie Umgehungsgraben mit Schütz und Abschlag (Einzeldenkmale ID-Nr. 09207089), Dörnthaler Teich einschließlich Teichdamm, drei Striegelhäuser, Überlauf mit Flutergraben, Brücke und Grenzstein sowie Vorsperre (Einzeldenkmale ID-Nr. 09205472), Gedenkstein (Einzeldenkmale ID-Nr. 09207101), Grenzstein (Einzeldenkmale ID-Nr. 09207084), Oberer Dörnthaler Kunstgraben einschließlich Abschlag, aller Schütze, Röschen und Gewölbebrücken (Einzeldenkmale ID-Nr. 09207100) – landschaftsbildprägende Bestandteile eines umfangreichen Systems der bergmännischen Wasserwirtschaft zur Versorgung des Freiberger Bergbaus mit Aufschlagwasser, bergbaugeschichtlich und ortsgeschichtlich von besonderer Bedeutung (Sachgesamtheit ID-Nr. 08991218, Großhartmannsdorf). | 09306332 |
| Weitere Bilder                          | Oberer Dörnthaler Kunstgraben einschl. Abschlag, aller Schütze, Röschen und Gewölbebrücken (Einzeldenkmale zu ID-Nr. 09306332)                                 | (Karte)                              | 1787–1790                                 | Einzeldenkmale der Sachgesamtheit Revierwasserlaufanstalt: Oberer Dörnthaler Kunstgraben einschließlich Abschlag, aller Schütze, Röschen und Gewölbebrücken – landschaftsbildprägende Bestandteile eines umfangreichen Systems der bergmännischen Wasserwirtschaft zur Versorgung des Freiberger Bergbaus mit Aufschlagwasser, bergbaugeschichtlich und ortsgeschichtlich von besonderer Bedeutung. | 09207100 |
|                                         | Einzeldenkmal der Sachgesamtheit Revierwasserlaufanstalt: Gedenkstein (Sachgesamtheit ID-Nr. 09306332)                                                         | (Karte)                              | bez. 1842–1844                            | Gedenkstein für die Errichtung des Dörnthaler Teiches, Bestandteil eines umfangreichen Systems der bergmännischen Wasserwirtschaft zur Versorgung des Freiberger Bergbaus mit Aufschlagwasser, bergbaugeschichtlich und ortsgeschichtlich von besonderer Bedeutung. Mächtiger Natursteinkubus auf Natursteinsockel, nach oben abgerundet, Inschrift: Erbaut unter besonderer Obhut des königlichen Oberbergamtes in den Jahren 1842–1844 durch Oberstollenfactor von Warnsdorff, Kunstmeister Zeller und Obersteiger Schmieder. | 09207101 |
|                                         | Friedrich-Benno-Stolln I mit Mundloch und Abzugsgraben sowie Umgehungsgraben mit Schütz und Abschlag (Einzeldenkmale zu ID-Nr. 09306332)                       | (Karte)                              | 1787–1827                                 | Einzeldenkmale der Sachgesamtheit Revierwasserlaufanstalt: Friedrich-Benno-Stolln I mit Mundloch und Abzugsgraben sowie Umgehungsgraben mit Schütz und Abschlag – landschaftsbildprägende Bestandteile eines umfangreichen Systems der bergmännischen Wasserwirtschaft zur Versorgung des Freiberger Bergbaus mit Aufschlagwasser, bergbaugeschichtlich und ortsgeschichtlich von besonderer Bedeutung. | 09207089 |
|                                         | Kunstteich einschließlich Teichdamm, drei Striegelhäuser, Überlauf mit Flutergraben, Brücke und Grenzstein sowie Vorsperre (Einzeldenkmale zu ID-Nr. 09306332) | (Karte)                              | 1842–1844                                 | Einzeldenkmale der Sachgesamtheit Revierwasserlaufanstalt: Kunstteich einschließlich Teichdamm, drei Striegelhäuser, Überlauf mit Flutergraben, Brücke und Grenzstein sowie Vorsperre – landschaftsbildprägende Bestandteile eines umfangreichen Systems der bergmännischen Wasserwirtschaft zur Versorgung des Freiberger Bergbaus mit Aufschlagwasser, bergbaugeschichtlich und ortsgeschichtlich von besonderer Bedeutung. | 09205472 |
| Weitere Bilder                          | Sachgesamtheit Rittergut Dörnthal mit Einzeldenkmalen | Am Feierabendheim 2; 4; 5; 7 (Karte) | bez. 1788, später überformt (Herrenhaus)  | Sachgesamtheit Rittergut Dörnthal mit den Einzeldenkmalen: ehemaliges Herrenhaus, heute Altenheim, und Einfriedungsmauern südlich und südwestlich des Herrenhauses (Einzeldenkmale ID-Nr. 09207078, Am Feierabendheim 2) und Werkstattgebäude eines ehemaligen Rittergutes (Einzeldenkmale ID-Nr. 09207085, Am Feierabendheim 4), weiterhin mit den Sachgesamtheitsteilen: Mauerreste, Gartenreste und Wirtschafts- und Wohngebäude (Am Feierabendheim 5 und Am Feierabendheim 7, Sachgesamtheitsteile) sowie weitere Nebengebäude – überaus stattliche Anlage, von baugeschichtlicher und ortsgeschichtlicher Bedeutung. | 09302215 |
| Weitere Bilder                          | Ehem. Herrenhaus, heute Altenheim (Einzeldenkmale zu ID-Nr. 09302215)                                                                                          | Am Feierabendheim 2 (Karte)          | bez. 1798–1799, später überformt          | Einzeldenkmale der Sachgesamtheit Rittergut Dörnthal: ehemaliges Herrenhaus, heute Altenheim, und Einfriedungsmauern südlich und südwestlich des Herrenhauses – überaus stattliche Anlage, Herrenhaus barocker Putzbau mit Mansarddach, betont durch Mittelrisalit mit Dreiecksgiebelabschluss, von baugeschichtlicher und ortsgeschichtlicher Bedeutung. Lang gestreckter zweigeschossiger, massiver Bau von 11:3 Achsen, zwei Eingangsbereiche und eine Toreinfahrt als Segmentbögen ausgearbeitet, Mansardwalmdach mit mächtigen Giebelaufbau an der Längsseite mit Zwillingsfenster, Wandöffnungsverhältnis original erhalten, im Inneren Gewölbe erhalten (Kreuzgratgewölbe), Bestandteile der Sachgesamtheit (keine Einzeldenkmale!): Einfriedung aus Bruchstein in verschiedenen Bereichen des Rittergutes sowie Reste des Parkes und der Wirtschaftsgebäude im Bereich der oben genannten Flurstücke.                           | 09207078 |
| Direkt Bild zu diesem Denkmal hochladen | Werkstattgebäude eines ehem. Rittergutes (Einzeldenkmal zu ID-Nr. 09302215)                                                                                    | Am Feierabendheim 4 (Karte)          | 19. Jh.                                   | Einzeldenkmal der Sachgesamtheit Rittergut Dörnthal: Werkstattgebäude eines ehemaligen Rittergutes – Teil des historischen Ensembles, ortsgeschichtlich von Bedeutung. Bruchsteinmauerwerk. | 09207085 |
| Direkt Bild zu diesem Denkmal hochladen | Wohnhaus | Freiberger Straße 15 (Karte)         | 1. Hälfte 19. Jh.                         | eingeschossiger Putzbau, zeit- und landschaftstypisches Gebäude, baugeschichtlich von Bedeutung. Eingeschossiger Bau mit weit heruntergezogenem Satteldach, Giebel verkleidet. | 09207097 |
| Direkt Bild zu diesem Denkmal hochladen | Meilenstein | Freiberger Straße 15 (neben) (Karte) | nach 1858                                 | Halbmeilenstein, verkehrshistorische Bedeutung. Sandsteinkubus auf Sandsteinsockel, nach oben abgerundet, mit Krone. | 09207098 |
| Direkt Bild zu diesem Denkmal hochladen | Wohnhaus, heute Museum | Freiberger Straße 16 (Karte)         | 1831, lt. Auskunft                        | landschaftstypisches Fachwerk-Wohnhaus, mit Tordurchfahrt und Korbbogenportal, ortsbildprägend, baugeschichtlich von Bedeutung. Erdgeschoss massiv, Sandsteingewände, Tür mit Segmentbogen, Rundbogentor mit Schlussstein, Obergeschoss Fachwerk, Giebel verbrettert, Eckquaderung, Satteldach mit Schieferdeckung, originale Tür. | 09207099 |
| Direkt Bild zu diesem Denkmal hochladen | Wohnhaus (ohne Anbauten) eines Bauernhofes | Hauptstraße 1 (Karte)                | 1850                                      | zeit- und landschaftstypischer Putzbau in Hanglage, baugeschichtlich von Bedeutung. Zweigeschossiger, massiver Bau, 7:2 Achsen, originale Fenstergröße erhalten, z. T. Winterfenster erhalten, Krüppelwalmdach mit altdeutscher Schieferdeckung, Steingewände, im Obergeschoss Fensterbänke. | 09207077 |
| Direkt Bild zu diesem Denkmal hochladen | Wohnhaus eines Bauernhofes | Hauptstraße 15 (Karte)               | Mitte 19. Jh.                             | Obergeschoss Fachwerk, zeit- und landschaftstypisches Gebäude in ortsbildprägender Lage, baugeschichtlich von Bedeutung. Erdgeschoss massiv, Obergeschoss Fachwerk sichtbar, Giebel verkleidet, originale Fenstergröße erhalten, Fenster im Giebel leicht vergrößert, Satteldach. | 09207079 |
| Direkt Bild zu diesem Denkmal hochladen | Huthaus (ohne Anbau) | Hauptstraße 18 (Karte)               | 18. Jh.                                   | stattliches Gebäude, gehörte zum Revier-Wasserlauf-System, bergbaugeschichtliche und ortshistorische Bedeutung. Zweigeschossiger verputzter Bau aus Bruchsteinmauerwerk, 6:3 Achsen, Eingangsbereich mit Segmentbogen, Krüppelwalmdach, Giebel verbrettert, Kunstgraben für Wasserversorgung Silberbergbau Freiberg (bis Rothschönberger Stollen), im Wald unterirdisch bis Sayda. | 09207080 |
|                                         | Einzeldenkmal der Sachgesamtheit Revierwasserlaufanstalt: Grenzstein (Sachgesamtheit ID-Nr. 09306332)                                                          | Hauptstraße 18 (bei) (Karte)         | 19. Jh.                                   | Grenzstein der Revierwasserlaufanstalt, Bestandteil eines umfangreichen Systems der bergmännischen Wasserwirtschaft zur Versorgung des Freiberger Bergbaus mit Aufschlagwasser, bergbaugeschichtlich und ortsgeschichtlich von besonderer Bedeutung. Granitplatte oben abgerundet, Inschrift: R.W.A.F. | 09207084 |
| Direkt Bild zu diesem Denkmal hochladen | Wohnhaus (ohne Anbau) | Hauptstraße 24 (Karte)               | 1. Hälfte 19. Jh.                         | Obergeschoss Fachwerk verbrettert, zeit- und landschaftstypisches Gebäude, baugeschichtlich von Bedeutung. Erdgeschoss: massiv, Obergeschoss Fachwerk verbrettert, Giebel Fachwerk verbrettert, originale Fenstergröße erhalten, Satteldach, Windfang. | 09207081 |
|                                         | Straßenbrücke über den Haselbach | Hauptstraße 24 (bei) (Karte)         | 19. Jh.                                   | Steinbogenbrücke mit halbhoher Steinbrüstung, ortsbildprägende und verkehrshistorische Bedeutung. Einbogig, Bogen aus Sandstein. | 09207083 |
|                                         | Ehemalige Schule, heute Wohnhaus | Hauptstraße 31 (Karte)               | bez. 1838                                 | Putzbau mit Dachreiter und alter Kirchenglocke, baugeschichtliche und ortshistorische Bedeutung. Massiver, zweigeschossiger Putzbau mit Krüppelwalmdach mit Dachhäuschen als Dreiecksgiebel ausgebaut, oktogonaler Dachreiter mit Haube und Kirchenglocke, bezeichnet 1838, unterhalb der Uhr im Dreiecksgiebel Inschrift: '„o rex glorie vehi cum pace“' | 09207086 |
| Direkt Bild zu diesem Denkmal hochladen | Wohnstallhaus | Hauptstraße 43 (Karte)               | Anfang 19. Jh. (Wohnstallhaus)            | Obergeschoss Fachwerk, ortsbildprägend, baugeschichtlich von Bedeutung. Wohnstallhaus: Erdgeschoss massiv, Obergeschoss Fachwerk, Giebel verbrettert, originale Fenstergröße erhalten, Satteldach mit Schieferdeckung, Sandsteingewände. | 09207087 |
| Direkt Bild zu diesem Denkmal hochladen | Wohnhaus | Hauptstraße 45 (Karte)               | 18. Jh., mit späterem Anbau               | Fachwerk-Gebäude, altertümliche Konstruktion mit Kopfstreben, von ortsbildprägender und hausgeschichtlicher Bedeutung. Erdgeschoss massiv, Obergeschoss einriegeliges Fachwerk mit Kopfband, Giebel verbrettert, Satteldach. | 09207091 |
| Weitere Bilder                          | Müller-Wohnhaus und anschließendes Mühlengebäude (mit Turm) | Hauptstraße 47 (Karte)               | 1650 erstmals erwähnt                     | Wohnhaus Obergeschoss Fachwerk, ortsbildprägende und ortshistorische Bedeutung. Mühlengebäude: Erdgeschoss massiv, Obergeschoss Fachwerk, Giebel verkleidet, anderer Giebel massiv, Krüppelwalmdach mit Schieferdeckung, Tür im Obergeschoss Fabrikgebäude: zweigeschossiger Putzbau, Erdgeschoss Segmentbogenfenster, mit Drempelgeschoss, 1948 Einbau moderner Maschinen. | 09207088 |
| Direkt Bild zu diesem Denkmal hochladen | Wohnhaus eines Dreiseithofes | Hauptstraße 49 (Karte)               | bez. 1853                                 | stattliches Fachwerk-Bauernhaus, ortsbildprägende Lage, Teil der alten Ortsstruktur, baugeschichtlich von Bedeutung. Erdgeschoss massiv, Obergeschoss Fachwerk, Giebel Fachwerk, 8:4 Achsen, Satteldach, bezeichnet 18 C.O.S. 53 im Türsturz des Sandsteinportals. | 09207090 |
| Direkt Bild zu diesem Denkmal hochladen | Steinbogenbrücke | Hauptstraße 53 (bei) (Karte)         | 19. Jh.                                   | baugeschichtliche und ortshistorische Bedeutung. Steinbogenbrücke aus Sandstein, das überbrückte Gewässer ist allerdings ein zum Haselbach fließender Dorfbach unmittelbar nach einem Abschlag (Braunschütz) des Oberen Dörnthaler Kunstgrabens. | 09207093 |
| Weitere Bilder                          | Mühleneinrichtung einer ehemaligen Mahlmühle | Hauptstraße 55 (Karte)               | 1. Hälfte 20. Jh.                         | größtenteils funktionsfähige technische Anlage, von technikgeschichtlicher Bedeutung. | 09209992 |
| Direkt Bild zu diesem Denkmal hochladen | Häuslerhaus (ohne Anbau) | Hauptstraße 59 (Karte)               | 1. Hälfte 19. Jh.                         | Obergeschoss Fachwerk, Teil der alten Ortsstruktur, baugeschichtlich und sozialgeschichtlich von Bedeutung. Erdgeschoss massiv, Obergeschoss Fachwerk aufgebrettert, Giebel verbrettert, Satteldach. | 09207094 |
| Direkt Bild zu diesem Denkmal hochladen | Wohnhaus, mit Anbau | Hauptstraße 61 (Karte)               | Mitte 19. Jh.                             | Obergeschoss Fachwerk, zeit- und landschaftstypisches Gebäude, baugeschichtlich von Bedeutung. Wohnhaus: Erdgeschoss massiv, Obergeschoss Fachwerk rückwärtig verbrettert, Giebel verkleidet, Giebel Fachwerk, Satteldach, Anbau Erdgeschoss massiv, Obergeschoss Fachwerk verbrettert. | 09207095 |
| Direkt Bild zu diesem Denkmal hochladen | Wohnstallhaus und Scheune eines Dreiseithofes | Hauptstraße 70 (Karte)               | Anfang 19. Jh.                            | Wohnstallhaus Obergeschoss Fachwerk, Scheune verbrettert, Teil der alten Ortsstruktur, baugeschichtlich von Bedeutung. Wohnstallhaus: Erdgeschoss massiv, Obergeschoss Fachwerk und Tür, original erhaltene Fenstergröße, Giebel Fachwerk verbrettert, Satteldach mit Schieferdeckung, Scheune: Holzkonstruktion, Satteldach mit Schieferdeckung. | 09207102 |
| Direkt Bild zu diesem Denkmal hochladen | Wohnhaus, mit Sonnenuhr | Hauptstraße 75 (Karte)               | 18. Jh. oder älter                        | Obergeschoss Fachwerk, weitestgehend original erhaltenes, zeit- und landschaftstypisches Gebäude, bemerkenswerte historische Sonnenuhr, von ortsbildprägender und baugeschichtlicher Bedeutung. Erdgeschoss massiv, Obergeschoss Fachwerk mit Tür, originale Fenstergröße erhalten, originale Tür erhalten, Satteldach mit Schieferdeckung ein Giebel massiv, ein Giebel Fachwerk, Sonnenuhr bezeichnet C.F.D. 1819. | 09207103 |
| Direkt Bild zu diesem Denkmal hochladen | Wohnhaus | Hauptstraße 100 (Karte)              | 1. Hälfte 19. Jh.                         | Obergeschoss Fachwerk verbrettert, zeit- und landschaftstypisches Gebäude, baugeschichtlich von Bedeutung. Erdgeschoss massiv, Obergeschoss Fachwerk verbrettert, beide Giebel Fachwerk verbrettert, z. T. Winterfenster erhalten, Satteldach. | 09207104 |
| Direkt Bild zu diesem Denkmal hochladen | Wohnhaus, mit Anbau | Hauptstraße 134                      | 1669 Dendro                               | ehemaliges Leineweberhaus, Fachwerk-Gebäude, auf Grund der seltenen Fachwerkkonstruktion und des hohen Alters von großer baugeschichtlicher Bedeutung. Zweigeschossig, Wohnhaus 5 × 3 Achsen, 1927 westlicher Anbau, 1928 noch mit Strohdach, Fachwerkobergeschoss: einriegelige Fachwerkkonstruktion mit aufgeblatteten Fuß- und Kopfstreben, mittig V-Strebe an einer Traufseite, Straßengiebelseite mit vorkragendem Giebeldreieck (Konstruktion vermutlich 17. Jh.), Giebelseite (Garten): Fachwerkkonstruktion 19. Jh. mit Eckstreben, Erdgeschoss massiv unterfahren, Wohnstube noch mit profilierter Holzdecke (heute verkleidet) – Fischgrätenmuster. | 09299714 |
| Direkt Bild zu diesem Denkmal hochladen | Ehemaliges Wohnstallhaus eines Zweiseithofes | Hauptstraße 136 (Karte)              | Mitte 19. Jh.                             | Obergeschoss Fachwerk verkleidet, Teil der alten Ortsstruktur, baugeschichtlich von Bedeutung. Erdgeschoss massiv, Obergeschoss Fachwerk verbrettert zur Straße, zum Hof verputzt, Giebel Fachwerk verkleidet. | 09207106 |
| Direkt Bild zu diesem Denkmal hochladen | Pfarrhaus, mit Heiste | Hauptstraße 167 (Karte)              | 1746                                      | das Ortsbild prägender, stattlicher Putzbau mit zwei Korbbogenportalen, ortsgeschichtlich von Bedeutung. Pfarrhaus, 1746 oder um 1800 erbaut. Zweigeschossiger breit gelagerter Massivbau auf längsrechteckigem Grundriss, 10 × 4 Achsen, zwei Eingangstüren mit Stichbogenportalen – eine davon zugesetzt, Haustür zweiflügelige Rahmenfüllungstür, Fenstergewände mit einer Hohlkehle, Abschluss durch Krüppelwalmdach. Eingeschossiger massiver Anbau mit Satteldach. Das Gebäude blieb in sehr gutem Originalzustand erhalten. Es repräsentiert ländliches Bauen im Erzgebirge der Wende zum 19. Jahrhundert in exemplarischer Weise und erlangt somit baugeschichtliche Bedeutung. Als Pfarrhaus kommt diesem Gebäude zudem eine große ortsgeschichtliche Bedeutung zu. | 09247615 |
| Direkt Bild zu diesem Denkmal hochladen | Denkmal für die Gefallenen des Deutsch-Französischen Krieges 1870/71                                                                                           | Hauptstraße 167 (neben) (Karte)      | nach 1871 (Kriegerdenkmal Dt.-Frz. Krieg) | ortshistorische Bedeutung. Sandsteinobelisk auf hohem Sandsteinsockel, Obelisk mit Symbolen: Ehrenkranz mit eisernem Kreuz, zwei sich kreuzende Gewehre, Helm mit zwei sich kreuzenden Dolchen, Sockel mit Inschrift. | 09207113 |
| Direkt Bild zu diesem Denkmal hochladen | Ehemaliges Erbgericht, mit seitlichem Torbogen und Scheune | Hauptstraße 169 (Karte)              | 18. Jh.                                   | lang gestrecktes, überaus stattliches Fachwerk-Gebäude, mit Korbbogenportal, ortsbildprägende, baugeschichtliche und ortshistorische Bedeutung. 13:4 Achsen, Erdgeschoss massiv, Eingangsbereich mit Segmentbogen, Obergeschoss Fachwerk, Giebel teils Fachwerk verbrettert, teils Fachwerk, Krüppelwalmdach mit Dachhäuschen, Torbogen hoher gemauerter Rundbogen. | 09207110 |
| Direkt Bild zu diesem Denkmal hochladen | Wohnstallhaus eines Vierseithofes | Hauptstraße 170 (Karte)              | Mitte 19. Jh.                             | Obergeschoss Fachwerk, ortsbildprägend, baugeschichtlich von Bedeutung. Erdgeschoss massiv, Fenster leicht vergrößert, Obergeschoss Fachwerk, originale Fenstergröße, beide Giebel Fachwerk, z. T. verkleidet | 09207107 |
| Weitere Bilder                          | Sachgesamtheit Wehrkirche und Kirchhof Dörnthal mit mehreren Einzeldenkmalen                                                                                   | Hauptstraße 171 (Karte)              | wohl Ende 13. Jh. begonnen (Kirche)       | Sachgesamtheit Wehrkirche und Kirchhof Dörnthal mit mehreren Einzeldenkmalen Kirche (mit Ausstattung), Einfriedung und Torhaus sowie Denkmal für die Gefallenen des Ersten Weltkrieges (Einzeldenkmale ID-Nr. 09207111) und mit folgenden Sachgesamtheitsteilen: Kirchhof mit Trauerhalle – Saalkirche mit verbrettertem Wehrgang, polygonalem Chor und hohem Dachreiter, eine der bedeutendsten mittelalterlichen Wehrkirchen Sachsens, kunsthistorisch, ortsbildprägend und baugeschichtlich von Bedeutung. | 09207112 |
| Weitere Bilder                          | Wehrkirche (Einzeldenkmale zu ID-Nr. 09207112) | Hauptstraße 171 (Karte)              | wohl Ende 13. Jh. begonnen (Kirche)       | Einzeldenkmale der Sachgesamtheit Wehrkirche und Kirchhof Dörnthal: Kirche (mit Ausstattung), Einfriedung und Torhaus sowie Denkmal für die Gefallenen des Ersten Weltkrieges – Saalkirche mit verbrettertem Wehrgang, polygonalem Chor und hohem Dachreiter, eine der bedeutendsten mittelalterlichen Wehrkirchen Sachsens, kunsthistorisch, ortsbildprägend und baugeschichtlich von Bedeutung. Kriegerdenkmal: Drei ineinandergreifende Holzkreuze, dahinter in der Friedhofsmauer eingelassene Granitplatten mit den Namen der Gefallenen. | 09207111 |
| Direkt Bild zu diesem Denkmal hochladen | Wohnhaus eines Bauernhofes | Hauptstraße 175 (Karte)              | 1. Hälfte 19. Jh.                         | Obergeschoss Fachwerk, Teil der alten Ortsstruktur, baugeschichtlich von Bedeutung. Erdgeschoss massiv, Obergeschoss Fachwerk, Giebel verbrettert, Krüppelwalmdach. | 09207114 |
| Direkt Bild zu diesem Denkmal hochladen | Wohnhaus | Hauptstraße 191 (Karte)              | 1. Hälfte 19. Jh.                         | Obergeschoss Fachwerk verkleidet, ortsbildprägende Lage, baugeschichtlich von Bedeutung. Erdgeschoss massiv, Obergeschoss Fachwerk verbrettert, Giebel verkleidet. | 09207115 |
| Direkt Bild zu diesem Denkmal hochladen | Wohnstallhaus, daran angebautes Seitengebäude und Torbogen eines Vierseithofes                                                                                 | Hauptstraße 204 (Karte)              | 18. Jh. oder älter                        | Wohnstallhaus Obergeschoss Fachwerk, baugeschichtlich von Bedeutung. Wohnstallhaus: Erdgeschoss massiv, Obergeschoss Fachwerk mit Kopfband und Tür, original erhaltene Fenstergröße, Giebel Fachwerk verbrettert. Nebengebäude: eingeschossiger Massivbau, Giebel Fachwerk verbrettert, Satteldach mit Dachausbau, Torbogen: hoher gemauerter Rundbogen. | 09207116 |
| Direkt Bild zu diesem Denkmal hochladen | Wohnstallhaus und Scheune (mit Anbau) eines Bauernhofes | Hauptstraße 212 (Karte)              | Kern 18. Jh.                              | Wohnstallhaus Obergeschoss Fachwerk verkleidet, Scheune verbrettert, zeit- und landschaftstypische Hofanlage, baugeschichtlich von Bedeutung. Wohnstallhaus: Erdgeschoss massiv, z. T. verändert, Obergeschoss Fachwerk verkleidet. Scheune: hakenförmige Holzkonstruktion. | 09207120 |
| Direkt Bild zu diesem Denkmal hochladen | Wohnstallhaus | Hauptstraße 214 (Karte)              | 1. Hälfte 19. Jh.                         | zeit- und landschaftstypisches Fachwerk-Gebäude in ortsbildprägender Lage, baugeschichtlich von Bedeutung. Erdgeschoss massiv, Obergeschoss preußisches Fachwerk verputzt mit Tür, 1 Giebel massiv, rückseitiger Anbau, hakenförmiger Grundriss. | 09207118 |
| Direkt Bild zu diesem Denkmal hochladen | Wohnstallhaus eines ehemaligen Zweiseithofes | Hauptstraße 223 (Karte)              | bez. 1858                                 | Obergeschoss Fachwerk verbrettert, stattliches Gebäude, Teil der alten Ortsstruktur, baugeschichtlich von Bedeutung. Erdgeschoss Bruchsteinmauerwerk verputzt, Obergeschoss und Giebel, Giebel Fachwerk verbrettert, steiles, mächtiges Satteldach, Schlussstein bezeichnet: C.A.L. 1858. | 09207117 |
| Direkt Bild zu diesem Denkmal hochladen | Denkmal für im Ersten Weltkrieg gefallenen Jäger | Kalkweg (Karte)                      | nach 1918                                 | mitten im Wald an einer Wegkreuzung errichtete Steinpyramide mit Inschriftstein, von regionalgeschichtlichem Wert. Kriegerdenkmal für im Ersten Weltkrieg gefallene „Weidgenossen“. Steinpyramide, nach 1918 mitten im Wald an einer Wegkreuzung in Richtung Dörnthal aufgestellt. Daran angebracht Steintafel mit Inschrift: „Den im Weltkriege/ 1914 – 1918/ gefallenen Weidgenossen“. Denkmal in ungewöhnlicher Gestaltung von regionalgeschichtlicher Bedeutung. | 09304403 |

## Hallbach
| Bild                                    | Bezeichnung                                                          | Lage                        | Datierung                       | Beschreibung | ID       |
| --------------------------------------- | -------------------------------------------------------------------- | --------------------------- | ------------------------------- | --- | -------- |
| Direkt Bild zu diesem Denkmal hochladen | Wohnstallhaus eines Bauernhofes                                      | Dorfstraße 24 (Karte)       | um 1850                         | in regionaltypischer Fachwerkbauweise, durch erhöhte Lage und Größe straßenbildprägend, Beispiel für ländliches Bauen und Leben, baugeschichtlich von Bedeutung. Zwei Geschosse, Satteldach, Erdgeschoss massiv und verputzt, aufgeputzte Fenstergewände, Windfang vor der Eingangstür später, Obergeschoss Fachwerk, giebelseitig bis in Obergeschoss verschiefert, Satteldach mit Schieferdeckung, Dachstuhl kaum verändert. | 09206674 |
| Direkt Bild zu diesem Denkmal hochladen | Transformatorenhaus                                                  | Dorfstraße 64 (bei) (Karte) | nach 1900                       | in Fachwerkbauweise, selten erhaltenes ortshistorisch bedeutsames Denkmal der Technikgeschichte. Fachwerkständer mit Kopfbändern, spitz zulaufendes Schieferdach mit kleinem Turmaufbau (schiefergedecktes Zeltdach mit Dachreiter). | 09206671 |
| Direkt Bild zu diesem Denkmal hochladen | Häuslerhaus                                                          | Dorfstraße 89 (Karte)       | um 1850                         | Obergeschoss Fachwerk, typisches Beispiel ländlicher Bauweise, sozialgeschichtlich von Bedeutung. kleines zweigeschossiges Gebäude mit Satteldach, Erdgeschoss massiv und verputzt, Putzfassaden, Tür mit geradem Sturz und Schlussstein, originale Fassadenausbildung, Obergeschoss Fachwerk, giebelseitig verbrettert, Satteldach mit altdeutscher Schieferdeckung, rückwärtiger verbretterter Schuppen angebaut, original: alle alten Fenster, Türe. | 09206676 |
| Direkt Bild zu diesem Denkmal hochladen | Wohnhaus (ohne rückwärtigen Anbau)                                   | Dorfstraße 93 (Karte)       | um 1850                         | Putzfassade in weitgehendem Originalzustand, straßenbildprägend, ortsentwicklungsgeschichtlich von Bedeutung. Zwei Geschosse, vier Achsen, Putzfassade mit Resten von Putzgliederung, Putzfassaden, original: alte Fenster (Winterfenster) und Eingangstür mit Oberlicht, Satteldach mit altdeutscher Schieferdeckung. | 09206677 |
|                                         | Sachgesamtheit Dorfkirche und Kirchhof Hallbach mit Einzeldenkmalen  | Dorfstraße 117 (Karte)      | Anfang 15. Jh. im Kern (Kirche) | Sachgesamtheit Dorfkirche und Kirchhof Hallbach, mit den Einzeldenkmalen: Kirche (mit Ausstattung), Kirchhofseinfriedung, Aufbahrungshalle, Grabmale und zwei Kriegerdenkmale für die Gefallenen des Ersten Weltkrieges und für die Gefallenen des Zweiten Weltkrieges (Einzeldenkmale ID-Nr. 09206672), dazu der Kirchhof (Gartendenkmal) – Saalkirche mit turmartigem Dachreiter, ortsgeschichtlich, ortsbildprägend und baugeschichtlich von Bedeutung. | 09305774 |
|                                         | Dorfkirche und Kirchhof Hallbach (Einzeldenkmale zu ID-Nr. 09305774) | Dorfstraße 117 (Karte)      | Anfang 15. Jh. im Kern          | Einzeldenkmale der Sachgesamtheit Dorfkirche und Kirchhof Hallbach: Kirche (mit Ausstattung), Kirchhofseinfriedung, Leichenhalle, Grabmale und zwei Kriegerdenkmale für die Gefallenen des Ersten Weltkrieges und für die Gefallenen des Zweiten Weltkrieges – Saalkirche mit turmartigem Dachreiter, ortsgeschichtlich, ortsbildprägend und baugeschichtlich von Bedeutung. | 09206672 |
| Direkt Bild zu diesem Denkmal hochladen | Ehemalige Schule                                                     | Dorfstraße 118 (Karte)      | im Kern Ende 18. Jh.            | Putzfassade, einfacher Bau mit hervorgehobener Eingangsgestaltung, straßenbildprägende Wirkung nahe der Kirche, ortshistorische Bedeutung. Zwei Geschosse, Putzfassade, Satteldach, Lage oberhalb der Straße, Fenster mit Putzfaschen, Türgewände aufgeputzt, über dem Türsturz Inschrift und Datierung, gerade Verdachung, Satteldach mit altdeutscher Schieferdeckung. | 09206670 |
| Direkt Bild zu diesem Denkmal hochladen | Sonnenuhr an einem Gebäude                                           | Dorfstraße 122 (Karte)      | Anfang 20. Jh.                  | Meridial-Sonnenuhr im Hof des ehemaligen Erblehngerichtes, kulturgeschichtlich von Bedeutung. rechteckiges Putzfeld mit einfacher Einteilung, Meridial-Sonnenuhr (arabische Ziffern, teilweise unleserliche Buchstaben), im Hof des ehemaligen Erblehngerichtes, in Höhe des 1. Obergeschosses. | 09206669 |
| Direkt Bild zu diesem Denkmal hochladen | Wohnstallhaus und Scheune eines Bauernhofes                          | Hutha 2 (Karte)             | 19. Jh.                         | alte Ortslage Hutha, Wohnstallhaus Obergeschoss Fachwerk, in weitgehendem Originalzustand, landschaftsprägend und baugeschichtlich von Bedeutung. Zwei Geschosse, Erdgeschoss massiv und verputzt, ehemalige Fassadeneinteilung erhalten, Eingangstüre mit Korbbogen, Obergeschoss Fachwerk mit originaler Lehmausfachung, giebelseitig verbrettert, hohes Satteldach, alle alten Fenster erhalten. | 09206679 |
| Direkt Bild zu diesem Denkmal hochladen | Wohnhaus eines Bauernhofes                                           | Siedlung 22 (Karte)         | um 1800                         | Obergeschoss Fachwerk verbrettert, in ortstypischer Baugestalt, durch erhöhte Lage und besondere Größe ortsbildprägend, Beispiel ländlicher Bau- und Lebensweise, baugeschichtlich von Bedeutung. Zwei Geschosse, Satteldach, Erdgeschoss massiv verputztes Bruchsteinmauerwerk mit Fenstergewände (aufgeputzt) in alter Fassadenaufteilung, Eingang mit Segmentbogenabschluss und originaler Holztür mit Oberlicht, Obergeschoss verbrettert, darunter vermutlich Fachwerk, Giebelseitig vollständig verbrettert, Satteldach unverändert, bemerkenswert: gedoppelte Fensterpaare. | 09206675 |

## Haselbach
| Bild                                    | Bezeichnung | Lage                        | Datierung         | Beschreibung | ID       |
| --------------------------------------- | --- | --------------------------- | ----------------- | --- | -------- |
| Direkt Bild zu diesem Denkmal hochladen | Sachgesamtheitsbestandteil der Revierwasserlaufanstalt im Ortsteil Haselbach mit Einzeldenkmalen                        | (Karte)                     | 16.–18. Jh.       | Sachgesamtheitsbestandteil der Revierwasserlaufanstalt im Ortsteil Haselbach mit den Einzeldenkmalen: Oberer Dörnthaler Kunstgraben mit Schütz sowie Haselbacher Rösche einschließlich Mundloch (Einzeldenkmal ID-Nr. 09205474) – landschaftsbildprägende Bestandteile eines umfangreichen Systems der bergmännischen Wasserwirtschaft zur Versorgung des Freiberger Bergbaus mit Aufschlagwasser, bergbaugeschichtlich und ortsgeschichtlich von besonderer Bedeutung (Sachgesamtheit ID-Nr. 08991218, Großhartmannsdorf).                                             | 09306331 |
| Direkt Bild zu diesem Denkmal hochladen | Oberer Dörnthaler Kunstgraben mit Schütz sowie Haselbacher Rösche einschl. Mundloch (Einzeldenkmale zu ID-Nr. 09306331) | (Karte)                     | 1606–1790         | Einzeldenkmale der Sachgesamtheit Revierwasserlaufanstalt: Oberer Dörnthaler Kunstgraben mit Schütz sowie Haselbacher Rösche einschließlich Mundloch – landschaftsbildprägende Bestandteile eines umfangreichen Systems der bergmännischen Wasserwirtschaft zur Versorgung des Freiberger Bergbaus mit Aufschlagwasser, bergbaugeschichtlich und ortsgeschichtlich von besonderer Bedeutung. | 09205474 |
| Direkt Bild zu diesem Denkmal hochladen | Wohnhaus | Dorfstraße 15 (Karte)       | Mitte 19. Jh.     | Obergeschoss Fachwerk, zeit- und landschaftstypisches Gebäude, baugeschichtlich von Bedeutung. | 09305787 |
| Direkt Bild zu diesem Denkmal hochladen | Wohnstallhaus (mit integriertem Scheunenteil)                                                                           | Dorfstraße 22 (Karte)       | um 1800           | Obergeschoss Fachwerk, zeit- und landschaftstypisches Gebäude, baugeschichtlich von Bedeutung. Erdgeschoss massiv, Obergeschoss Fachwerk, Giebel verbrettert, Satteldach. | 09207136 |
| Direkt Bild zu diesem Denkmal hochladen | Wohnstallhaus und Scheune eines Zweiseithofes                                                                           | Dorfstraße 38 (Karte)       | Kern 18. Jh.      | Bauernhaus mit Fachwerk-Obergeschoss und Segmentbogenportal, Scheune verbrettert, landschaftsprägende Hofanlage, baugeschichtlich von Bedeutung. Erdgeschoss massiv, Steingewände, zwei Eingänge mit Segmentbögen und Schlusssteinen, zum Tal Anbau mit Fachwerk, verbrettert mit Schmuckschindeln, Obergeschoss Fachwerk, Giebelseite verbrettert und massiv, Scheune, diese 1/3 Fachwerk, Rest Holzkonstruktion, Dachgaupe, alle Gebäude mit Satteldächern. Anlage mit Hofpflasterung: mehrere geritzte Steine verarbeitet, drei mit Kronen.                          | 09207138 |
|                                         | Wirtschaftsgebäude eines ehemaligen Rittergutes, mit bemerkenswertem dreischiffigen Stall                               | Dorfstraße 49 (Karte)       | um 1800           | baugeschichtlich von Bedeutung. das Wirtschaftsgebäude ist, trotz untypischer Dachdeckung und prekärer Farbgebung, der letzte authentische Rest des ehemaligen Rittergutes (nachdem das Herrenhaus nach Brand 2015 abgebrochen wurde). Besonderheit ist der dreischiffige, kreuzgratgewölbte große Stall mit dorisierenden Säulen. Auch das Kehlbalkendach (liegender Stuhl) ist großteils original. Der Drempel wurde im 19. Jh. mit Bruchstein aufgemauert. Die übrigen verbliebenen drei Seitengebäude im Osten, Norden und Westen der Anlage sind ohne Denkmalwert. | 09207124 |
| Direkt Bild zu diesem Denkmal hochladen | Gasthaus | Dorfstraße 55 (Karte)       | Mitte 19. Jh.     | stattliches Gebäude, Obergeschoss Fachwerk, baugeschichtliche, ortshistorische und ortsbildprägende Bedeutung. Gasthaus: Erdgeschoss massiv, über Eingang flacher Dreiecksgiebel, Obergeschoss Fachwerk, Seite verkleidet, Giebelseite offen mit angebrachten drei Statuetten (Mohren), Walmdach, Obergeschoss Verbundfenster, Rückseite apsisartiger Anbau (Bühne). | 09207123 |
| Direkt Bild zu diesem Denkmal hochladen | Ehemaliges Gasthaus, mit Saalbau                                                                                        | Dorfstraße 58 (Karte)       | Mitte 19. Jh.     | Gasthaus Obergeschoss Fachwerk, Saalgebäude ein Putzbau mit apsisartigem Bühnenanbau, ortsbildprägende und ortshistorische Bedeutung. Erdgeschoss massiv, profilierter Türsturz, Obergeschoss Fachwerk, Giebel verbrettert mit Schmuckschindeln, Satteldach, Saalanbau mit zwei Rundbogenfenstern, apsisartiger Bühnenanbau. | 09207130 |
| Direkt Bild zu diesem Denkmal hochladen | Ehemaliges Gemeindeamt                                                                                                  | Dorfstraße 59 (Karte)       | bez. 1852         | zeittypische Putzfassade, ortshistorische Bedeutung. Zweigeschossiges, massives Gebäude mit Freitreppe, im Erdgeschoss Putznutung, Lisenengliederung der Fassade, Steingewände, im Türsturz bezeichnet „F.G.K. 1852“, 6 Achsen, Eingang mit Segmentbogen, Drempel mit querrechteckigen Öffnungen, im Giebel drei Okuli, Krüppelwalmdach. | 09207126 |
| Direkt Bild zu diesem Denkmal hochladen | Wohnhaus | Dorfstraße 70 (Karte)       | Mitte 19. Jh.     | stattliches, ortsbildprägendes Fachwerk-Gebäude, baugeschichtlich von Bedeutung. Erdgeschoss massiv, Obergeschoss Fachwerk, Krüppelwalmdach, ein Giebel massiv. | 09207128 |
| Direkt Bild zu diesem Denkmal hochladen | Straßenbrücke über dem Haselbach                                                                                        | Dorfstraße 81 (bei) (Karte) | Mitte 19. Jh.     | Steinbogenbrücke, ortsbildprägend und bauhistorische Bedeutung. Einbogige Bruchsteinbrücke, originale Krone erhalten, überasphaltiert und mit modernen Metallgeländern. | 09207121 |
| Direkt Bild zu diesem Denkmal hochladen | Häuslerhaus (mit Anbau)                                                                                                 | Sträucherweg 1 (Karte)      | Anfang 19. Jh.    | landschaftstypischer kleiner Fachwerk-Bau, weitgehend Originalsubstanz, baugeschichtlich von Bedeutung. Erdgeschoss zur Hälfte massiv, darüber Fachwerk verbrettert, andere (linke) Seite Erdgeschoss und Obergeschoss Fachwerk, Satteldach, links Schuppenanbau, Holzkonstruktion. | 09207131 |
| Direkt Bild zu diesem Denkmal hochladen | Wohnhaus | Sträucherweg 5 (Karte)      | Mitte 19. Jh.     | Fachwerk-Gebäude, weitgehend original erhalten, baugeschichtlich von Bedeutung. Erdgeschoss massiv, Obergeschoss Fachwerk, linkes Obergeschoss und Giebel verbrettert, rechts Giebel verbrettert, Satteldach. | 09207133 |
| Direkt Bild zu diesem Denkmal hochladen | Häuslerhaus | Sträucherweg 19 (Karte)     | 2. Hälfte 19. Jh. | Obergeschoss Fachwerk verbrettert, weitgehend Originalsubstanz, baugeschichtlich von Bedeutung. Erdgeschoss massiv, teilweise mit Vorsatz-Winterfenstern, Obergeschoss Fachwerk, verbrettert, Satteldach, ein Giebel massiv. | 09207134 |

## Pfaffroda
| Bild                                    | Bezeichnung                                                                                          | Lage                                                | Datierung           | Beschreibung | ID       |
| --------------------------------------- | --- | --------------------------------------------------- | ------------------- | --- | -------- |
| Direkt Bild zu diesem Denkmal hochladen | Sachgesamtheitsbestandteil der Revierwasserlaufanstalt im Ortsteil Pfaffroda mit den Einzeldenkmalen | (Karte)                                             | 16.–18. Jh.         | Sachgesamtheitsbestandteil der Revierwasserlaufanstalt im Ortsteil Pfaffroda mit den Einzeldenkmalen: Friedrich-Benno-Stolln I mit Mundloch, Kunstgraben und Friedrich-Benno-Stolln II mit Mundloch (Einzeldenkmale ID-Nr. 09206744) – landschaftsbildprägende Bestandteile eines umfangreichen Systems der bergmännischen Wasserwirtschaft zur Versorgung des Freiberger Bergbaus mit Aufschlagwasser, bergbaugeschichtlich und ortsgeschichtlich von besonderer Bedeutung (siehe auch die Sachgesamtheit ID-Nr. 08991218, Großhartmannsdorf). | 09206739 |
| Direkt Bild zu diesem Denkmal hochladen | Friedrich-Benno-Stolln I und II mit Mundloch, Kunstgraben (Einzeldenkmale zu ID-Nr. 09206739)        | (Karte)                                             | 1787–1827           | Einzeldenkmale der Sachgesamtheit Revierwasserlaufanstalt: Friedrich-Benno-Stolln I mit Mundloch, Kunstgraben und Friedrich-Benno-Stolln II mit Mundloch – landschaftsbildprägende Bestandteile eines umfangreichen Systems der bergmännischen Wasserwirtschaft zur Versorgung des Freiberger Bergbaus mit Aufschlagwasser, bergbaugeschichtlich und ortsgeschichtlich von besonderer Bedeutung. | 09206744 |
| Direkt Bild zu diesem Denkmal hochladen | Meilenstein                                                                                          | Alte Poststraße (Karte)                             | nach 1858           | Halbmeilenstein, verkehrsgeschichtlich von Bedeutung. Sandstein behauen, mit rechteckigem Postament und abgerundeten Abschluss. | 09206666 |
| Direkt Bild zu diesem Denkmal hochladen | Mühle und zwei Seitengebäude eines Mühlenanwesens                                                    | Am Schafhübel 1 (Karte)                             | bez. 1758           | in charakteristischer Ortslage befindliches Ensemble mit unveränderter Baugestalt und Originalsubstanz, ortsgeschichtlich von Bedeutung. Mühle: Zwei Geschosse, Putzfassade (Bruchstein-Lehmmauerwerk) im Obergeschoss, Fachwerk verputzt?, hölzerne Traufe, Krüppelwalmdach (Eternitdeckung) mit drei Schleppgaupen, Zuganker, originale Fenster (Winterfenster) Scheune massiv (Bruchstein), Stallteil: Krüppelwalmdach verbrettert, Giebel, späterer Anbau kein Denkmal, bezeichnet 1758 und mit Initialen CHDVS CADV. | 09206657 |
| Weitere Bilder                          | Ehem. Schlosskirche sowie Kirchhofsmauer (Einzeldenkmale zu ID-Nr. 09207160)                         | Am Schloßberg (Karte)                               | 15. Jh.             | Einzeldenkmale der Sachgesamtheit Schloss und Rittergut Pfaffroda b. Sayda: ehemalige Schlosskirche (mit Ausstattung) sowie Kirchhofsmauer und alte Grabsteine – im Kern spätgotische, aber barock überformte Saalkirche mit Westturm, baugeschichtlich, ortsbildprägende und ortshistorisch bedeutsam. | 09205639 |
| Direkt Bild zu diesem Denkmal hochladen | Trauerhalle (mit Innenausstattung) auf dem Friedhof                                                  | Am Schloßberg (Karte)                               | 1919                | Putzbau im Heimatstil, im Innern spätgotischer Flügelaltar, ortsgeschichtlich von Bedeutung. Bruchsteinsockel unverputzt, Putzfassade, vorgezogener, verdachter Eingang auf zwei Pfeilern ruhend, hohes Dach mit Dachreiter Innenausstattung: Holzdecke, Altar – vermutlich 20. Jahrhundert, eventuell Kopie nach historischem Vorbild oder nachempfunden, Lesepult, kleines Kruzifix, Relief mit Inschrift zu Baumeister und Weihe der Kapelle. | 09206699 |
| Weitere Bilder                          | Sachgesamtheit Schloss und Rittergut Pfaffroda b. Sayda mit mehreren Einzeldenkmalen                 | Am Schloßberg 3; 5; 6; 7; 7a; 8; 10; 11; 12 (Karte) | 15.–19. Jh.         | Sachgesamtheit Schloss und Rittergut Pfaffroda b. Sayda mit mehreren Einzeldenkmalen ehemalige Schlosskirche sowie Kirchhofsmauer und alte Grabsteine (Einzeldenkmal ID-Nr. 09205639, Am Schloßberg, neben Nr. 8) sowie Schloss (Am Schloßberg 8, mehrflügelige Anlage, mit historischer Ausstattung im Innern), nördlich sogenanntes Pichhaus (Am Schloßberg 6) und sogenanntes Brauhaus (Am Schloßberg 3) sowie Wohnhaus (Am Schloßberg 5) und ehemalige Brennerei (Am Schloßberg 7, 7a), im Osten zwei aneinandergebaute Wirtschaftsgebäude (Am Schloßberg 11) sowie das vermutliche Verwalterhaus (Am Schloßberg 10) und die Darre mit seitlicher Pforte (Am Schloßberg, zwischen Nr. 8 und Nr. 10), Torbogen (neben Am Schloßberg 3) und weitere Toreinfahrt (neben Am Schloßberg 11), im Osten und Norden der Anlage Reste der Einfriedungsmauern, westlich im Schlosspark das Mausoleum (Einzeldenkmal ID-Nr. 09205638, Am Schloßberg 3–11), westlich und südlich des Schlosses Gartenanlage (Gartendenkmal, mit Terrassen, Alleen, unter anderem Allee am Schönfelder Teich und ehemaligem Mühlteich mit Insel) und nordwestlich des Schlosses winkelförmige Allee (Gartendenkmal) von den Feldern zum Wirtschaftshof (Am Schloßberg 11), weiterhin mit den Sachgesamtheitsteilen: ehemaliges Gärtnerhaus (Am Schloßberg 12) weitere Nebengebäude im Schlossareal sowie Kirchhof – regional bedeutende Schlossanlage der Renaissancezeit, mit baugeschichtlicher und regionalgeschichtlicher sowie städtebaulicher Relevanz. | 09207160 |
| Weitere Bilder                          | Schloss Pfaffroda, Brauhaus und Wirtschaftsgebäude (Einzeldenkmale zu ID-Nr. 09207160)               | Am Schloßberg 3; 5; 6; 7; 7a; 8; 10; 11 (Karte)     | bez. 1578 (Schloss) | Einzeldenkmale der Sachgesamtheit Schloss und Rittergut Pfaffroda b. Sayda: Schloss (Am Schloßberg 8, mehrflügelige Anlage, mit historischer Ausstattung im Innern), nördlich sogenanntes Pichhaus (Am Schloßberg 6), sogenanntes Brauhaus (Am Schloßberg 3), Wohnhaus (Am Schloßberg 5), ehemalige Brennerei (Am Schloßberg 7, 7a), im Osten zwei aneinandergebaute Wirtschaftsgebäude (Am Schloßberg 11), das vermutliche Verwalterhaus (Am Schloßberg 10), Darre mit seitlicher Pforte (Am Schloßberg, zwischen Nr. 8 und Nr. 10), Torbogen (neben Am Schloßberg 3), weitere Toreinfahrt (neben Am Schloßberg 11), im Osten und Norden der Anlage Reste der Einfriedungsmauern, westlich im Schlosspark das Mausoleum (Sachgesamtheit ID-Nr. 09207160, Am Schloßberg 3–12) – regional bedeutende Schlossanlage der Renaissancezeit, mit baugeschichtlicher und regionalgeschichtlicher sowie städtebaulicher Relevanz. | 09205638 |
|                                         | Ornamentpflanzung (Initialen A.D. v. S. und Jahreszahl 1929)                                         | Bärenbachweg (Karte)                                | bez. 1929           | alte Ortslage Schönfeld, angelegt zum 50. Geburtstag für Alfons Diener von Schönberg, Fichtenpflanzung – beschnitten, regionalgeschichtliche und landschaftsgestaltende Bedeutung. | 09206742 |
| Direkt Bild zu diesem Denkmal hochladen | Wohnstallhaus und Scheune eines Bauernhofes                                                          | Dorfstraße 3 (Karte)                                | um 1800             | Wohnstallhaus Obergeschoss Fachwerk, Scheune verbrettert, landschaftstypisches und weitgehend unverändert erhaltenes Beispiel für ländliche Bau- und Lebensweise vergangener Zeiten, baugeschichtlich von Bedeutung. Wohnstallhaus: zwei Geschosse, Erdgeschoss massiv (Bruchsteinmauerwerk), Fenstergewände Granit, Türgewände Granit mit Segmentbogen, Schlussstein, weiterer Eingang später geschlossen, Obergeschoss Fachwerk mit Holzstaken und Lehmausfachung, Satteldach, im Obergeschoss alte Fenster erhalten (Winterfenster), Scheune (1945 Wiederaufbau Scheune nach Brand durch Kriegseinwirkung): zwei Geschosse verbrettert, Satteldach, alte Fenster. | 09206667 |
| Direkt Bild zu diesem Denkmal hochladen | Leichenhalle und Einfriedung eines Friedhofs                                                         | Dorfstraße 38 (hinter) (Karte)                      | um 1850             | am Ortsrand gelegen, 1593/1594 als Pestfriedhof angelegt vom Pfarrer Stephan Lauterbacher, ortsgeschichtlich von Bedeutung. Trauerhalle: fast quadratischer Bau, eingeschossig, verputzt, Walmdach, darunter umlaufendes Profil, gerade Türverdachung, Einfriedung: teils verputzt, teils bruchsteinsichtig. | 09206665 |
| Direkt Bild zu diesem Denkmal hochladen | Wohnstallhaus                                                                                        | Freiberger Straße 3 (Karte)                         | 18. Jh. oder älter  | weitgehend unveränderte Baugestalt, mit ortsbildprägendem Fachwerkobergeschoss, baugeschichtlich von Bedeutung. Zwei Geschosse, Erdgeschoss massiv, Stallteil erhalten, verputzt, (im hinteren Teil Fachwerk älter, da gebeilt, aber nur noch in Resten erhalten), Obergeschoss Fachwerk mit verschiedenen Stärken, nur eine Schwelle erhalten, Giebel verbrettert, Satteldach. | 09206658 |
| Direkt Bild zu diesem Denkmal hochladen | Pfarrhaus, Stützmauern des Vorgartens und Seitengebäude eines Pfarrhofes                             | Freiberger Straße 9 (Karte)                         | Mitte 19. Jh.       | erhöht, auf Stützmauer dem Schloss gegenüberliegender Putzbau mit reicher Fassadengliederung, ortsgeschichtlich und baugeschichtlich von Bedeutung. Pfarrhaus: Zwei Geschosse (Ziegelmauerwerk), originale Putzfassade am Giebel erhalten, aufgeputztes Quadermauerwerk, kräftiger Kämpfer, Fenster mit aufgeputzten Rahmungen, Mittelgiebel, Krüppelwalmdach, original: alte Fenster, Eingangstür, Vorderfront störender Putz, Remise, Putzbau, Dachluke | 09206660 |

## Rothenthal
| Bild                                    | Bezeichnung                                                | Lage                             | Datierung         | Beschreibung | ID       |
| --------------------------------------- | ---------------------------------------------------------- | -------------------------------- | ----------------- | --- | -------- |
| Direkt Bild zu diesem Denkmal hochladen | Wohnhaus in offener Bebauung                               | Oberer Weg 7 (Karte)             | um 1850           | typisches Erzgebirgshaus, Segmentbogentürgewände mit Schlussstein, baugeschichtliche und sozialgeschichtliche Bedeutung. | 09205232 |
| Direkt Bild zu diesem Denkmal hochladen | Wohnhaus                                                   | Oberer Weg 12 (Karte)            | Anfang 19. Jh.    | ländliches Wohnhaus mit Fachwerkobergeschoss, straßenbildprägend und von baugeschichtlicher Relevanz. | 09205254 |
| Direkt Bild zu diesem Denkmal hochladen | Wohnhaus in offener Bebauung                               | Oberer Weg 16 (Karte)            | um 1850           | schlichtes, ländliches Wohnhaus mit Krüppelwalmdach, baugeschichtlich von Bedeutung. | 09205102 |
| Direkt Bild zu diesem Denkmal hochladen | Mietshaus (Zollbeamtenwohnhaus?) in offener Bebauung       | Oberer Weg 21 (Karte)            | um 1930           | gestalterisch typisch für die 1930er Jahre, u. a. baugeschichtliche Bedeutung. Erdgeschoss massiv, Obergeschoss verkleidet (möglicherweise ist Fachwerk darunter). | 09205104 |
| Direkt Bild zu diesem Denkmal hochladen | Gemeindeamt                                                | Oberer Weg 22 (Karte)            | 1920er Jahre      | ortsbildprägendes Gebäude mit zeittypischer, vom Heimatstil beeinflusster Fassadengestaltung, baugeschichtlich und ortsgeschichtlich bedeutsam. Zweigeschossig, Fußwalme, zwei Dachhäuser. | 09205105 |
| Direkt Bild zu diesem Denkmal hochladen | Friedhofskapelle und eine Grabanlage                       | Oberer Weg 25 (Karte)            | 1955–1958         | Kapelle zeittypischer Bruchsteinbau mit Satteldach und Dachreiter (Zwiebeltürmchen), mit Holzschindeln verkleidete Giebel, baugeschichtlich und ortsbildprägend von Bedeutung. Kapelle: zweigeschossiger, massiver Bau über rechteckigem Grundriss (18 m × 10 m), Umfassungsmauerwerk in Fugenmauer- und schichtmauer. Erbbegräbnis der Familie Winkler, nach 1900. | 09205177 |
| Direkt Bild zu diesem Denkmal hochladen | Mietshaus (ehem. Zollbeamtenwohnhaus?) in offener Bebauung | Rothenthaler Berggasse 1 (Karte) | 1930er Jahre      | zeittypischer, vom Heimatstil beeinflusster Bau, traditionelle Gestaltung mit Satteldach, Obergeschoss und Giebel mit Holzschindeln verkleidet, u. a. baugeschichtliche Bedeutung. | 09205238 |
| Direkt Bild zu diesem Denkmal hochladen | Grabensystem mit Schleusen                                 | Talstraße (Karte)                | 16./17. Jh.       | von der Natzschung abzweigendes Grabensystem zur Versorgung der Saigerhütte in Grünthal, die heutigen Gräben basieren vermutlich auf einem sehr alten Grabensystem, von technikgeschichtlichem Interesse. | 09205150 |
| Direkt Bild zu diesem Denkmal hochladen | Fabrikgebäude                                              | Talstraße 1 (Karte)              | 2. Hälfte 19. Jh. | Putzbau mit Segmentbogenfenstern, baugeschichtliche und ortsgeschichtliche Bedeutung. Zweigeschossiger Putzbau mit Segmentbogenfenstern von kleinteiliger, wenn auch nicht originaler Sprossung, flaches Satteldach ohne Ausbauten, in den Giebeln Oculi. | 09205225 |
| Direkt Bild zu diesem Denkmal hochladen | Fabrikantenvilla                                           | Talstraße 2 (Karte)              | um 1910           | baukünstlerisch interessantes Gebäude mit Reformstilelementen der Zeit um 1910, baugeschichtlich und ortsgeschichtlich von Bedeutung. Mansarddach mit Schleppgauben, Jugendstiltür. | 09205189 |
| Direkt Bild zu diesem Denkmal hochladen | Wohnhaus                                                   | Talstraße 20 (Karte)             | um 1870           | schlichter Putzbau mit flachem Mittelrisalit und Zwerchhaus, baugeschichtlich relevant. symmetrische Putzfassade, gründerzeitliche Holztür, Jugendstilfenster im Anbau. | 09205211 |
| Direkt Bild zu diesem Denkmal hochladen | Schule                                                     | Talstraße 33 (Karte)             | um 1860           | ortsbildprägender Putzbau mit markantem Uhrenturm, Portal mit Spitzbogen und originaler Tür, baugeschichtliche und ortsgeschichtliche Bedeutung. | 09205203 |

## Ausführliche Denkmaltexte
1. ↑  
Dreigeschossig, drei Dacherker, Putzstruktur mit Lisenen und grafischem Motiv, fünfachsiger breitgelagerter Putzbau, Gurtgesims, Putznutung im Erdgeschoss, beide Obergeschosse durch Lisenen verbunden, Lisenen zwischen jeder Fensterachse, Mansarddach mit drei Gauben, diese mit geschweiftem Abschluss, über Fensteröffnungen im Obergeschoss Zahnschnittfries, Fensterbrüstungen 2. Obergeschoss mit Putzstuckdekorationen – einfache geometrische Formen, Haustür in Mitte Traufseite, durch Pilaster und Verdachung betont, Haustür einflüglig mit einem fest stehenden Teil, geschliffene Glaseinsätze, ovales Oberlicht mit Sprossenteilung, im Inneren im Treppenhaus Fliesen, zweiläufige schlichte Treppe mit Eisengeländer und hölzernem Handlauf, Wohnungstüren bauzeitlich – zweiflüglig mit Glaseinsätzen und Sprossenteilung, auch dort Oberlichter halbrund, Treppenhausfenster ursprünglich, ansonsten Fenster erneuert, Hoftraufseite verändert.
2. ↑  
Saigerhütte – Hüttenmühle, 1537 gegründet, Gewinnung von Silber aus silberhaltigem Schwarzkupfer sowie die Verarbeitung von qualitativ hochwertigem Kupfer, Saigerhütte verarbeitete im 16. Jahrhundert etwa 100 bis 175 t Kupfer pro Jahr und 0,65 bis 1 t Silber pro Jahr, zum Komplex gehörten vier Hammerwerke, 1847 erstes Kupferwalzwerk, 1951 Alte Hütte (Hauptgebäude) abgebrochen, heute Schauanlage. 

Hüttenmühle und Nebengebäude (An der Natzschung 1): 16. Jh., diente als Mühle für Saigerhütte, Erdgeschoss Bruchstein, Obergeschoss Ziegel.

Garhaus (An der Natzschung 2): 16. Jh., ehemalige Schmelzhütte zum Raffinieren des Garkupfers, bis 1990 Nutzung als Tischlerei, Erdgeschoss Bruchsteinmauerwerk, Satteldach, Anbau am Giebel (Holzgebäude) als Radstube der ehemaligen Mühle.

Wohnhaus (An der Natzschung 3): 1935 erbaut, zuvor stand an dieser Stelle ein altes Arbeiterwohnhaus, zweigeschossig, Satteldach, Fassade mit Holz verkleidet.

Althammer (An der Natzschung 5): 16. Jh., Rekonstruktion 1957, Hammerwerk zum Schmieden von Dachkupferblechen mit Wasserradantrieb für Hämmer, Blasebälge, Bruchsteinmauerwerk, Walmdach mit Holzschindeldeckung.

Kriegerehrenmal (vor An der Natzschung 5): Zum Gedenken an die Gefallenen d. Ersten Weltkrieges, zusätzliche Tafel für die Gefallenen des Zweiten Weltkrieges.

Försterhaus (An der Natzschung 7): 1610, früher als Forsthaus genutzt, Erdgeschoss Bruchsteinmauerwerk, Obergeschoss Ziegel.

Arbeiterwohnhäuser (An der Natzschung 11, 13, 15, 17, 19, 21): 1900 erbaut von Baumeister Trubenbach, erbaut als Werksarbeiterwohnungen der Firma F. A. Lange – Saigerhütte, drei einzeln stehende Doppelhäuser gleichen Typs.
3. ↑  
Wohn- und Geschäftshaus, 1902 durch den Olbernhauer Baumeister Gustav Neubert für den Kolonialwarenhändler Bernhard Eisold errichtet. Der dreigeschossige Baukörper mit mäßig geneigtem Satteldach entstand über einem winkelförmigen Grundriss. Das Gebäude wurde später durch den Anbau eines Flügels (Lagergebäude) entlang der Goethestraße erweitert. Die Straßenfassaden mit überdurchschnittlichem Gestaltungsanspruch zeigen Formen der Neurenaissance. Erdgeschoss mit werksteinimitierender Putznutung, die beiden Obergeschosse mit rotem Klinkermauerwerk verblendet, die Fensteröffnungen durch aufwändig profilierte Gewände (z. T. mit giebelförmigen Verdachungen oder gestalterisch betonten Entlastungsbögen) eingefasst. Der durch seine Ecklage straßenbildprägende Baukörper ist an der Einmündung der Goethestraße verbrochen und durch einen abgetreppten Giebel überhöht. Während sich der Geschäftseingang an der verbrochenen Ecke befindet, werden die Obergeschosse über den Eingang in der äußersten linken Achse an der Bahnhofstraße erschlossen. Die Hauseingangstür stammt noch aus der Erbauungszeit, desgleichen im Treppenraum ornamentierte Fliesenböden, Blockstufen auf Mauerwerk, Treppengeländer aus Holz mit gedrechselten Säulen und Füllstützen, innen außerdem originale Wohnungseingangs- und Zimmertüren, historische Öfen, Loggienfenster, einfacher Deckenstuck. Das Gebäude dokumentiert die architektonische und städtebauliche Entwicklung Olbernhaus, das 1902 das Stadtrecht erhielt. Der Baumeister Gustav Neubert hat die Neugestaltung der Stadt entscheidend mitgeprägt (div. Villen u. a. Freiberger Straße 51, Kirche Pockau).
4. ↑  
Pfarrhaus mit Garten und Einfriedung, villenartiges, repräsentatives Gebäude mit zahlreichen Details aus der Erbauungszeit (1882/83, nachdem der Vorgängerbau 1881 abgebrannt war), in städtebaulich wichtiger Lage, Fassade in Formen der Neorenaissance gegliedert, der etwas zurückgesetzte zweigeschossige Putzbau hat einen Vorgarten und ist zur Straße hin durch einen Metallzaun mit verzierten Sandsteinpfosten abgegrenzt.

Die Hauptfassade zur Straße zeigt fünf Achsen. Die Eckbereiche treten risalitartig hervor. Die Fassadenfläche (auch Stirnseiten) von Erd- und Obergeschoss zeichnet sich durch eine aufwändige Putznutung aus. Profilierte Gurtgesimse betonen den Bau in der Horizontalen. Das flache Walmdach wird im Inneren durch Satteldachgaupen belichtet. Am Gebäude haben sich viele Details aus der Erbauungszeit erhalten (Eingangstür, Innentüren, Fenster im Erdgeschoss mit vorgehängten Winterfenstern, Kastenfenster im Obergeschoss, Natursteinplatten im Treppenhaus usw.). Es zählt zu den repräsentativsten seiner Art in Olbernhau.

Die rückwärtige Remise, 2015 abgebrochen, war zeitgleich mit dem Pfarramt errichtet und formal und gestalterisch an das Pfarrgebäude angepasst worden.
5. ↑  
Die 1861 gegründete Firma bezog 1890 ein neues – das heutige – Fabrikgebäude und produzierte bis 1905 nur mit Kreissägen mit Elektroantrieb. Für das 1905 angeschaffte Sägegatter installierte man eine kleine Dampfmaschine aus dem heimischen Maschinenbau. Die 1905 von der Maschinenfabrik O. Seifert, Olbernhau gebaute liegende Einzylindergegendruckmaschine war bis 1965 in Betrieb: Grundfläche 4,5 m × 1,8 m, Kolbendurchmesser 300 mm, doppeltwirkend, Hub 500 mm, Schwungraddurchmesser 2,60 m, daneben eine Riemenscheibe von 2 m Durchmesser, 100/min, Leistung 50 PS. Schiebersteuerung mit Grund- und Expansionsschieber, Exzenter auf Kurbelwelle, stehender Fliehkraftregler, wurde mit Riemen von der Kurbelwelle angetrieben und wirkte drehend auf den Expansionsschieber. Dampfdruck 9 at, Siederohrkessel mit 34 Siederohren, von Sulzberger, Flöha.
6. ↑  
Villa und Remisengebäude, die Villa von baukünstlerischer und architekturgeschichtlicher Bedeutung 1889 durch den Baumeister Gustav Neubert (siehe auch Villa Albertstr. 31) für sich selbst errichtet. Der Bau besitzt zwei Geschosse, ein ausgebautes Dachgeschoss sowie ein Souterrain. Der unregelmäßige Gebäudegrundriss ist auch an den Fassaden ablesbar. Die Ostecke wird durch einen Erker betont. An der Südwestseite führte eine Freitreppe in den Garten. Ihr Podest wurde später in Erd- und Obergeschoss zu Gunsten einer Veranda umgestaltet. Eingangsbereich und Treppenhaus sind durch die Kubaturen in der Fassade ablesbar. Die beiden Mittelzimmer an der Nordost- bzw. Südwestseite sind risalitartig hervorgehoben und durch Giebel mit Flugsparren bekrönt. Über einem verputzten Sockel mit profiliertem Sims erhebt sich das Erdgeschoss mit imitierter Eckquaderung und Putznutungen. Durch ein ausladendes Gurtgesims erfolgt die Trennung zum schlichter gehaltenen Obergeschoss. Die Fenster sind durch profilierte Gewände, Schlusssteine und waagerechte Fensterbekrönungen hervorgehoben. Das Dach steht weit über und lässt die geschwungenen Köpfe der Sparren sichtbar. Die Fenster wurden als Kastenfenster ausgebildet, sie sind bis auf wenige Ausnahmen noch original. 

Betritt man das Gebäude durch den überdachten Eingangsbereich mit historischer Hauseingangstür, so zeigt auch das Innere wertvolle Bau- und Gestaltungselemente: Terrazzofußboden mit Mosaikeinlagen, Rahmenfüllungstüren mit ursprünglichen Drückergarnituren/Beschlägen, historische Öfen im Erdgeschoss, profilierte Holzbalkendecken in Salon und Vorsaal (überstrichen) sowie Eichenholztreppe einschließlich Geländer. An der Nordwestseite des Grundstückes befindet sich eine Remise.Die Ecken des Baukörpers sind durch Giebel mit Flugsparren akzentuiert. Die Torsituation wurde später verändert. Die Fassade besaß ursprünglich eine Putznutung analog dem Haupthaus. Die großzügige Gartenanlage wird durch alten Baumbestand geprägt.
7. ↑  
Saigerhütte 1537 gegründet, Gewinnung von Silber aus silberhaltigem Schwarzkupfer sowie die Verarbeitung von qualitativ hochwertigem Kupfer. Saigerhütte verarbeitete im 16. Jahrhundert etwa 100 bis 175 t Kupfer pro Jahr und 0,65 t bis 1 t Silber pro Jahr, zum Komplex gehörten vier Hammerwerke. 1847 erstes Kupferwalzwerk, 1951. Alte Hütte (Hauptgebäude) abgebrochen, heute Schauanlage. 
Neuhammer (Grünthaler Str. 121): ursprüngliche Bausubstanz 1586/1587, mehrmalige Um- und Anbauten an beiden Giebeln aus dem 19. Jh. 
Historischer Mittelteil: eingeschossig, teilweise Fachwerk, seitlich angebaute Radstube instand gesetzt und rekonstruiert. Neuhammer: restliches Gebäude genutzt als Schmiede.
8. 1 2  
Seit 1493 bestehende Kupferhütte, die noch heute eine Vorstellung einer mittelalterlichen Produktionsstätte vermittelt, bemerkenswert ist das geschlossen erhaltene Gebäude-Ensemble mit Umfassungsmauer, Dokument einer über die Jahrhunderte gewachsenen Produktionsstätte, von Interesse und schützenswert das historische Grabensystem, welches sich bis in die Gemarkung Rothenthal erstreckt 1537 gegründet, Gewinnung von Silber aus silberhaltigem Schwarzkupfer sowie die Verarbeitung von qualitativ hochwertigem Kupfer, Saigerhütte verarbeitete im 16. Jahrhundert etwa 100 bis 175 t Kupfer pro Jahr und 0,65 bis1 t Silber pro Jahr, zum Komplex gehörten vier Hammerwerke, 1847 erstes Kupferwalzwerk, 1951 Alte Hütte (Hauptgebäude) abgebrochen, heute Schauanlage. 

Einzeldenkmale der Sachgesamtheit:
  - Hüttenmühle und Nebengebäude (An der Natzschung 1): 16. Jh., diente als Mühle für Saigerhütte, Erdgeschoss Bruchstein, Obergeschoss Ziegel
  - Garhaus (An der Natzschung 2): 16. Jh., ehemalige Schmelzhütte zum Raffinieren des Garkupfers, bis 1990 Nutzung als Tischlerei, Erdgeschoss Bruchsteinmauerwerk, Satteldach, Anbau am Giebel (Holzgebäude) als Radstube der ehemaligen Mühle
  - Wohnhaus (An der Natzschung 3): 1935 erbaut, zuvor stand an dieser Stelle ein altes Arbeiterwohnhaus, zweigeschossig, Satteldach, Fassade mit Holz verkleidet
  - Althammer (An der Natzschung 5): 16. Jh., Rekonstruktion 1957, Hammerwerk zum Schmieden von Dachkupferblechen mit Wasserradantrieb für Hämmer, Blasebälge, Bruchsteinmauerwerk, Walmdach mit Holzschindeldeckung
  - Kriegerehrenmal (vor An der Natzschung 5): Zum Gedenken an die Gefallenen d. Ersten Weltkrieges, zusätzliche Tafel für die Gefallenen des Zweiten Weltkrieges
  - Försterhaus (An der Natzschung 7): 1610, früher als Forsthaus genutzt, Erdgeschoss Bruchsteinmauerwerk, Obergeschoss Ziegel
  - Arbeiterwohnhäuser (An der Natzschung 11, 13, 15, 17, 19, 21): 1900 erbaut von Baumeister Trubenbach, erbaut als Werksarbeiterwohnungen der Firma F. A. Lange – Saigerhütte, drei einzeln stehende Doppelhäuser gleichen Typs
  - Neuhammer (Grünthaler Str. 121): ursprüngliche Bausubstanz 1586/1587, mehrmalige Um- und Anbauten an beiden Giebeln aus dem 19. Jh., historischer Mittelteil: eingeschossig, teilweise Fachwerk, seitlich angebaute Radstube instand gesetzt und rekonstruiert
  - Neuhammer: restliches Gebäude genutzt als Schmiede
  - Alte Kegelbahn (In der Hütte 1): als Kegelbahn für die Angestellten der Saigerhütte Ende des 19. Jh. im Zuge des neuen Aufschwungs der Saigerhütte erbaut, eingeschossiger Bau, mit Holz verkleidet, in der Kegelbahnmauer stecken noch Reste der alten Hüttenmauer; von der Kegelbahn nur noch der Versammlungsraum erhalten, die Kegelbahn selbst ist vor 2015 abgebrochen worden
  - Zimmerhaus/Hüttenschule (In der Hütte 2): 16. Jh., besteht aus zwei Bauteilen, erbaut als Schulhaus (älteste Landschule Sachsens) und als Zimmererwerkstatt, zweigeschossig, Erdgeschoss Bruchstein, Obergeschoss Ziegel und teilweise Fachwerk mit Lehmausfachung
  - Haus des Richters (In der Hütte 3): bezeichnet AL 1611, eventuell ältestes erhaltenes Fachwerk im Mittleren Erzgebirge (Schiffchenkehlen an den Schwellen)
  - Hüttenschänke (In der Hütte 4): 17. Jh., 1778 Wiederaufbau, zweigeschossig, Erdgeschoss Bruchsteinmauerwerk, teilweise Ziegel, Obergeschoss Fachwerk und Zier-Fachwerk, Satteldach, Dachreiter
  - Glocke, Uhr: Schlaguhr aus bemaltem Kupferblech mit Jahreszahl 1614, hölzerne Sonnenuhr an Südostecke
  - Alte Faktorei (In der Hütte 6): 16. Jh. Nutzung als Wohn- und Verwaltungsgebäude, im 19. Jh. als Schule genutzt, 1898/1899 Anbau, genutzt als Verkaufsstelle des Arbeiter-Consum-Vereins, Erdgeschoss aus Bruchstein und teilweise in Ziegel, Obergeschoss in Ziegel, Satteldach
  - Kutscherhaus (In der Hütte 7): 1907 erbaut als Stall-/Wohngebäude für den Kutscher, zweigeschossig, Ziegelmauerwerk, Zierfachwerk, Satteldach
  - Scheune (In der Hütte 8): 19. Jh.
  - Haus des Anrichters (In der Hütte 9): 16./17. Jh., 1903 umfangreiche Umbauten und Anbau: neuer Gebäudeflügel mit Erker und runden Fenstern im Erdgeschoss, dem ehemaligen Kupferkeller, hinter dem Haus wurde anstelle des ehemaligen Schutzteiches für das Garhaus ein Park angelegt
  - Treibehaus (In der Hütte 10): ursprünglich 1586 als Treibehaus errichtet, nach Brand 1903 als Industriegebäude neu aufgebaut.
  - Fragmente Saigerhütte/Lange Hütte (neben In der Hütte 10): Gründung 1537, Bausubstanz überwiegend von 1586/1587, Abriss 1951/1952, Freilegung der Grundmauerreste und teilweise Mauerrekonstruktion 1992/1993, mittelalterliche Produktionshalle, Produktionsstätten rekonstruiert zu Museumszwecken
  - Schichtmeisterhaus (In der Hütte 11): Arbeiterwohnhaus aus dem 16. Jh., eingeschossig, Bruchsteinmauerwerk, Segmentbogenportal mit Schlussstein, Schopfwalmdach mit Holzschindeln, weitgehend unverändert
  - Kohlhaus (In der Hütte 12, Gebäude kein Einzeldenkmal): Ursprungsbau aus dem 16. Jh. errichtet zur Einlagerung von Holzkohle und Brennholz, massiver Ausbau 1854, heute Kegelbahn, Teil der alten Ringmauer (Einzeldenkmal) ist in dem heutigen Gebäude enthalten
  - Arbeiterwohnhaus (In der Hütte 13): 16. Jh., eingeschossig mit Bruchsteinmauerwerk, Satteldach, neue breite Fenster
  - Arbeiterwohnhaus (In der Hütte 15): 16. Jh., eingeschossig, Bruchsteinmauerwerk, Schindeldach, bereits saniert
  - Brauhaus (In der Hütte 16): aus dem 16. Jh., diente als Brauhaus von 1586 bis in 19. Jh., später als Zimmerei genutzt, eingeschossig, Fachwerkgiebel
  - Arbeiterwohnhaus (In der Hütte 17): 16. Jh., eingeschossig, aus Bruchstein- und Ziegelmauerwerk, Satteldach
  - Energiezentrale (In der Hütte 18): 1904/1905, wurde zur Energiegewinnung genutzt, eingeschossig, Ziegelmauerwerk
  - Hüttenschmiede (In der Hütte 19): 17. Jh., wurde als Schmiede und Werkstatt für die Erhaltung der Produktionsanlagen der Saigerhütte genutzt, zweigeschossig, Erdgeschoss aus Bruchstein- und Ziegelmauerwerk, Obergeschoss Fachwerk, Satteldach, schlechter Bauzustand
  - Hüttenschmiede Abbruch vor 2015,
  - Herrenhaus oder Neue Faktorei (In der Hütte 20/20a): Ursprungsbau von 1560, Mittelteil 1586 und 1803 erweitert, nach Brand 1967 neu ausgebaut, Wohnhaus des Faktors und Gästehaus für hohen Besuch aus Dresden. Der Mittelteil des Herrenhauses mit seinen Kellergewölben wurde nach 1550 von der Familie Uthmann als „neues Haus“ angelegt. Bei der Rekonstruktion 1586 erfolgte der Anbau des Ostflügels. An diesen Anbau erinnert noch ein Relief, das jedoch fälschlicherweise außen am Westgiebel des Gebäudes angebracht ist. Im Gebäude befanden sich weiterhin das Kassengewölbe und das Silberbrennhaus. Die günstige, finanzielle Entwicklung der Saigerhütte führte 1628 unter Faktor Rothe zu einem vollständigen Umbau beider Gebäude. Die Einweihung erfolgte 1628 im Beisein der kurfürstlichen Familie. Abgesehen von einer kurzfristigen Nutzung der heutigen „alten Faktorei“ von 1606 bis 1628 diente das Gebäude bis 1873 als Faktorei. 1802/1803 erfolgte nach dem Abriss der Pferdeställe am Westgiebel der dreigeschossige Anbau des westlichen Teils mit einem Eingang vom Giebel. Aus dieser Erweiterung stammt das kurfürstliche Wappen mit der Jahreszahl 1803. zweigeschossig aus Bruchstein- und Ziegelmauerwerk, Satteldach mit Schieferdeckung
  - Westtor (zwischen In der Hütte 1 und In der Hütte 2)
  - Osttor mit Bastion (bei In der Hütte 17)
  - Hüttenpforte u. Mauer (neben In der Hütte 16): mit Zinnen bekröntes Tor, führte zu den Hüttenteichen
  - Gartenhaus (In der Hütte ohne Nummer, westlich vom Faktoreiteich): 1621 errichtet, hölzerne Laube mit Spitzdach, wurde vom Saigerhüttenfaktor August Roth errichtet, enthält noch Reste ursprünglicher Wand- und Deckenmalerei
  - Faktoreiteich (südlich von In der Hütte 16/18): Unterer Hüttenteich
  - Oberer Hüttenteich (östlich der Rothenthaler Straße)
  - Graben (nördlich von In der Hütte 18), Teil des Grabensystems.
  - Lichthaus (Rothenthaler Straße 17): Alte Zentrale, 1895–1905, als Industriegebäude errichtet, ursprünglich als Standort zur Stromgewinnung aus Wasserkraft genutzt.
9. ↑  
Das um 1654 zum Rittergut ernannte Erblehngut brannte 1767 ab und wurde ab 1768 wieder aufgebaut.
  - Nebengebäude (Markt 3, 7): massive Putzbauten mit Satteldach, zweigeschossig, rückwärtiges Seitengebäude mit Fachwerk-Obergeschoss
  - Herrenhaus (Markt 5): zweigeschossig, Satteldach, Portal mit Segmentbogen und Schlussstein
  - Scheune: eingeschossig, tief herabgezogenes Satteldach
  - Rittergutsgarten: heute Stadtpark.
10. ↑  
Das um 1654 zum Rittergut ernannte Erblehngut brannte 1767 ab und wurde ab 1768 wieder aufgebaut. Nebengebäude (Markt 3, 7): massive Putzbauten mit Satteldach, zweigeschossig, rückwärtiges Seitengebäude mit Fachwerk-Obergeschoss, Herrenhaus (Markt 5): zweigeschossig, Satteldach, Portal mit Segmentbogen und Schlussstein. Scheune: eingeschossig, tief herabgezogenes Satteldach. Rittergutsgarten: heute Stadtpark.
11. ↑  
Einfache Saalkirche von 1590, nach Brand 1639 auf alten Umfassungsmauern neu aufgebaut, verputzter Bruchsteinbau mit polygonalem Nord- und Südabschluss.
Inneres: Tonnengewölbe, nahezu vollständig umlaufende Emporen, ursprünglich farbige Raumfassung, Patronatsloge mit reichem Zierrat

Ausstattung: Taufbecken von 1790, Orgel (1790), Altar (1641)

Kirchhof: ehemaliger Friedhof, mehrere Denkmale und Grabstätten der Familie Oehmichen von 1584 und Grufthaus 1685: Grufthaus, frei stehend, aufwendig gestalteter Pavillon, errichtet durch Familie Oehmichen (Rittergutsbesitzer), Carl Gottlob von Leubnitz wurde hier 1741 beigesetzt, von bau- und ortsgeschichtlichem Wert

Kriegerdenkmal Ersten Weltkrieg: Mauer aus grob behauenem Stein, im Zentrum hoch aufragend mit eindrucksvollen Steinspitzen, Relieffiguren, links und rechts eingelassene Kupferplatten mit den Namen der Gefallenen.
12. ↑  
Scheune: ein Geschoss, hohes Schieferdach mit Kopfwalm, entkernt, für Bürozwecke genutzt

Wohnhaus: zweigeschossig, barocker Kern, schönes Barockportal zur Straße, Sandsteingewände, Verdachung, im Erdgeschoss Rundbogenfenster, repräsentative Gestaltung

Das Gebäude wurde 1878 als erstes Bankhaus von Olbernhau neu errichtet. Das aus den Manufakturen und Wechselgeschäften des Chr. Fr. Seyfert gegründete Unternehmen befand sich von 1820 bis 1843 auf der Grünthaler Straße 31, dann erfolgte der Umzug zum Markt 16. 1861 wurde ein Vorschussverein gegründet, 1862 die Bank eröffnet und 1918 dann an die Allgemeine Deutsche Credit Anstalt (ADCA) angeschlossen. Möglicherweise wurde beim Neubau ein Vorgängerbau einbezogen und grundlegend umgebaut.

Der repräsentative zweigeschossige Putzbau prägt das Ortsbild maßgeblich. Die Fassade ist aufwendig gegliedert durch Putznutungen, Gurtgesims, Ecklisenen, Fenstergewände mit waagerechter Verdachung sowie Putzfeldern unter den Fenstern des Obergeschosses. Abgeschlossen wird das Gebäude durch ein hohes Mansardwalmdach mit Dacherker sowie Gauben mit Satteldach. Zum Grundstück gehört eine Scheune, welche parallel zum Wohn- und Geschäftshaus auf der Hofseite steht, dahinter befindet sich ein Hausgarten, Teil eines ursprünglich größeren Gartens, von dem beispielsweise eine Hainbuche, Buche sowie Rhododendren erhalten sind. Neben einer Rasenfläche findet sich noch ein ehemaliges Wasserbecken. Zum Fluss wird das Grundstück durch eine Bruchsteinmauer mit leicht schrägem Abschluss, dieser bedeckt durch Steinplatten, abgeschlossen (Nebenanlage).
Als erstes Bankhaus erlangt das Vordergebäude eine außerordentlich große stadtgeschichtliche und baugeschichtliche Bedeutung.

Wie die Berliner Meilenblätter bestätigen, war das Grundstück bereits um 1800 in gleicher Weise bebaut und gehört somit eindeutig zum Altstadtkern der ehemaligen Ackerbürgerstadt, woraus sich ebenfalls die große stadtgeschichtliche Bedeutung ableiten lässt. Wichtige Bestandteile des stattlichen Anwesens waren schon um diese Zeit das hintere Wirtschaftsgebäude, der Garten und die hintere Einfriedung. Als solches kommt diesen ebenfalls eine geschichtliche Bedeutung zu.
13. ↑  
Zweigeschossiger repräsentativer Putzbau mit Krüppelwalmdach, regelmäßig angeordnete Fenster mit Natursteingewänden, Türportal in Mitte der Traufseite, Putzdekoration der Fassade, Bruchsteinmauerwerk, an Hofseite im Obergeschoss die Fenster mit Holzeinfassung, sehr gute feste Innenausstattung: Kreuzgratgewölbe im Erdgeschoss, Obergeschoss Rahmenfüllungstüren mit originalen Beschlägen.
14. ↑  
Seit 1493 bestehende Kupferhütte, die bis heute die Vorstellung einer mittelalterlichen Produktionsstätte vermittelt, bemerkenswert das geschlossen erhaltene Gebäudeensemble mit Umfassungsmauer. Saigerhütte 1537 gegründet, Gewinnung von Silber aus silberhaltigem Schwarzkupfer sowie die Verarbeitung von qualitativ hochwertigem Kupfer, Saigerhütte verarbeitete im 16. Jahrhundert etwa 100 bis 175 t Kupfer pro Jahr und 0,65 t bis 1 t Silber pro Jahr, zum Komplex gehörten vier Hammerwerke, 1847 erstes Kupferwalzwerk, 1951 Alte Hütte (Hauptgebäude) abgebrochen, heute Schauanlage.

Lichthaus (Rothenthaler Straße 17): Alte Zentrale, 1895–1905, als Industriegebäude errichtet, ursprünglich als Standort zur Stromgewinnung aus Wasserkraft genutzt.
15. ↑  
Zweigeschossiger Putzbau, Walmdach, einfache Gliederungen durch rote Klinkerstreifen,

Villenartiges zweigeschossiges Wohnhaus mit einem steil geneigten Walmdach mit Aufschiebling, das nach den vorliegenden Plänen 1935/36 durch die Firma Baumeister Winkler für Herrn Leopold Wetzel errichtet wurde. Das schlichte, sachlich gestaltete Gebäude entspricht dem Zeitgeschmack und besitzt einen weitgehend authentischen Erhaltungszustand. Die liegenden Fensterformate, die Lage der Fenster bündig mit dem Außenputz, die asymmetrische Anordnung der Öffnungen, die Vorliebe für „über Eck“ gestellte „Fenster“ sowie die abgerundeten Kanten des Standerkers (im Obergeschoss ursprünglich Balkon) sind typisch für die 1930er Jahre. Die sparsam eingesetzten Fassadengliederungselemente besitzen eine dezente Farbigkeit. Der Graupenputz ist naturbelassen, die glatt geputzten Bereiche um die Fenster wurden ockerfarben gefasst, ebenso der Traufsims, die Fenster erhielten eine grüne Umrahmung, Sohlbänke, Sockel, Vorhausstützen etc. wurden mit Klinkermauerwerk verkleidet.

Das Innere des Gebäudes zeigt keine Veränderungen, die räumlichen Strukturen sind ursprünglich. Das Gebäude dokumentiert die Gestaltungsform eines villenartigen Wohnhauses der 1930er Jahre und den wohnkulturellen Anspruch des Bauherren. Das öffentliche Erhaltungsinteresse resultiert aus der architekturgeschichtlichen Bedeutung.
16. 1 2  
Aufbahrungshalle: Putzbau in neoklassizistischen Formen, rechteckiger Grundriss, Eingangsbereich betont durch dreiachsigen Mittelrisalit, Putznutung, Satteldach. Kapelle: neoromanische Formen, Klinkerbau, originaler Zustand, flankiert von sechs Bäumen, als Redehalle bezeichnet, Gestühl aus anderen Kirche, Glasfenster bauzeitlich: Auferstehung von Gebr. Liebert, Dresden. Altartisch, Rednerpult von 1925, tonnengewölbter Raum, Apsis, Rundbogenfenster, Sanierung 1994, Eingangstür Holzkassettentür zweiflüglig, Oberlichtfenster rundbogig mit Sprossung. Grabanlagen (ID-Nr. 09205229).
17. ↑  
Grabanlagen:

1. Erbbegräbnis Steinert: Grabfeld E Nummer 4/9, 1924. Karl Friedrich Steinert hatte das erste Fuhrgeschäft Olbernhaus, großer aufrecht stehender Stein, mittig Inschriftstein flankiert von kannelierten Pilastern, geschliffener roter Granit

2. Erbbegräbnis Familie Oehme, Grabfeld E, Nummer 4/11, 1924, große Anlage mit Säulen, mittig angeordnet vasenförmige Urne

3. Erbbegräbnis Familie Einhorn u. a. Arthur Einhorn, Grabfeld K, Nummer 12/4, 1918, großzügige Anlage mit Einfassung, Bänken, aufgesetzte Metallschrift, Galvanoplastik lebensgroß – Trauernde und Sanduhr in einer Nische

4. Erbbegräbnis Familie Weinhold und Schaller, Grabfeld C, Nummer 1/22, ca. Mitte 1920er Jahre, Granitsockel, Einfassung, Blumenschalen seitlich, Galvanoplastik Trauernde

5. Erbbegräbnis Familie Reichel, Grabfeld C, Nummer 11/4, 1921, Wandstein mit eingetiefter Schrift flankiert von kannelierten Säulen, Sandstein, schlichte Gestaltung. Familie Reichel besaß eine Schnapsfabrik

6. Erbbegräbnis Familie Weinhold, Grabfeld C, Nummer 11/1, 1941, Grabwand mit kannelierten Säulen, Inschrift eingetieft, Sandstein, schlichte Dekorationen: Hobel, Wappen, Kreuz, Lorbeerlaub

7. Erbbegräbnis Familie Langer/Metz Grabfeld E, Nummer 4/8, 1921, rundbogig abschließender großer Naturstein mit eingetiefter Inschrifttafel, flankiert von kannelierten Säulen

8.Grabstätte Wagner-Langer, Grabfeld E, Nummer 3/1, Erbbegräbnis von 1924, kannelierte Pfeiler, Sandstein, Gebälk mit Würfelfries, mit Steinkugeln bekörnt

9. Erbbegräbnis Familie Meier, Grabfeld E, Nummer 4/7, Sandsteinsockel mit Blumenschale, flankiert von kannelierten Säulen, Gebälk mit Inschrift, ca. 1920/30.
18. ↑  
Mortelbacher Rösche, aufgefahren 1827–1859, beginnend auf Saydaer Flur (vgl. ID-Nr. 08991094), auf Ullersdorfer Flur weiteres Teilstück (vgl. ID-Nr. 08991093), auf Dittmannsdorfer Flur dann unteres Mundloch (elliptisches Mundloch, großer Schlussstein, Stirnmauerwerk mit drei eingetieften Spiegeln, darüber Gesims und zurückgesetzter Mauerwerksabschluss, Mundlochgestaltung singulär für die Revierwasserlaufanstalt) südlich des Dittmannsdorfer Teiches, anschließend kurzes übertägiges Teilstück bis zum Kunstteich, sog. Kunstgraben Lichtenhainer Schlucht, mit Betonplatten abgedeckt, unter der Dresdner Straße hindurchführend bis Ausmündung in den Kunstteich. 

Dittmannsdorfer Teich, oberster Kunstteich der Revierwasserlaufanstalt, 1824 bis 1826 angelegt, heute Reservespeicher, zum Teil auf Ullersdorfer Flur (Gemeindegebiet von Sayda, Stadt, vgl. ID-Nr. 08991093) liegend, Zulauf aus der Mortelbacher Rösche sowie aus dem Ullersdorfer Bach, mit Teichdamm (Erddamm mit Lehmkerndichtung und wasserseitiger Tarrasmauer), darauf Wellenschutzmauer, südlich Überlauf mit zweibogiger Brücke und anschließender Flutrinne mit Ausmündung in den Ullersdorfer Bach, Grundablassstriegelhaus mit Grundablass (am Mundloch des Grundablasses beginnender Abzugsgraben mündet in die Flutrinne/den Ullersdorfer Bach) sowie Kunstgrabenstriegelhaus (Betriebsablassstriegelhaus) mit zugehörigem Striegel zum Dittmannsdorfer Kunstgraben (s. u.), Mundloch des Striegels bezeichnet 1970, daneben Turbinenstriegelhaus (kein Denkmal), weiterhin elf nummerierte und mit den kursächsischen Schwertern versehene Flurgrenzsteine der Revierwasserlaufanstalt Freiberg am Fuße des Teichdamms. 

Dittmannsdorfer Kunstgraben, Kunstgraben vom Dittmannsdorfer Teich bis zum oberen Mundloch des Friedrich-Benno-Stolln II (s. u.) mit einem kurzen untertägig geführten Teilstück (Dittmannsdorfer Rösche, s. u.), überwiegend mit Betonplatten abgedeckt. 

Dittmannsdorfer Rösche mit zwei Mundlöchern (rundbogige Mundlöcher, darüber jeweils geschweift abschließendes Stirnmauerwerk, mit dieser Gestaltung ebenfalls singulär für die Revierwasserlaufanstalt). 
Friedrich-Benno-Stolln II, eigentlich eine Rösche, auf Pfaffrodaer Flur endend (vgl. ID-Nr. 09206744), oberes Mundloch (Ziegelmauerwerk).
19. ↑  
Wohnstallhaus: zweigeschossiger Putzbau auf längsrechteckigem Grundriss, Satteldach, Lochfassaden mit Rechteckfenstern, Fensteröffnungen und Hausecken farblich hervorgehoben, rückwärtiger Anbau gleicher Gestaltungsart, Giebeldreieck, Zwillings- und Rundbogenfenster, im Innern preußische Kappengewölbe, Kachelöfen nach 1900.

Scheune: zweigeschossiger verbretterter Fachwerkbau mit flachgeneigtem Satteldach.

Seitengebäude: 1½-geschossig, Erdgeschoss massiv mit dreijochiger Kumthalle auf Säulen, Drempelgeschoss Fachwerk, Satteldach, geschlossen erhaltene Hofanlage, bau- und sozialgeschichtlicher sowie landschaftsprägender Wert.
20. ↑  
Teilstück des Oberen Dörnthaler Kunstgrabens, auf Haselbacher Flur endend (vgl. ID-Nr. 09205474), am Dörnthaler Teich (vgl. ID-Nr. 09205472) beginnend, unterhalb des Teichdammes linksseitig Abschlag in den Haselbach, Braunschütz mit Abschlag in einen Dorfbach, mehrere Röschen in Ortslage: Butterrösche (Mundloch bezeichnet 1787), Schneider Rösche (oberes Mundloch bezeichnet Kadens Rösche, unteres bezeichnet Glökner Rösche 1787), Neubert Rösche, Sandig Rösche.
21. ↑  
Friedrich-Benno-Stolln I, eigentlich eine Rösche, Mundloch rundbogig, Schlussstein bezeichnet „Friedrich Benno Stolln 1787“, beginnt auf Pfaffrodaer Flur (vgl. ID-Nr. 09206744), führt dem Dörnthaler Teich (vgl. ID-Nr. 09205472) Wasser zu, zwischen Mundloch und Kunstteich gemauerter Abzugsgraben, rechtsseitig Abzweig eines teilweise unterirdisch geführten Umgehungsgrabens, der zwischen Dörnthaler Teich und dessen Vorsperre und anschließend am nördlichen Teichufer entlang nach Nordosten verläuft, auf Höhe der Vorsperre sog. Wiesenbachschütz mit Abschlag in den Dörnthaler Teich.
22. ↑  
Dörnthaler Teich: Teichdamm (Erddamm mit Lehmkern und wasserseitiger Tarrasmauer), darauf Wellenschutzmauer sowie drei Striegelhäuser (Grundablassstriegel, Kunstgrabenstriegel und alter Mühlenstriegel), am südwestlichen Ende des Teichdammes Hochwasserüberlauf mit Flutrinne bzw. Flutergraben in den Haselbach, darüber zweibogige Brücke, an der Flußmeisterei Grenzstein der Revierwasserlaufanstalt (Granitplatte oben abgerundet, Inschrift: R.W.A.F.), Kunstteich speichert Wasser aus dem Haselbach (Zulauf über eine Vorsperre) sowie aus dem südöstlich einmündenden Friedrich-Benno-Stolln I (vgl. ID-Nr. 09207089), ursprünglicher Dörnthaler Teich 1787–1790 angelegt unter Obereinfahrer Carl Friedrich Freiesleben, größere Neuanlage 1842–1844 nach einem Projekt von Oberstollnfaktor von Warnsdorf durch den sächsischen Oberkunstmeister Christian Friedrich Brendel, den Kunstmeister Zeller und den Röschenobersteiger Schmieder mit 1.600 Bauarbeitern, dabei Anlage eines neuen Teichdamms 380 m unterhalb des alten.
23. ↑  
Lang gestreckter zweigeschossiger, massiver Bau von 11:3 Achsen, zwei Eingangsbereiche und eine Toreinfahrt als Segmentbögen ausgearbeitet, Mansardwalmdach mit mächtigen Giebelaufbau an der Längsseite mit Zwillingsfenster, Wandöffnungsverhältnis original erhalten, im Inneren Gewölbe erhalten (Kreuzgratgewölbe).Bestandteile der Sachgesamtheit (keine Einzeldenkmale!): Einfriedung aus Bruchstein in verschiedenen Bereichen des Rittergutes sowie Reste des Parkes und der Wirtschaftsgebäude im Bereich der oben genannten Flurstücke.
24. ↑  
Erhaltene Mühlentechnik: fünf Walzenstühle, zwei Steinmahlgänge, ein Schrotgang mit Mühlsteinen
  - Walzenmühle: integriert in noch funktionsfähiges Mühlensystem, das bis ca. 1970 der Mehlherstellung diente, hergestellt von Fa. Grosse aus Lohmen vor 1939
  - Schrotgang mit Mühlsteinen: wurde demontiert, ist aber vorhanden, eventuell Ende 19. Jahrhundert hergestellt
  - Steinmahlgang: Vierfach-Mahlgang, Fa. Max Wendt Mühlenbau Heppenheim
  - Doppelsteinmahlgang: Fa. W & O Gericke Mühlenbau Zürich Ende 19. Jahrhundert.

Geschichte der Mühle: eine der ältesten Mühlen aus der Mitte des 16. Jahrhunderts, dürfte in Verbindung mit dem zugehörigen Einhufengut vor 1559 entstanden sein, 1559 wird Gut mit Mühle von Vallentin Erler gekauft, danach mehrfacher Besitzerwechsel, teilweise wüst liegend nach Pest, aus Kaufvertrag von 1794 wird deutlich, dass Mühle in Wohnhaus eingebaut wurde, die alte Mühle hatte also ursprünglich einen anderen Standort und wurde später abgebrochen, 1902 gelangte die nunmehrige Mühle nach mehrfachem Besitzerwechsel in den Besitz des Müllermeisters Gustav Braun aus Weigmannsdorf. Bis 1945 erfolgte die Verarbeitung von Getreide und Ölfrüchten mit der alten hölzernen Anlage, nach 1945 Ausbau dieser Technik einschließlich des Wasserrades.
25. ↑  
Kirche: Saalkirche A. 15. Jh., später verändert (1604 und 2. H. 19. Jh.), verputzter Bruchsteinbau mit geradem Chor, neuromanisches Sandsteinportal, Dachreiter, Innen Emporen, Altar 1893, Orgel: Schmeisser von 1920/23, Trauerhalle eingeschossig verputzt, Putztraufe mit Rundbogenfries

Kriegerdenkmale: Eisenplatte gegossen mit Namen bezeichnet 1914–1918, gemauerter Glockenstuhl aus zwei Bruchsteinpfeilern, verdacht mit Glocke und Inschrift (1950), Neogotischer Grabstein 19. Jh., verwittert, Wahlstelle Familie Escher, Bronzefigur Bruchsteinpfeilern.
26. ↑  
Kirche: Saalkirche A. 15. Jh., später verändert (1604 und 2. H. 19. Jh.), verputzter Bruchsteinbau mit geradem Chor, neuromanisches Sandsteinportal, Dachreiter, Innen Emporen, Altar 1893, Orgel: Schmeisser von 1920/23, Trauerhalle eingeschossig verputzt, Putztraufe mit Rundbogenfries

Kriegerdenkmale: Eisenplatte gegossen mit Namen bezeichnet 1914–1918, gemauerter Glockenstuhl aus zwei Bruchsteinpfeilern, verdacht mit Glocke und Inschrift (1950), Neogotischer Grabstein 19. Jh., verwittert, Wahlstelle Familie Escher, Bronzefigur Bruchsteinpfeilern.
27. ↑  
Teilstück des Oberen Dörnthaler Kunstgrabens, auf Dörnthaler Flur (vgl. ID-Nr. 09207100) vom Dörnthaler Teich aus in nördliche Richtung führend, Rainbachschütz mit Abschlag in den Scheidebach, anschließend Teilstück der Haselbacher Rösche mit Mundloch: 1786–1796 angelegt, 1161 m lange unterirdische Weiterführung des Oberen zum Unteren Dörnthaler Kunstgraben auf Mittelsaidaer Flur (vgl. ID-Nr. 08991216), Mundloch mit rundbogigem Gewölbe, Schlussstein bezeichnet „Quartal Crucis 1858“, darunter Schlägel und Eisen.
28. ↑  
Abfolge der Bestandteile der Revierwasserlaufanstalt im OT Pfaffroda (der Fließrichtung des Wassers folgend und dem Dörnthaler Teich, vgl. ID-Nr. 09205472, Wasser zuführend): Friedrich-Benno-Stolln II, Kunstgraben am Bierwiesenteich, Friedrich-Benno-Stolln I:

Friedrich-Benno-Stolln II, eigentlich eine Rösche, beginnend auf Dittmannsdorfer Flur am Dittmannsdorfer Kunstgraben (vgl. ID-Nr. 09205473), mündend am Mundloch (rundbogig, in jüngerer Zeit neu aufgemauert) zum Kunstgraben am Bierwiesenteich, dieser unterhalb des Teichdammes des Bierwiesenteiches verlaufend, mit Betonplatten abgedeckt, am oberen Mundloch (rundbogig, zweireihige Aufmauerung über gesimsartig vorspringender Abdeckplatte neueren Datums, seitliches Flügelmauerwerk/Trockenmauerwerk) des Friedrich-Benno-Stolln I endend, dieser ebenfalls eine Rösche, auf Dörnthaler Flur am unteren Mundloch endend (vgl. ID-Nr. 09207089).
29. ↑  
Einschiffige Schlosskirche (unter Altarraum Gruftanlage) mit westlichen, massivem Turm mit unterschiedlich gestalteten Schallöffnungen (Zwiebelturm), Schieferdeckung, unregelmäßiger Chor mit Halbrundapsis

Innen: Kassettendecke, zweigeschossige Emporen, barocke Grabstätten. Ausstattung (Silbermannorgel), alte (an der Kirchhofsmauer lehnende) Grabsteine und vermutlich Gedenkstein mit Relief (an der Kirchenwand). Silbermann-Orgel: einmanualig, v. 1715, Normalstimmung durch Umhängen der Mechanik.
30. 1 2  
Das Schloss ist aus einer hochmittelalterlichen Hofanlage des 13. Jahrhunderts hervorgegangen. Seit 1352 gehörte es den Herren von Schönberg. Es liegt auf einer Anhöhe und ist umgeben von Schlosspark mit Teichen, Wegesystem, altem Baumbestand und einem Mausoleum. Nördlich und östlich des Schlosses befinden sich verschiedene Wirtschaftsgebäude. Das Schloss beherrscht mit seiner Gebäudemasse und der östlich davon gelegenen Schloss- und Dorfkirche St. Georg die Ortsansicht aus Richtung Olbernhau. Die vierflügelige Anlage mit nördlich angefügter, abgewinkelter Remise umschließt einen unregelmäßigen Binnenhof. Im Osten und Norden befinden sich große Hoftore. Süd- und Westflügel stammen aus dem 16. Jahrhundert, die beiden anderen Flügel sind wohl hinsichtlich ihrer Entstehung in das 17. Jahrhundert zu datieren. Das zweigeschossige, aus Bruchsteinen errichtete Gebäude ist verputzt und zeigt in vielen Bereichen noch Renaissanceportale und -gewände aus Naturstein. Besonders hervorzuheben ist das Rundbogenportal am Turm in der Südwestecke des Schlosshofes, das die Jahreszahl 1578 und das Wappen derer von Schönberg trägt – es wurde 1919 durch eine Kopie ersetzt. Die Gebäude besitzen Satteldächer und Schieferdeckung. Dachgaupen gliedern die Dachflächen. Durch einen Brand 1953 wurden vor allem im Bereich des Süd- und Westflügels wertvolle Bauteile zerstört – Dachtragwerk, barocke Turmhaube usw. Das Innere birgt trotzdem noch sehr viele wertvolle Details – Gewölbe, Portale, barocker Ofen, Herrenzimmer aus der Zeit nach 1900 usw. Der Denkmalwert der Anlage ergibt sich aus seiner großen ortsgeschichtlichen, baugeschichtlichen, baukünstlerischen und ortsbildprägenden Bedeutung.
31. ↑  
Einzeldenkmale der Sachgesamtheit: 
  - Mausoleum – Beschreibung s. o. (09205638) ist Bestandteil der Schlossanlage zu Pfaffroda.
  - Pavillon: Fachwerkhaus mit spitz zulaufendem Schieferdach, Fensteröffnungen stark beschädigt, Inselhäuschen abgerissen März 2007
  - Wohnhaus (Am Schloßberg 5): in unmittelbarer Schlossnähe, zwei Geschosse, Putzfassade (Fenster ohne Sprossung), unter Putz Fachwerk? Krüppelwalmdach
  - Darrhaus (Am Schloßberg zwischen Nummer 8 und Nummer 10), letztere verbunden mit dem Schloss durch Pforte mit Heraldik-Kartusche
  - Schloss (Am Schloßberg 8) in Art einer Vierflügelanlage mit Treppenturm und nördlichen Annexgebäuden (im Ostflügel Ausstellung, u. a. Postkutsche, historischer Leichenwagen, um 1890, Ernemann-Filmmaschine)
  - Am Schloßberg 9 – ehemalige Reithalle und Ruscherstall: zwei Geschosse, Putzfassade mit Zeltdach (Schieferdeckung) und Eckquaderung (aufgeputzt) mit anschließendem Stalltrakt (im hinteren Teil als Wohnung umgebaut),
  - Am Schloßberg 12 – Gärtnerhaus im Schlosspark: Erdgeschoss massiv, Sockel (Bruchsteinmauerwerk), Giebel verbrettert, darunter Klinkerbogen, stimmt nicht mit heutiger Fassadengliederung überein, ehemals feine Putzgliederung in Resten erhalten, Kniestock mit Andreaskreuz, darüber Krüppelwalmdach mit Fledermausgaupe, spätere Anbauten und störende Umbauten, kein Einzeldenkmal, aber Teil der Sachgesamtheit.
32. ↑  
Das Mausoleum ist Bestandteil der Schlossanlage zu Pfaffroda. Es befindet sich im Schlosspark westlich der Südwestecke des Schlossgebäudes und diente den Besitzern, der Familie von Schönberg, als Grablege. Zuvor – seit 1753 – nutzten sie eine Gruft in der Dorfkirche zu Pfaffroda. Das Gebäude wurde aus sorgfältig behauenen Sandsteinquadermauerwerk in vorzüglicher Mauertechnik errichtet. Es besteht aus einem längsrechteckigen Hauptbau, dem nach Osten eine außen polygonal (dreiseitig) ummantelte Apsis angefügt wurde. Die beiden Stirnseiten werden durch Giebel mit Akroterien und Kreuz abgeschlossen. Dazwischen ist ein Kupferblech gedecktes Satteldach gespannt. An der Nordseite führt ein vorgelagerter Eingang mit profiliertem Rundbogenportal in den flachtonnengewölbten Gruftraum, in dem Särge der verstorbenen Familienmitglieder stehen. Das Obergeschoss, das durch ein aufwendig gestaltetes neoromanisches Portal mit dem Familienwappen und einer verzierten Eisengusstür erschlossen wird, birgt eine Kapelle. Das Innere zeigt noch die ursprünglichen Dekorationsmalereien, die jedoch auf Grund mangelnder Baupflege stark gefährdet sind. Die Holzbalkendecke ist mit einer goldenen Schablonenmalerei versehen. In der Apsis steht ein Altar mit Kreuz. An der Südseite befinden sich in Blendarkaden Grabtafeln von den verstorbenen Familienmitgliedern derer von Schönberg, darunter die des kulturhistorisch bedeutenden Dr. Alfons Diener zu Schönberg. Der Fußboden ist mit Keramikfließen belegt. Die Fenster an der Südseite sind in Blei gefasst und waren mit Schwarzlotmalerei dekoriert, die nur noch in Resten erhalten ist. An der Nordwand weist eine gemalte Inschrift auf die Erbauungszeit des Mausoleums hin – 18(?)2. 

Wahrscheinlich wurde die Kapelle anlässlich des Todes des Joachim Heinrich von Schönberg 1871 errichtet. Baukünstlerische und regionalgeschichtliche Bedeutung.
  - Schlosshof: mit unregelmäßigem Grundriss, Renaissancemotive am Westflügel mit Eckturm und Portal mit reichem Dekor, Tordurchfahrten, skulptierte Fenstergewände mit Eisengittern
  - Darre: massiver eingeschossiger Baukörperdes 19. Jh., mit durchlässigen Giebelfeldern und steilem Satteldach, weitgehend unverändert erhalten
  - Scheune: massiv, 19. Jh., westlicher Trakt des Wirtschaftshofes
  - Ehem. Schlosskirche: mit Ausstattung (Silbermannorgel) sowie alter Kirchhof mit Einfriedungsmauer, alten (an der Mauer lehnenden) Grabsteinen und vermutlich Gedenkstein mit Relief (an der Kirchenwand), einschiffige Schlosskirche mit spätgotischem Kern, Umbau 1645, mit westlichen, massivem Turm mit unterschiedlich gestalteten Schallöffnungen (Zwiebelturm), Schieferdeckung, unregelmäßiger Chor mit Halbrundapsis Innen: Kassettendecke, zweigeschossige Emporen, barocke Grabstätten, Silbermann-Orgel: einmanualig, v. 1715, Normalstimmung durch Umhängen der Mechanik,
  - Scheune: zum Wirtschaftshof des Schlosses gehörend (südwestlicher Abschluss), Bruchstein- und Ziegelmauerwerk, eingeschossig, steiles Satteldach, veränderte Fensteröffnungen
  - Brauhaus des Wirtschaftshofes: wichtiger Bestandteil des ursprünglichen Schlossbereiches, zwei Geschosse, Putzfassade, späterer vorstehender Mitteltrakt mit Haube ruht auf Säulenpaar (ehemalig freistehend), unverputzter Bruchsteinsockel mit Treppenaufgang, Obergeschoss mit Holzschindeln, angrenzender Trakt entstellende Fassade mit störenden Fenstern, Hechtgaube, beide Teile mehrfach verändert, großer Kellerbereich mit böhmischem Kappengewölbe
  - Pichhaus: heute Sparkasse, eingeschossig mit Satteldach (Schieferdeckung), Sandsteingewände der Fensteröffnungen und der Tür, Segmentbogen mit Schlussstein, sanierte Fassade
  - Ehemalige Brennerei: heute Wohnhaus und Werkstatt, eingeschossig, Putzfassade (Bruchsteinmauerwerk), Fensterrahmungen im Erdgeschoss, Sandstein mit Segmentbögen, Mittelrisalit mit seitlichen Putzlisenen, spätere entstellende Umbauten (Giebel Obergeschoss), Nummer 7 – unsaniert, Nummer 7a – zum Wohnbereich saniert
  - Leichenwagen: kulturhistorischer Wert, Eigentümer Gemeinde, Herkunft Wagen unbekannt, Leihgabe an landkreiseigenes Museum im Schloss,
  - Mausoleum im Schlosspark: aufwändiger und unverändert erhaltener Bau mit Einfriedung innerhalb der Schlossanlage (Quadermauerwerk, skulpturaler Schmuck, Grablege), historisierender Bau mit zwei Giebeln, seitlichen Rundbogenfenstern und Nebeneingang, Säulenportal mit profilierten Archivolten und Wappen, gestufter Zierkämpfer, Akroterien und Dachkreuz, original: Tür mit reichem Beschlag (Eisen), Quadermauerwerk mit seitlichen skulptierten Friesen, seitliche Einfriedung aus Eisengittern, polygonale Apsis, Bleiglasfenster.
  - Wohnhaus (vermutlich Verwalterhaus, Schloßberg 10): in unmittelbarer Nähe zum Schlosskomplex, zwei Geschosse, Satteldach, Bruchsteinmauerwerk (verputzt), ursprünglich Fassadengliederung nur im Stallteil (rechts) erhalten, sonst stark verändert, im Giebel Reste von Blendgliederungen, Satteldach ohne störende Aufbauten, Alterswert, vermutlich 17. Jh.
  - südlich des Schlosses Hydrant – historischer Löschwasserhydrant nicht mehr auffindbar.